# Première Guerre mondiale
« Grande Guerre » redirige ici. Pour les autres significations, voir Grande Guerre (homonymie) et Guerre mondiale.
Batailles
Front d'Europe de l’Ouest
- Frontières (8-1914)
- Liège (8-1914)
- Namur (8-1914)
- Dinant (8-1914)
- Anvers (9-1914)
- Grande Retraite (9-1914)
- 1re Marne (9-1914)
- Course à la mer (9-1914)
- Yser (10-1914)
- 1re Ypres (10-1914)
- 1re Messines (10-1914)
- Hartmannswillerkopf (1-1915)
- Neuve-Chapelle (3-1915)
- 2e Ypres (4-1915)
- Artois (5-1915)
- Artois (9-1915)
- Loos (9-1915)
- Verdun (2-1916)
- Hulluch (4-1916)
- Somme (7-1916)
- Arras (4-1917)
- Vimy (4-1917)
- Chemin des Dames (4-1917)
- 2e Messines (6-1917)
- 3e Ypres (7-1917)
- Cote 70 (8-1917)
- 1re Cambrai (11-1917)
- Offensive du Printemps (3-1918)
- 4e Ypres (4-1918)
- Michael (5-1918)
- 2e Marne (5-1918)
- Aisne (5-1918)
- Bois Belleau (6-1918)
- Château-Thierry (7-1918)
- Le Hamel (7-1918)
- Amiens (8-1918)
- Cent-Jours (8-1918)
- L'Ailette (9-1918)
- 2e Cambrai (10-1918)

Front italien
- 1re Isonzo (6-1915)
- 2e Isonzo (7-1915)
- 3e Isonzo (10-1915)
- 4e Isonzo (11-1915)
- 5e Isonzo (3-1916)
- 6e Isonzo (8-1916)
- 7e Isonzo (9-1916)
- 8e Isonzo (10-1916)
- 9e Isonzo (11-1916)
- 10e Isonzo (5-1917)
- Mont Ortigara (6-1917)
- 11e Isonzo (8-1917)
- Caporetto (12e Isonzo) (10-1917)
- Piave (6-1918)
- Vittorio Veneto (10-1918)

Front d'Europe de l’Est
- Stallupönen (8-1914)
- Gumbinnen (8-1914)
- Tannenberg (8-1914)
- Lemberg (8-1914)
- Krasnik (8-1914)
- 1re lacs de Mazurie (9-1914)
- Przemyśl (9-1914)
- Vistule (9-1914)
- Łódź (11-1914)
- Bolimov (1-1915)
- 2e lacs de Mazurie (2-1915)
- Gorlice-Tarnów (5-1915)
- Varsovie (6-1915)
- Lac Narotch (3-1916)
- Offensive Broussilov (6-1916)
- Turtucaia/Tutrakan (9-1916)
- Offensive Flămânda (9-1916)
- Offensive Kerenski (7-1917)
- Mărășești (8-1917)

Front du Moyen-Orient
- Afrique du Nord
- Caucase
- Perse
- Dardanelles
- Mésopotamie
- Sinaï et Palestine
- Ctésiphon (11-1915)
- Kut-el-Amara (12-1915)
- Magdhaba (12-1916)
- Révolte arabe
- Rafa (1-1917)
- Bagdad (3-1917)
- 1re Gaza (3-1917)
- 2e Gaza (4-1917)
- Aqaba (7-1917)
- Beer-Sheva (10-1917)
- 3e Gaza (11-1917)
- Megiddo (9-1918)

Front des Balkans
- Campagne de Serbie
- Bataille du Cer
- Bataille de la Kolubara
- Expédition de Salonique
- Bataille de Doiran (1916)
- Bataille de Monastir
- Bataille de Monastir (1917)
- Bataille de Skra-di-Legen
- Bataille de Dobropolje
- Bataille de Doiran (1918)
- Campagne de Serbie

Front africain
- Laï (8-1914)
- Sandfontein (9-1914)
- Tanga (11-1914)
- Naulila (12-1914)
- Jassin (1-1915)
- Gibeon (4-1915)
- Bukoba (6-1915)
- Mongua (8-1915)
- Salaita (2-1916)
- Beringia (5-1916)
- Negomano (11-1917)

Front océanien et asiatique
- Papeete
- Bita Paka
- Fanning
- Toma
- Tsingtao
- Penang
- Coronel
- Îles Cocos

Bataille de l'Atlantique et de la mer Baltique
- Blocus allié de l'Allemagne
- Odensholm (08-1914)
- 1re Heligoland (08-1914)
- Action du 22 septembre 1914
- Falklands (12-1914)
- Dogger Bank (01-1915)
- Gotland (07-1915)
- Golfe de Riga (08-1915)
- Yarmouth et Lowestoft (04-1916)
- Jutland (05-1916)
- Funchal (12-1916)
- Combat entre le Leopard et le HMS Achilles
- Pas-de-Calais (04-1917)
- Combat entre le HMAS Sydney et le LZ92
- Détroit de Muhu (10-1917)
- 2e Heligoland (11-1917)
- Croisière de glace (02/03-1918)
- Zeebruges (04-1918)
- 1er Ostende (04-1918)
- 2e Ostende (05-1918)
- Sabordage allemand à Scapa Flow (06-1919)

Bataille de la mer Noire
- 12 octobre 1914
- Raid d'octobre (Odessa (10-1914), Novorossiisk, Feodosia)
- Cap Sarytch
- Bosphore (en)
- île Kirpen (1re) (en)
- île Kirpen (2e)

La Première Guerre mondiale, aussi appelée la « Grande Guerre », est un conflit militaire impliquant dans un premier temps les puissances européennes et s'étendant ensuite à plusieurs continents. Cette guerre s'est déroulée de 1914 à 1918,. Par conséquent, elle est parfois désignée par le chrononyme « guerre de 14-18 ».
Le 28 juin 1914, à Sarajevo, un jeune nationaliste serbe de Bosnie, Gavrilo Princip, assassine le couple héritier du trône austro-hongrois, l'archiduc François-Ferdinand d'Autriche et son épouse, la duchesse de Hohenberg. L'Autriche-Hongrie réagit à l'attentat en formulant un ultimatum à l'encontre du royaume de Serbie, en accord avec son allié allemand. L'une des exigences austro-hongroises étant jugée inacceptable par les Serbes, l'Autriche-Hongrie déclare la guerre à la Serbie. Ce qui aurait pu n'être qu'une guerre balkanique de plus dégénère en guerre mondiale par le jeu des alliances entre les grandes puissances européennes qui sont à la tête d'empires s'étendant sur plusieurs continents.
Considérée comme un des événements marquants du XXe siècle, cette guerre met essentiellement aux prises deux grandes alliances : la Triple-Entente (ou Alliés de la Première Guerre mondiale) et la Triplice puis la Quadruplice des empires centraux.
La « Triple-Entente » est composée initialement de la France, du Royaume-Uni, de la Russie et de leurs colonies et empires respectifs. Plusieurs autres États se joignent à cette coalition, dont la Belgique, envahie par l'Allemagne, qui fait appel à la France et au Royaume-Uni, garantes de son indépendance. Le Japon rejoint la coalition en août 1914, l'Italie en avril 1915, la Roumanie en août 1916 et les États-Unis en avril 1917, ainsi que de nombreux autres pays moins puissants. En revanche, la Russie sort du conflit en décembre 1917 lorsque la République russe devient un état bolchevik et signe un cessez-le-feu.
Les empires centraux sont l'Empire allemand, l'Autriche-Hongrie et les colonies qu'ils contrôlent. L'Empire ottoman les rejoint en octobre 1914, suivi un an plus tard du royaume de Bulgarie.
Parmi les nations européennes, seuls les Pays-Bas, la Suisse, l'Espagne, le Danemark, la Norvège, la Suède, le Liechtenstein et Monaco demeurent officiellement neutres, bien que certains d'entre eux participent financièrement ou matériellement aux efforts de guerre des protagonistes.
Les combats se déroulent sur différents fronts situés principalement en Europe mais une petite partie de l'Asie, de l'Océanie et de l'Afrique, ainsi que l'Atlantique Nord connaissent également des actions militaires. Le front de l'Ouest est caractérisé par un ensemble de tranchées et de fortifications séparées par une aire surnommée le no man's land. Ces fortifications s'étendent sur plus de 600 kilomètres, et donnent lieu à la « guerre de tranchées ». Sur le front de l'Est, l'étendue des plaines et la faible densité ferroviaire empêchent la stabilisation des champs de bataille. D’importants combats ont lieu dans les Balkans, au Moyen-Orient et en Italie.
Cette guerre est la première où les aéronefs (ballons fixes ou dirigeables puis, de plus en plus, les avions) jouent un rôle tactique important, d'abord pour l'observation et la reconnaissance, puis pour la chasse et le bombardement. Les premiers véhicules blindés motorisés apparaissent alors, essentiellement au sein de la Triple-Entente à la supériorité de laquelle ils contribuent. Elle donne également lieu au premier engagement massif de sous-marins de combat, et à une guerre de course menée contre des flottes commerciales, qui atteint son paroxysme lors de la première bataille de l'Atlantique.
Parfois qualifiée de guerre totale, elle atteint une échelle et une intensité inconnues jusqu'alors. Elle implique plus de soldats, provoque plus de morts et cause plus de destructions que toute autre guerre antérieure. Plus de soixante millions de soldats y prennent part,. Pendant cette guerre, environ neuf millions de civils et dix millions de militaires sont morts, vingt-et-un millions de soldats sont blessés.
D'autres événements historiques majeurs surviennent pendant ce conflit, comme le génocide arménien (1915-1916), la révolution russe (1917) ou la grippe de 1918, qui augmentent la mortalité et la détresse des populations. Pour toutes ces raisons, cette époque marque profondément ceux qui la vivent. Cette guerre entraîne de nombreux changements géopolitiques et infléchit fortement le cours du XXe siècle.
La guerre cause l'effondrement ou la fragmentation des empires allemand, austro-hongrois, russe et ottoman. L'Allemagne voit son territoire réduit ainsi que sa puissance économique et militaire amputée lors du traité de Versailles. En conséquence, les frontières européennes et du Proche-Orient sont redessinées. Des monarchies sont remplacées par des États communistes ou par des républiques démocratiques. Pour la première fois, une institution internationale est créée dans le but de régler les différends internationaux : la Société des Nations (SDN).

## Déclenchement
Si la cause immédiate de la Première Guerre mondiale est l'assassinat, à Sarajevo, de l'archiduc François-Ferdinand, héritier du trône d’Autriche-Hongrie, et de son épouse, cet événement ne fait que pousser au paroxysme des tensions issues de contentieux antérieurs (rivalités stratégiques, politiques, économiques et coloniales). Cette guerre a des origines profondes qui doivent s'analyser sur la longue durée. L'historien André Loez évoque ainsi le rôle des « rivalités économiques et coloniales ». En 1928, la commission chargée par le gouvernement français de publier les documents diplomatiques relatifs aux origines de la Première Guerre mondiale établit le traité préliminaire de paix du 26 février 1871 et le traité de Francfort comme point de départ.
On compte parmi les raisons structurelles un nationalisme fort, la montée des impérialismes, et les volontés expansionnistes qui y sont associées, comme l'irrédentisme italien, des conflits précédents non résolus (guerres balkaniques), auxquels s'ajoutent des rivalités économiques, un système d'alliances militaires complexe développé entre les différents pays européens au cours du XIXe siècle après la défaite napoléonienne de 1815, le congrès de Vienne qui s'est ensuivi et l'indépendance belge de 1830, entraînant la France et le Royaume-Uni à se porter garantes de celle-ci. Toutefois, le mythe d'un revanchisme français après la perte de l'Alsace-Moselle a été clairement démonté par la recherche historique.
Des malentendus diplomatiques s'ensuivirent, l'Allemagne pensant notamment que le Royaume-Uni resterait neutre devant l'invasion de la Belgique,. Le climat de tension régnant avait poussé les grandes puissances européennes à une course aux armements, et chaque état-major s'était activement préparé au conflit. L'attentat de Sarajevo déclenche ce que l’historien Jean-Baptiste Duroselle appelle un « mécanisme », qui entraîne presque malgré eux les protagonistes vers une guerre totale. L'historien Christopher Clark la décrit essentiellement comme une perte de contrôle de la tension internationale par les hommes d'État : il rejoint Duroselle sur le concept de « mécanisme » échappant au contrôle politique, mais souligne l'effervescence belliqueuse de la Serbie, la partialité de la Russie en faveur de cette dernière, et le désir de l'état-major allemand de déclencher rapidement une guerre avant d'être dépassé par la Russie[réf. souhaitée].
Des historiens comme Fritz Fischer ou John Röhl mettent en évidence le fait que la guerre avait été souhaitée par les dirigeants allemands, qui étaient persuadés qu'elle était préférable à un statu quo jugé humiliant et dangereux à moyen terme pour l'Allemagne,.
En tout cas, à l'été 1914, l'Allemagne était le seul pays qui fût prêt à mener une guerre moderne de grande ampleur. Tous les autres pays ont été pris au dépourvu, ce qui réduit à néant les théories cherchant dans un complot la cause de la guerre[réf. souhaitée].

### Antagonismes entre puissances européennes

#### Questions coloniales et économiques

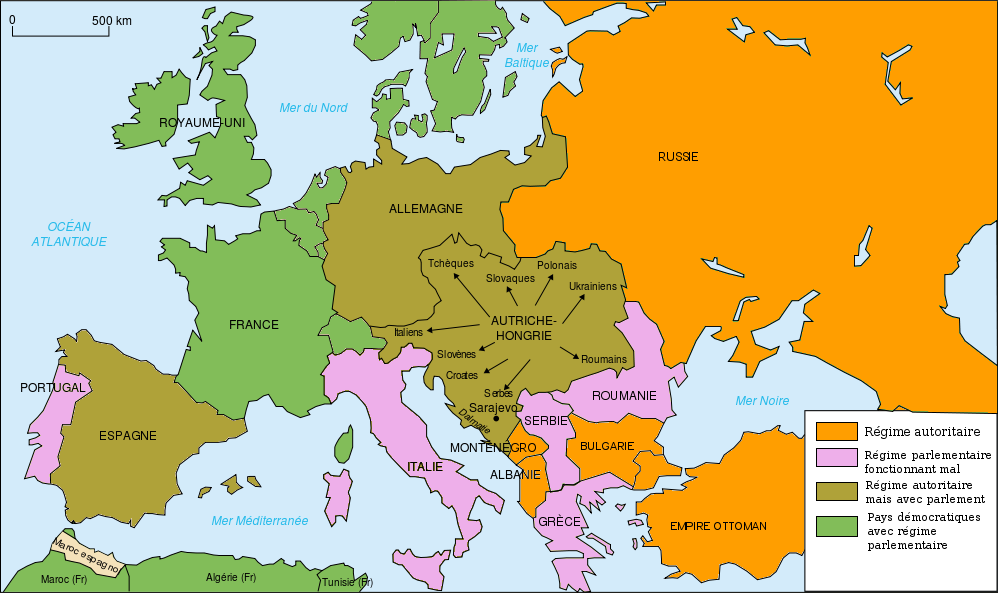
Carte des régimes politiques à la veille de la Première Guerre mondiale.

L'impérialisme des nations européennes est matérialisé par le traitement de la question coloniale. La conférence de Berlin de 1885 avait permis le partage de l'Afrique entre les puissances européennes. Une notable partie de l'Afrique centrale, le Congo, était octroyée au roi des Belges Léopold II qui avait habilement utilisé les rivalités entre la France, la Grande-Bretagne et l'Allemagne pour neutraliser ainsi le centre de l'Afrique. Cependant, les différends coloniaux ne vont cesser de s'accroître, entretenant par la même occasion les tensions entre les métropoles. Ces tensions d'abord entre Français et Britanniques en Égypte et surtout au Soudan avec la crise de Fachoda en 1898, ainsi que des tensions entre la France et l'Italie en Tunisie en 1881, vont entraîner l'adhésion de l'Italie à la Triplice. Les tensions entre la France et l'Allemagne apparaissent dès 1905 au Maroc. Depuis 1871, l'Allemagne unifiée a rattrapé, en quelques décennies, son retard économique sur le reste de l'Europe occidentale en se dotant par exemple d'une industrie très concentrée. L'Allemagne regarde donc outre-mer et vers l'Afrique où elle espère trouver des matières premières à bon marché ou même fonder des comptoirs pour écouler ses produits manufacturés. Cependant, la France, la Grande-Bretagne et la Belgique se partagent l'Afrique. L'Asie aussi est sous la coupe européenne. L'Allemagne, sauf en de rares endroits comme au Cameroun, en Namibie, au Tanganyika et au Togo ne peut obtenir de zones d’influence dans les colonies. Aussi ressent-elle comme une injustice que son industrie de plus en plus compétitive se heurte à la crainte ou à l'égoïsme des autres puissances européennes. Ne disposant pas de colonies de peuplement, Guillaume II souhaite prendre pied au Maroc au nom de la Weltpolitik. Les deux crises qui l'opposent à la France, en 1905 avec la conférence d'Algésiras et en 1911 avec le coup d'Agadir, conduisent à une multiplication des incidents diplomatiques. Pour l'historien allemand Fritz Fischer, cette situation est l’une des principales causes du déclenchement du conflit. Dès 1905, le conflit semble inévitable entre la France et l'Allemagne.
Toutefois, les rivalités coloniales entre Français et Britanniques en Afrique n'ont entraîné aucune guerre entre ces deux pays à l'époque contemporaine : ce fait montre les limites d'une explication de la Grande Guerre par l'impérialisme. En général les rivalités coloniales se réglaient par des transactions[réf. souhaitée].

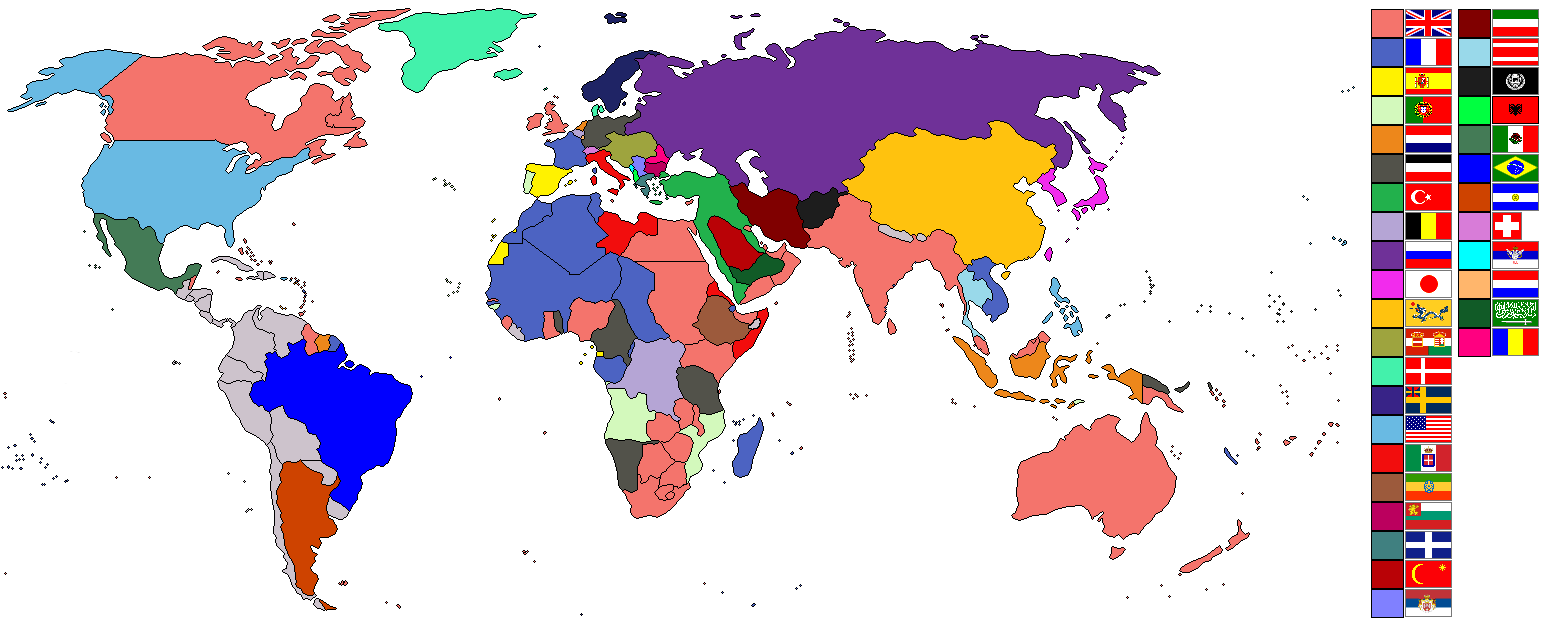
Le monde en 1914

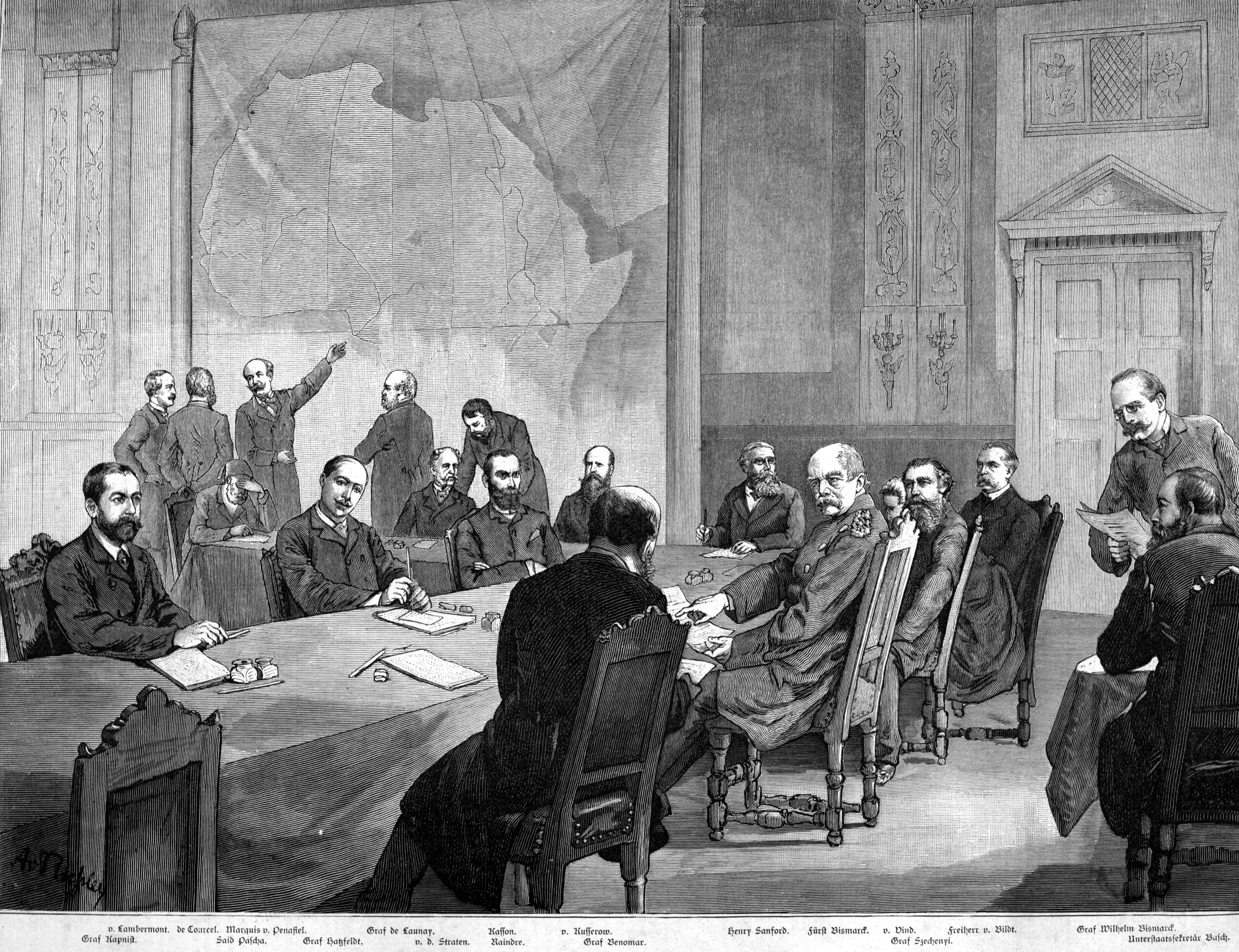
Représentation de la conférence de Berlin (en 1884) où sont réunis les représentants des puissances européennes.

Les inquiétudes sont aussi d'ordre économique. Même si chaque pays développe son économie, la rivalité économique entre l'Allemagne et la France s'accroît à partir de 1912. La grande puissance industrielle allemande inquiète les États européens, car les produits allemands inondent les marchés français et britanniques. Cette rivalité économique a « contribué à alourdir le climat général entre les deux États et, par là même, à faciliter la rupture ». Quant aux Allemands, ils s'inquiètent de la croissance économique et démographique de la puissance russe qui les amène à penser qu'ils seraient incapables de lui résister dans quelques années ; de telle sorte que des voix se font entendre au sein des autorités et des élites allemandes pour entamer une guerre préventive avant qu'il ne soit trop tard. Dès 1887, le futur Guillaume II est influencé par les partisans d'une guerre avec la Russie, qu'Alfred von Waldersee promeut activement auprès de lui.
Cependant, l'interpénétration des économies européennes était déjà si forte que la plupart des milieux industriels et financiers avaient tout intérêt au maintien de la paix. Le principal débouché des industries métallurgiques, par exemple, n'était pas l'armement mais les chemins de fer, comme l'a montré François Crouzet.
Une explication fréquemment avancée à l'antagonisme franco-allemand est que celui-ci puiserait sa force dans l'idée de revanche et le retour à la mère patrie des provinces perdues d'Alsace-Lorraine. Néanmoins, si la résistance à l'Allemagne reste forte en Alsace-Lorraine, cette sensibilité a beaucoup évolué dans le temps : l'idée de revanche, obsessionnelle en France après la défaite de 1870, s'est estompée dès les années 1880 ; aucun parti politique, après la crise boulangiste, ne revendique ostensiblement le retour à la mère patrie des provinces perdues ; pour la plupart des Français de 1914, bien que le souvenir reste présent, ce n'est plus qu'une vieille histoire.[Information douteuse]
Les Français demeurent par ailleurs inquiets devant la poussée démographique de l'Allemagne, alors que la France connaît une stagnation démographique, ce qui donnerait un avantage certain aux Allemands dans le cas d'un conflit.
Enfin, l'empereur Guillaume II est très influencé par le milieu des officiers prussiens, garant de la solidité de l'empire, tout auréolé de ses succès du milieu du XIXe siècle et qui a forgé l'unité allemande face à l'Autriche et à la France. Pour l'empereur, une guerre ou un conflit localisé dans les Balkans peut se révéler être une solution pour résoudre les problèmes territoriaux de son allié autrichien. Pour l'historien allemand Fritz Fischer, un conflit dans les Balkans a l'intérêt de justifier une attaque contre la France ; l'armée allemande, la plus puissante du monde, semble être un instrument si parfait qu'il est tentant de s'en servir.

#### Ambitions territoriales en Europe

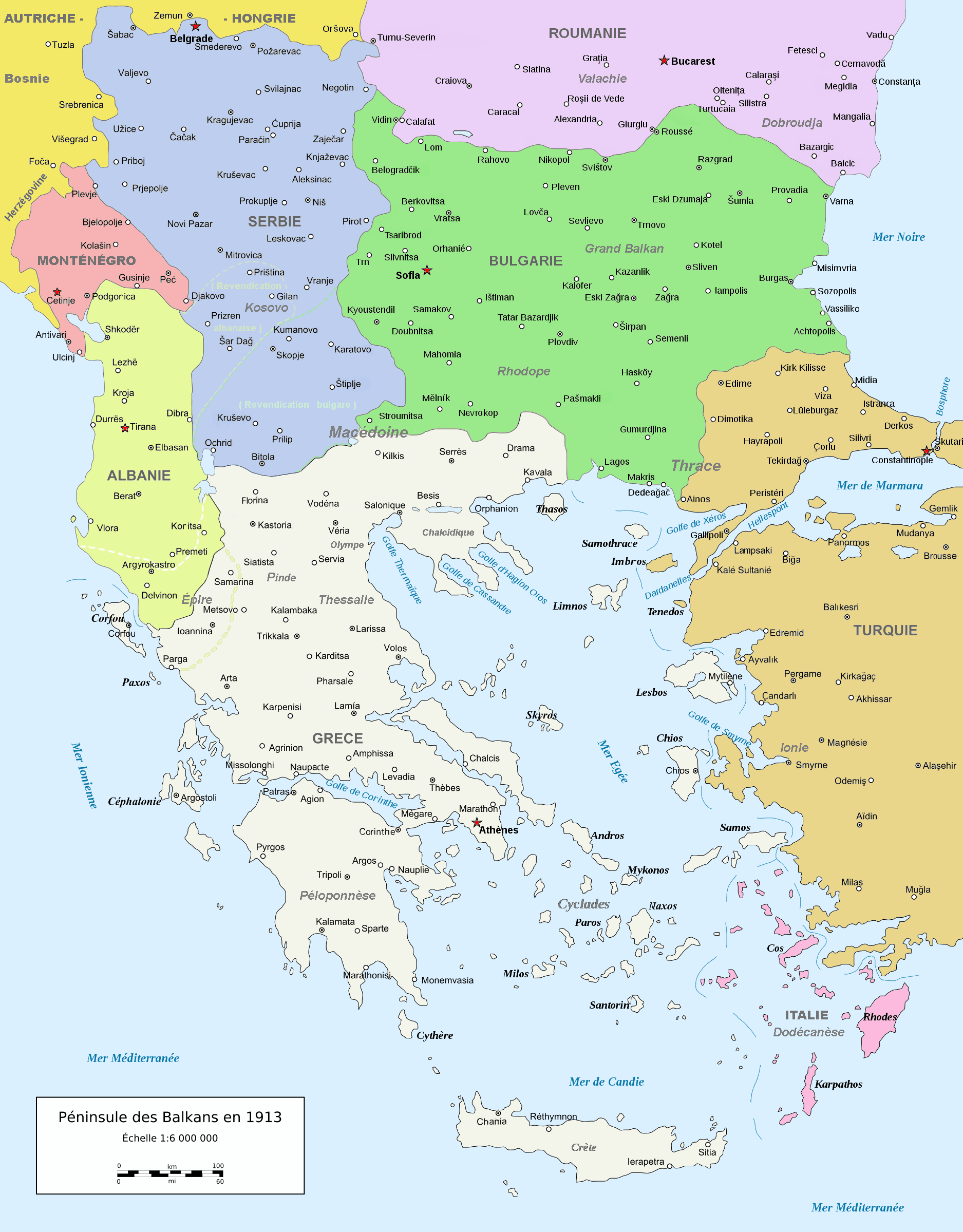
Carte des Balkans en 1913

Dans l'Empire austro-hongrois, où pas moins de quarante[réf. nécessaire] peuples cohabitent, les velléités séparatistes sont nombreuses, liées à l'éveil des minorités nationales (Bohême, Croatie, Slavonie, Galicie, etc.) qui se manifestent depuis 1848.
L'Empire ottoman, déjà très affaibli, est ébranlé par la révolution des Jeunes-Turcs en 1908. L'Autriche-Hongrie en profite pour mettre la main sur la Bosnie-Herzégovine voisine et désire continuer son expansion dans la vallée du Danube, jusqu'à la mer Noire, ou du moins, maintenir le statu quo hérité du traité de San Stefano et du traité de Berlin mais pour cela, les responsables politiques et militaires austro-hongrois considèrent qu'il faut neutraliser leur pays voisin qu'est la Serbie.
En Serbie, le nouveau roi, Pierre Ier envisage la formation d'une grande Yougoslavie, regroupant les nations qui appartiennent à l'Empire austro-hongrois. Dans les Balkans, la Russie trouve un allié de poids en la Serbie, qui a l'ambition d'unifier les Slaves du Sud. Le nationalisme serbe se teinte donc d'une volonté impérialiste, le panserbisme et rejoint le panslavisme russe, récoltant l'appui du tsar à ces mêmes Slaves du Sud. Les Balkans, soustraits de l'Empire ottoman, sont en effet l'objet de rivalités entre les grandes puissances européennes.
En 1878, à la suite d'une révolte des Bulgares et à une intervention des Russes puis des Autrichiens, la partie nord des Balkans est détachée de l'Empire ottoman. La rivalité entre Russes et Autrichiens dans les Balkans s'accentue. En 1912 et 1913, deux guerres affectent la région : la première est tournée contre l'Empire ottoman qui perd tous ses territoires en Europe à l'exception de la Thrace orientale ; la seconde est un conflit entre la Bulgarie et les autres pays balkaniques. Elle se traduit par une importante extension du territoire et du nationalisme de la Serbie, un mécontentement de la Bulgarie, dépossédée d'une partie de son territoire et par la création, sous la pression autrichienne, d'une Albanie indépendante qui empêche la Serbie d'avoir une façade maritime.
Depuis longtemps, la Russie nourrit des appétits face à l'Empire ottoman : détenir un accès à une mer chaude (mer Méditerranée). Cette politique passe par le contrôle des détroits. Dans cet Empire russe, les Polonais sont privés d'État souverain et se trouvent partagés entre les empires russe, allemand et austro-hongrois.
En Allemagne et au Royaume-Uni, dès le début du XXe siècle, l'essor industriel et la remilitarisation se sont accentués et l'Allemagne a des intérêts dans l'Empire ottoman.
L'Italie, unifiée depuis 1860, a donné à la France, à la suite de la victoire de la France sur l'Autriche, la Savoie et le comté de Nice. Malgré un fort courant pacifiste, l'Italie veut prendre au voisin autrichien, avec lequel elle a un vieux contentieux, des territoires qu'elle considère comme italiens, les Terres irrédentes, car majoritairement italophones. Elle désire s'étendre en Dalmatie, liée historiquement à l'Italie et où l'on parle aussi italien, et contrôler la mer Adriatique, à l'instar de ce qu'a fait la république de Venise et ce d'autant plus que ses tentatives de conquête d'un empire colonial africain ont échoué après la débâcle d'Adoua en Abyssinie en 1896. Seule une partie du Tigré a été rattachée à l'Érythrée déjà italienne, ainsi que la Somalie. La Libye est devenue colonie italienne en 1911 à la suite de la guerre italo-turque.

### Systèmes d'alliances

Les systèmes d’alliances avant le déclenchement du conflit. Le Luxembourg et la Belgique, bien que neutres, seront occupés par l'Allemagne.

Les alliances effectives durant la guerre.

De vastes systèmes d’alliances se sont créés à la fin du XIXe et au début du XXe siècle. Deux grands systèmes d'alliances se dessinent. La Triplice, plus ancienne, est l’œuvre du chancelier prussien Otto von Bismarck. Conscient de l’hostilité française depuis l’annexion de l’Alsace-Lorraine, Bismarck cherche, sur le plan diplomatique, à isoler la France de la IIIe République pour l’empêcher de nouer une alliance contre le Reich. En 1879, sous son impulsion, un premier rapprochement a lieu entre l’Allemagne et l’Autriche-Hongrie. En 1881, l’Italie demande son intégration dans l’association germano-autrichienne par opposition à la France qui a pris pied en Tunisie, territoire que l’Italie revendiquait. Le 20 mai, un accord tripartite voit donc le jour : la Triplice ou Triple-Alliance. Toutefois, l’Italie revendique également le Trentin et l’Istrie, les « terres irrédentes » sous domination autrichienne. Le traité est renouvelé à plusieurs reprises, même si l’attitude de l’Italie devient de plus en plus froide, en particulier avec la signature d’un accord secret de neutralité avec la France en 1902. La démarche diplomatique française vis-à-vis du royaume italien a l’avantage d’éviter à la France de devoir combattre sur deux fronts, mais inquiète l'Allemagne et l'Autriche-Hongrie. Or, en 1908, il y eut un tremblement de terre à Messine : l'état-major de l'Autriche-Hongrie voulut profiter de la désorganisation qui s'ensuivit en Italie et proposa à l'Allemagne une guerre contre l'Italie. Mais l'empereur Guillaume II refusa, ce qui révèle la fragilité de la triplice.
En 1914, l’Allemagne peut aussi compter sur la sympathie de l'Empire ottoman, qui n'a pas apprécié d'avoir été privé par Winston Churchill de deux cuirassés construits par le Royaume-Uni. La menace russe pour prendre le contrôle des détroits se précise. En effet, le Royaume-Uni qui, jadis, protégeait l’Empire ottoman, est maintenant allié à la Russie. Pour la Turquie, seul un rapprochement avec l’Allemagne de Guillaume II peut la sortir de son isolement. Elle a ainsi pu trouver des sympathies auprès des peuples colonisés dans tout le bassin de la Méditerranée, du Caucase à Marrakech.
La France finit cependant par sortir de son isolement. Le 27 août 1891, une convention militaire secrète est signée entre la France et la Russie après le lancement du premier emprunt russe sur la place de Paris. Ce choix diplomatique est dicté par les impératifs de la politique internationale. Cet accord est officialisé le 27 décembre 1893. L’alliance franco-russe est renforcée en 1912 et prévoit une alliance défensive entre les deux pays. La France bénéficie ainsi d’un allié de poids, notamment sur le plan démographique et stratégique, avec la possibilité d’un deuxième front à l’est de l’Allemagne, ou d’un front en Inde en cas de guerre avec le Royaume-Uni, tandis que l’empire tsariste peut moderniser l’économie et l’armée du pays grâce aux capitaux français. Après la crise de Fachoda en 1898 entre Français et Anglais, les deux États ont réglé leurs différends coloniaux.
En 1904, inquiet des progrès économiques et commerciaux de l’Empire allemand et de la puissance acquise sur mer par la flotte allemande, le Royaume-Uni accepte enfin de sortir de son isolement. Théophile Delcassé, alors ministre français des Affaires étrangères, réussit le rapprochement franco-anglais avec la signature de l’Entente cordiale en 1904. Celle-ci n’est pas un traité d’alliance liant les deux pays, mais leur destin est de plus en plus imbriqué.
Enfin, en 1907, à l’instigation de la France, le Royaume-Uni et la Russie règlent leurs contentieux en Asie en délimitant leurs zones d’influences respectives en Perse, en Afghanistan et en Chine. Ainsi naît la Triple-Entente. Ces alliances « accroissent en fait le risque structurel de conflit ».

### Stratégies et course aux armements

Manœuvres prévues par l'état-major allemand (plan Schlieffen, dans sa version de 1905) et français (plan XVII, datant de 1913).

Sur le plan stratégique, le Grand État-Major général allemand élabore chaque année un nouveau plan de mobilisation. À partir de 1905, les plans prévoient de déployer la quasi-totalité des forces armées allemandes face à l'armée française, dans l'espoir d'être rapidement victorieux contre elle : étant donné les fortifications françaises le long de la frontière commune, la victoire décisive doit être obtenue par une vaste manœuvre d'enveloppement par le nord, en passant par le territoire du Luxembourg et de la Belgique, malgré la neutralité de ces deux États (garantie par des traités internationaux). En 1914, le plan à appliquer prévoit de laisser face à la Russie une faible partie des forces allemandes, en pariant sur la lenteur de la mobilisation russe ; ce plan oblige cependant l’Allemagne à prendre l’initiative des opérations militaires, dans le cas où la France entrerait en guerre immédiatement après la Russie.
De son côté, la France met sur pied à partir de 1913 le plan XVII qui, respectant la neutralité belge, prévoit de répondre à une attaque allemande en prenant l'offensive en Lorraine sur un terrain moins favorable que les plaines de Flandre. Enfin les Britanniques, sous l'impulsion de Henry Hughes Wilson, directeur des opérations militaires au ministère de la Guerre, adoptent un plan de débarquement du Corps expéditionnaire britannique en France en cas d'attaque allemande. L'état-major de la Royal Navy s'oppose à ce projet qui serait trop long à mettre en œuvre ; les Allemands seraient à mi-chemin de Paris avant que l'armée britannique puisse agir. En plus, les quatre à six divisions que les Britanniques seraient susceptibles de mettre sur pied auraient peu de poids dans une guerre où chaque camp alignait entre 70 et 80 divisions. Une autre option envisagée par l’état-major britannique est de débarquer à Anvers en cas d'une menace de l'Armée allemande sur ce port bien abrité dans l'estuaire de l'Escaut, à partir duquel la puissante marine de guerre bâtie par l'empereur Guillaume II pourrait menacer les communications du Royaume-Uni dans la Manche.
Dans les deux camps, la course aux armements s’accélère et il y a surenchère dans la préparation de la guerre. Les dépenses consacrées aux armées s’envolent. Les fortifications frontalières (du moins à la fin du XIXe siècle), l’artillerie (le fameux canon de 75 de l’armée française), les canons lourds allemands et les flottes de guerre (le Dreadnought britannique et les cuirassés allemands) absorbent une bonne partie des budgets des États. Le matériel est modernisé et la durée du service militaire allongée dans plusieurs pays : en France, la durée du service militaire passe à trois ans en août 1913 pour pallier (dans une certaine mesure) l’infériorité numérique de la France face à l’Allemagne. En effet, si, en 1870, les deux pays avaient une population quasi identique, en 1914 l’Allemagne comprenait une population de 67 millions, tandis que la France, ayant à peine comblé la perte de l’Alsace-Lorraine, était peuplée d'environ 40 millions d’habitants. En Belgique, une loi instaure le service militaire obligatoire et l'armement des forts de l'Est est accéléré, mesures destinées à rendre crédible la volonté belge de défendre la neutralité du pays contre toute attaque, comme le traité de 1831 garantissant l'indépendance, en fait obligation au royaume. C'est la seule façon d'espérer que la France et le Royaume-Uni rempliront leur devoir de garants en venant au secours de la Belgique si celle-ci est envahie par l'Allemagne, ce qui paraît la perspective la plus probable.

### Attentat de Sarajevo

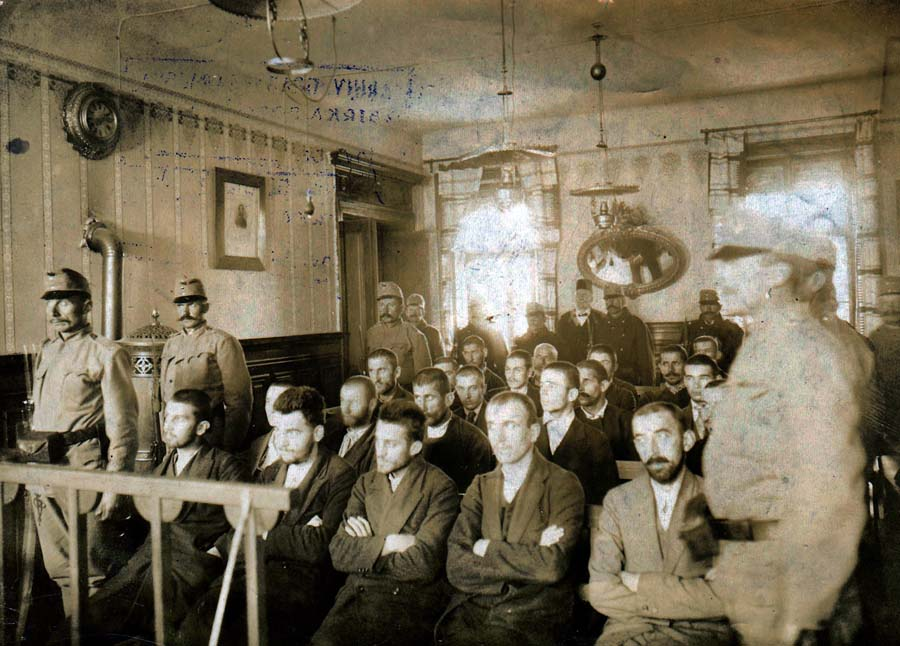
Procès de Gavrilo Princip à la suite de l'assassinat de l’archiduc François-Ferdinand d'Autriche le 28 juin 1914.

Le détonateur du processus diplomatique aboutissant à la guerre est le double assassinat de l’archiduc François-Ferdinand, héritier du trône d’Autriche-Hongrie, et de son épouse morganatique Sophie Chotek, duchesse de Hohenberg, à Sarajevo le 28 juin 1914 par un étudiant nationaliste serbe de Bosnie, Gavrilo Princip. Les autorités autrichiennes accusent immédiatement la Serbie voisine d’être à l’origine du crime. Les Autrichiens voient dans l'attentat de Sarajevo un prétexte idéal, souhaité de longue date, pour éliminer la Serbie dans les Balkans,. L'Autriche-Hongrie interpelle l'Allemagne sur le sujet, mais pas l'Italie.
Le 5 juillet, l’Allemagne assure l’Autriche-Hongrie de son soutien inconditionnel dans tout ce que l'Autriche-Hongrie jugera utile de faire contre la Serbie, peu importe les conséquences possibles. Selon les historiens, le fait que l'Allemagne ait donné cette assurance à son allié a grandement contribué à l'émergence de la Première Guerre mondiale. En effet, un refus allemand aurait pu dissuader les Austro-Hongrois d'engager un conflit armé.
Il semble au haut commandement allemand que jamais les chances d’un succès contre la Serbie, la Russie et la France ne seraient aussi favorables. C’est la politique dite « du risque calculé » définie par le chancelier Bethmann-Hollweg.

## Entrée en guerre

### Déclarations de guerre en 1914
| Date       | Belligérants                             |
| ---------- | ---------------------------------------- |
| 28 juillet | Autriche-Hongrie à la Serbie             |
| 1er août   | Allemagne à la Russie                    |
| 3 août     | Allemagne à la France                    |
| 4 août     | Royaume-Uni à l'Allemagne                |
| 6 août     | Autriche-Hongrie à la Russie             |
| 11 août    | France à l’Autriche-Hongrie              |
| 13 août    | Royaume-Uni à l'Autriche-Hongrie         |
| 23 août    | Japon à l'Allemagne                      |
| 3 novembre | France et Royaume-Uni à l'Empire ottoman |

### Crise de juillet

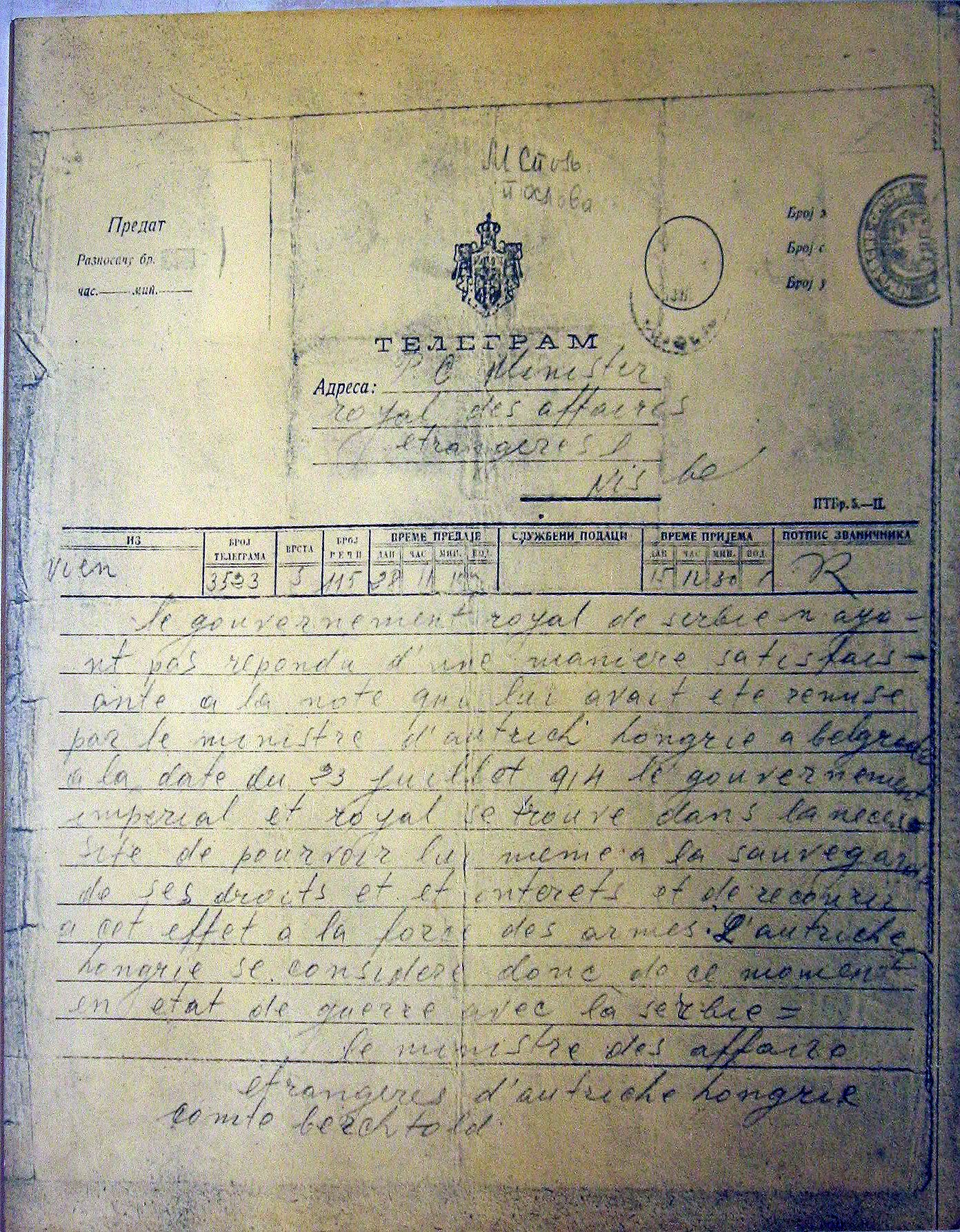
Télégramme du gouvernement austro-hongrois au gouvernement serbe lors de la déclaration de guerre du 28 juillet 1914.

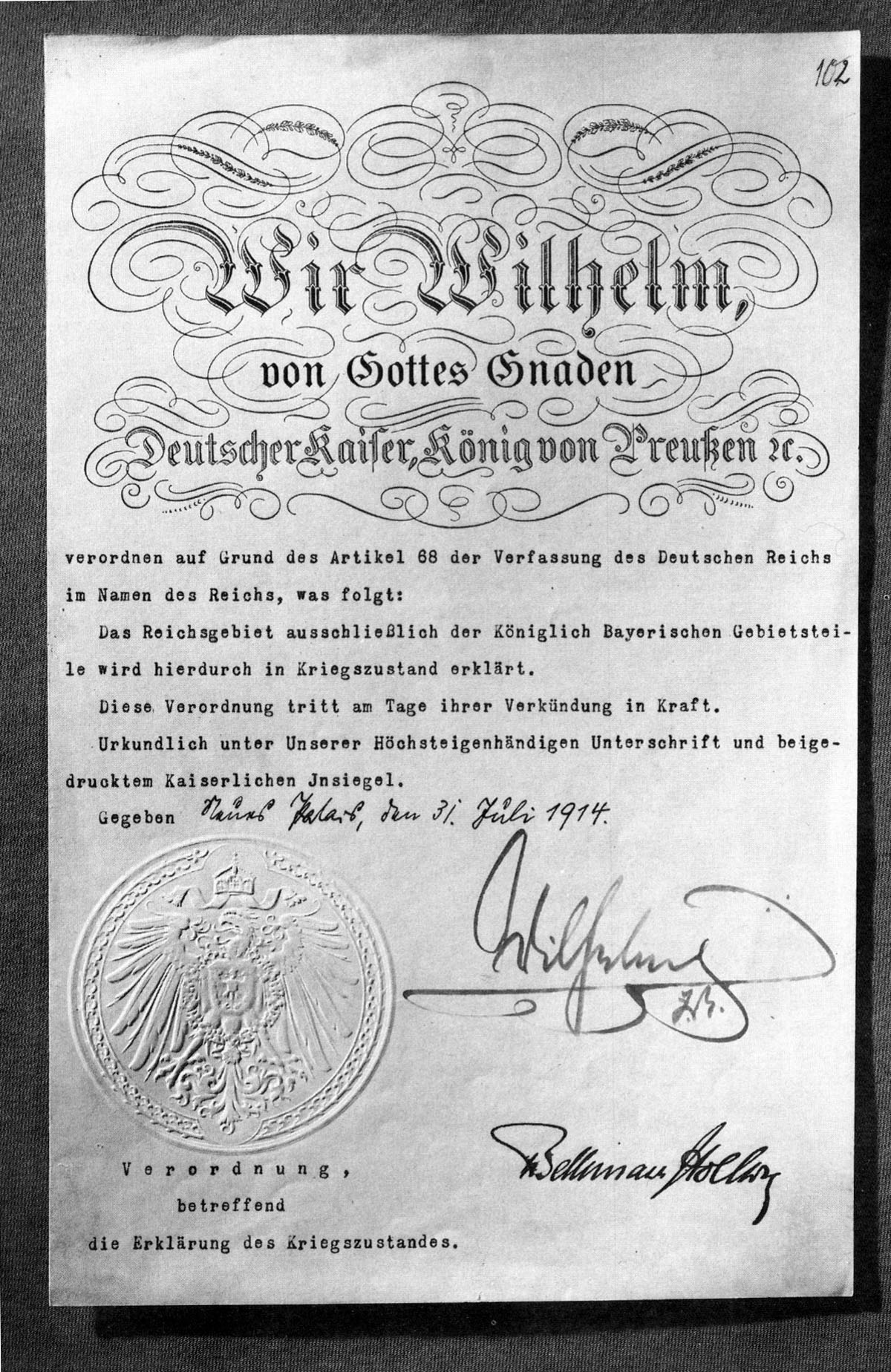
La déclaration de guerre de l'Empire Allemand, signée par le Kaiser Guillaume II.

Après concertation avec l'Allemagne, le 23 juillet, l’Autriche-Hongrie lance un ultimatum en dix points à la Serbie dans lequel elle exige que les autorités autrichiennes puissent enquêter en Serbie. Le lendemain, à l’issue du Conseil des ministres tenu sous la présidence du tsar Nicolas II à Krasnoïe Selo, la Russie ordonne la mobilisation partielle pour les régions militaires d’Odessa, Kiev, Kazan et Moscou, ainsi que pour les flottes de la Baltique et de la mer Noire. Elle demande en outre aux autres régions de hâter les préparatifs de mobilisation générale. Les Serbes décrètent la mobilisation générale le 25 et, au soir, déclarent accepter tous les termes de l’ultimatum, hormis celui réclamant que des enquêteurs autrichiens se rendent dans le pays. À la suite de cela, l’Autriche rompt ses relations diplomatiques avec la Serbie, et ordonne, le lendemain, une mobilisation partielle contre ce pays pour le 28, jour où, sur le refus d'approuver son ultimatum lancé cinq jours plus tôt, elle lui déclare la guerre. L'Italie, qui n'avait pas été interpellée par l'Autriche, déclare sa neutralité. Le gouvernement français enjoint à son armée de retirer toutes ses troupes à dix kilomètres en deçà de la frontière allemande, pour faire baisser la tension et éviter tout incident de frontière qui pourrait dégénérer.
Le 29 juillet, la Russie déclare unilatéralement – en dehors de la concertation prévue par les accords militaires franco-russes – la mobilisation partielle contre l’Autriche-Hongrie. Le chancelier allemand Bethmann-Hollweg se laisse alors jusqu’au 31 pour une réponse appropriée. Le 30, la Russie ordonne la mobilisation générale contre l’Allemagne. En réponse, le lendemain, l’Allemagne proclame « l’état de danger de guerre ». C’est aussi la mobilisation générale en Autriche pour le 4 août. En effet, le Kaiser Guillaume II demande à son cousin le tsar Nicolas II de suspendre la mobilisation générale russe. Devant son refus, l’Allemagne adresse un ultimatum exigeant l’arrêt de sa mobilisation et l’engagement de ne pas soutenir la Serbie. Un autre est adressé à la France, lui demandant de ne pas soutenir la Russie si cette dernière venait à prendre la défense de la Serbie. En France, le pacifiste Jean Jaurès est assassiné à Paris par le nationaliste Raoul Villain le 31 juillet. Le 1er août, à la suite de la réponse russe, l’Allemagne mobilise et déclare la guerre à la Russie.
En France, le gouvernement décrète la mobilisation générale le même jour, à 16 h. Le lendemain, l’Allemagne envahit le Luxembourg, un pays neutre, et adresse un ultimatum à la Belgique, elle aussi neutre, pour réclamer le libre passage de ses troupes. Au même moment, l’Allemagne et l’Empire ottoman signent une alliance contre la Russie. Le 3 août, la Belgique rejette l’ultimatum allemand. L’Allemagne entend prendre l’initiative militaire selon le plan Schlieffen. Elle adresse un ultimatum au gouvernement français, exigeant la neutralité de la France qui en outre devrait abandonner trois places fortes dont Verdun. Le gouvernement français répond que « la France agira conformément à ses intérêts ». L'Allemagne déclare alors la guerre à la France. Le Royaume-Uni, qui souhaitait éviter la guerre, déclare qu’il garantit la neutralité belge, et réclame le lendemain que les armées allemandes, qui viennent de pénétrer en Belgique, soient immédiatement retirées. Le gouvernement de Londres ne reçoit aucune réponse, et déclare donc la guerre à l’Allemagne le 4 août. Seule l’Italie, membre de la Triplice qui la lie à l'Allemagne et à l'Autriche, se réserve la possibilité d'intervenir plus tard suivant les circonstances. Le 6 août, l’Autriche-Hongrie déclare la guerre à la Russie aux côtés de l’Allemagne. Le 11, la France déclare la guerre à l’Autriche-Hongrie, suivie par le Royaume-Uni le 13. Comme la plupart des pays engagés possèdent des colonies, l'affrontement prend rapidement un caractère mondial : faisant partie du Commonwealth, le Canada, l’Australie, l’Inde, la Nouvelle-Zélande et l’Afrique du Sud entrent automatiquement en guerre contre l’Allemagne, de même que les colonies françaises et belges.
Le 23 août, le Japon offre son appui aux Alliés et déclare la guerre à l’Allemagne. Le 1er novembre, l'Empire ottoman se joint aux puissances centrales. Le sort de la guerre cependant se joue en Europe, surtout en France, qui en supporte la charge la plus lourde[réf. nécessaire].

### Forces en présence
Les deux camps sont équilibrés. L'Alliance et l'Entente possèdent des effectifs pratiquement identiques. En 1918, la guerre concerne la plupart des pays du monde.
La France, malgré une population d’environ 39 millions d’habitants, peut disposer immédiatement de près de 800 000 soldats d’active depuis l’adoption de la Loi des Trois ans (août 1913) qui augmente la durée du service militaire. La mobilisation, terminée vers le 15 août, complète les effectifs. Les uniformes portés par les soldats français ressemblent singulièrement à ceux portés lors de la guerre de 1870 avec le fameux pantalon garance. Il est porté non seulement par tradition, mais aussi pour être vu de loin par l’artillerie, et donc pour éviter les pertes par tirs amis et ce à une époque où la poudre sans fumée (inventée en 1884 par le professeur Vieille) n'existe pas encore. En effet, la doctrine française de l’offensive s’appuyait sur le canon à tir rapide de 75, devant accompagner l’infanterie pour réduire les troupes adverses avant l’assaut. Il faut attendre 1915 pour que soit distribué l'uniforme bleu horizon afin de réduire la visibilité des soldats face au feu des armes ennemies. L'armée française rejoignait ainsi l'usage adopté par les autres armées européennes (britanniques, allemandes, russes et italiennes) de couleurs discrètes pour leur tenue de campagne.
Entre 1914 et 1918, l'élément tactique de base est la Division d'infanterie. Le 2 août 1914, la France mobilise 93 divisions, dont 45 actives, 25 de réserve, 11 territoriales, 2 coloniales, 10 divisions de cavalerie. Le 11 novembre 1918, elle dispose de 119 divisions d'infanterie.
| En 1914 la division d'infanterie française comprend : - 4 régiments d'infanterie à 3 bataillons - 1 régiment d'artillerie de campagne à 3 groupes - 1 escadron de cavalerie - 1 compagnie de génie | En 1918 la division d'infanterie française comprend : - 3 régiments d'infanterie à 3 bataillons - 1 régiment d'artillerie de campagne à 3 groupes - 1 groupe d'artillerie lourde - 1 escadron de cavalerie - 1 compagnie de génie - 1 escadrille [réf. nécessaire] |

Le premier mort militaire français est le caporal Jules-André Peugeot tué le 2 août 1914 à Joncherey.
La Belgique présente une force théorique de 350 000 hommes grâce au service militaire obligatoire instauré depuis peu, mais ne peut opposer à l'armée allemande, dans l'immédiat, qu'une armée de campagne de 140 000 hommes appuyée sur des lignes de fortifications autour des places de Liège, Namur et, surtout, d'Anvers, énorme place forte constituée de trois lignes de forteresses autour du port. C'est le réduit national considéré comme la plus importante place forte du monde, mais qui n'est pas encore achevé.
Au début des hostilités, le Corps expéditionnaire britannique n’est encore qu’en petit nombre, environ 70 000 hommes, et ne joue qu’un rôle mineur dans le déroulement des opérations. Il est essentiellement composé de soldats professionnels bien entraînés, bien équipés et expérimentés. Le Royaume-Uni est donc, apparemment, le plus faible des états en cause dans la guerre qui commence. Mais ses dirigeants disposent d'une réserve de millions de soldats venus de ses colonies (Indes, Kenya, Nigeria, etc.), et surtout des dominions : Canada, Australie, Nouvelle-Zélande, Afrique du Sud et Terre-Neuve.
Toutefois, ces forces ne seront disponibles que dans un délai tel que les dirigeants anglais comptent, d'abord, sur la France et la Belgique pour ralentir l'attaque allemande, craignant que l'agresseur puisse s'installer sur les côtes de la mer du Nord et à Anvers (dont William Pitt avait dit que ce port retranché dans l'estuaire de l'Escaut était « un pistolet braqué sur le cœur de l'Angleterre »,). Aussi, la Royal Navy est-elle mise en alerte ; avec celle-ci le Royaume-Uni est le plus fort sur les mers. Elle peut donc protéger les îles britanniques contre toute attaque maritime de la flotte de guerre allemande devenue la deuxième au monde sous l'impulsion de l'empereur Guillaume II.
Les armées russes sont immenses, et la France compte beaucoup sur elles pour diviser l’armée allemande ; mais ce nombre impressionnant de soldats (1 300 000 soldats d'active et 4 000 000 de réservistes) masque le fait qu’il ne s’agit le plus souvent que de paysans sans aucune formation militaire, mal armés et mal équipés. Et, de plus, le commandement russe se révèle lui-même médiocre.
L’Allemagne est bien plus peuplée que la France, 67 millions d’habitants contre 39 millions, mais elle doit réserver une partie de ses forces au front de l’Est. La moyenne d’âge des soldats allemands est également inférieure à celle des Français. Au début de la guerre, l’Allemagne, contrairement à la France, n’a pas rappelé les classes d’âge élevé et dispose encore d’importantes réserves humaines : 870 000 hommes. L’équipement du soldat allemand est généralement meilleur que celui du soldat français, il est soutenu par de nombreuses mitrailleuses (tout comme le soldat français mais selon une doctrine plus favorable à la concentration de leur feu), et par la meilleure artillerie lourde du monde. En dehors de certains anachronismes, comme le casque à pointe, il tient généralement compte de l’expérience acquise dans les conflits de la fin du XIXe siècle et du début du XXe siècle.
Les forces en présence sont telles que toute une génération de jeunes Européens est mobilisée, faisant de ce conflit la première guerre de masse pour certains historiens,.

### Guerre du droit, guerre de propagande

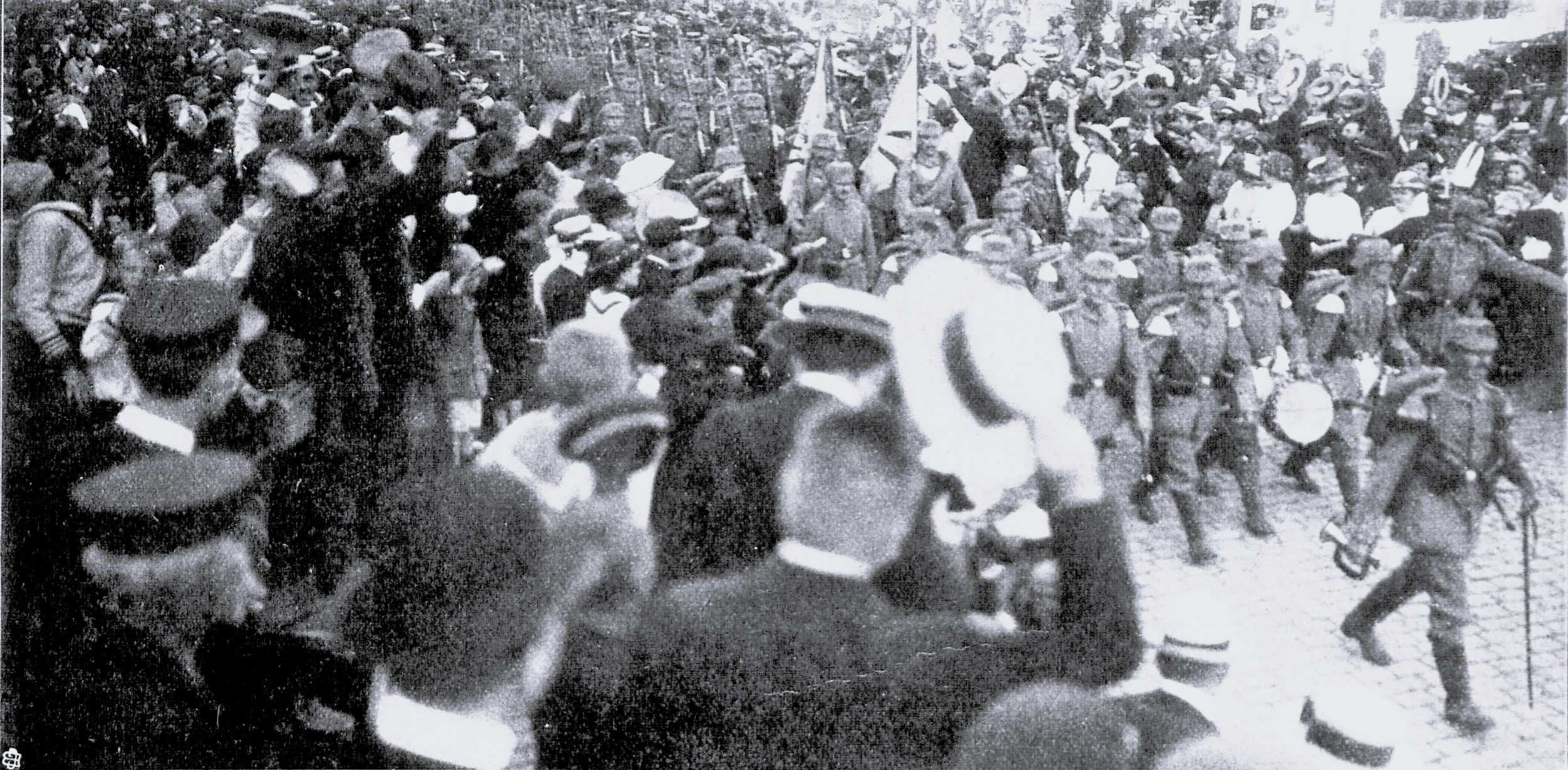
Mobilisation des soldats de Lübeck.

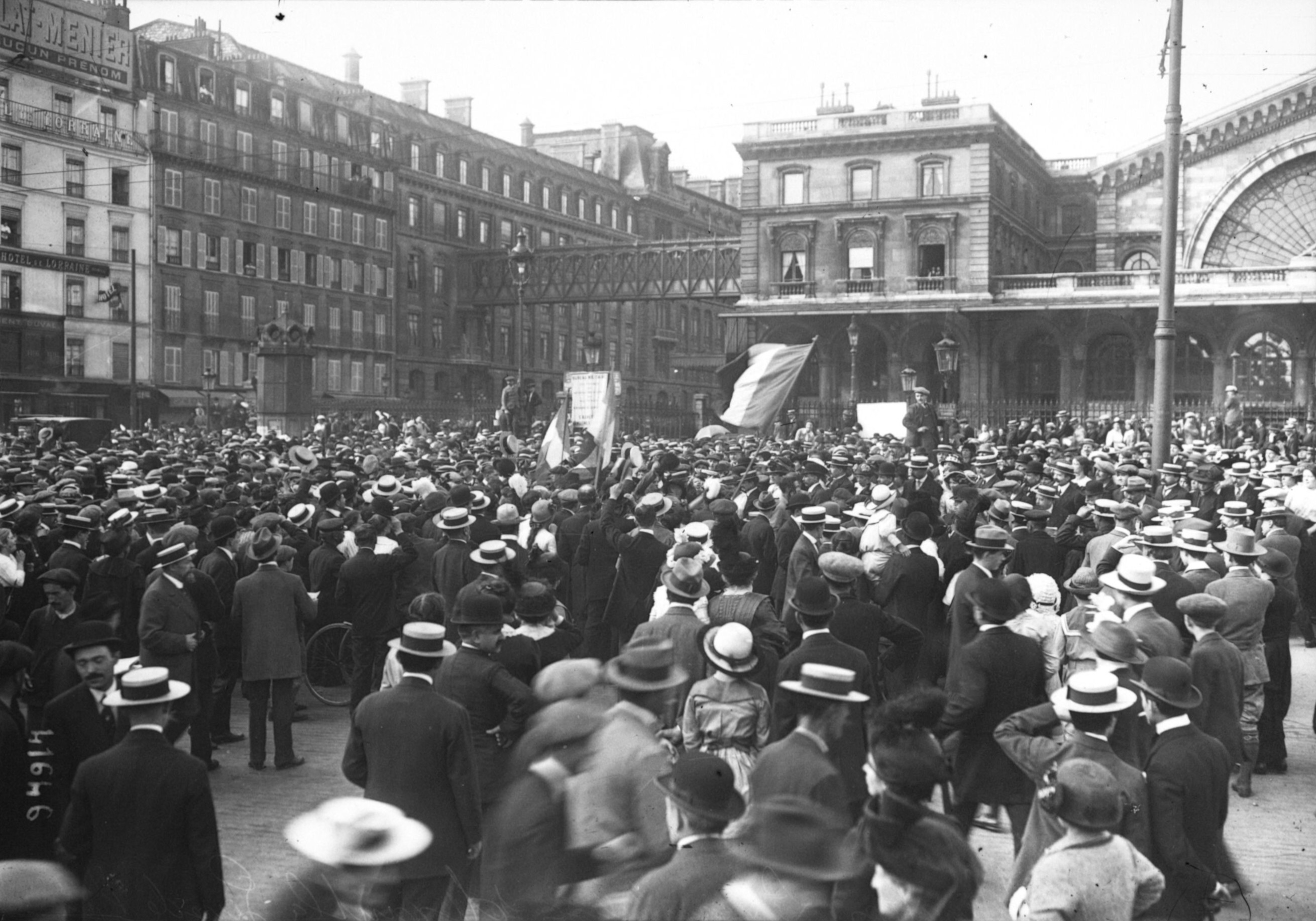
Les mobilisés parisiens devant la gare de l'Est le 2 août 1914.

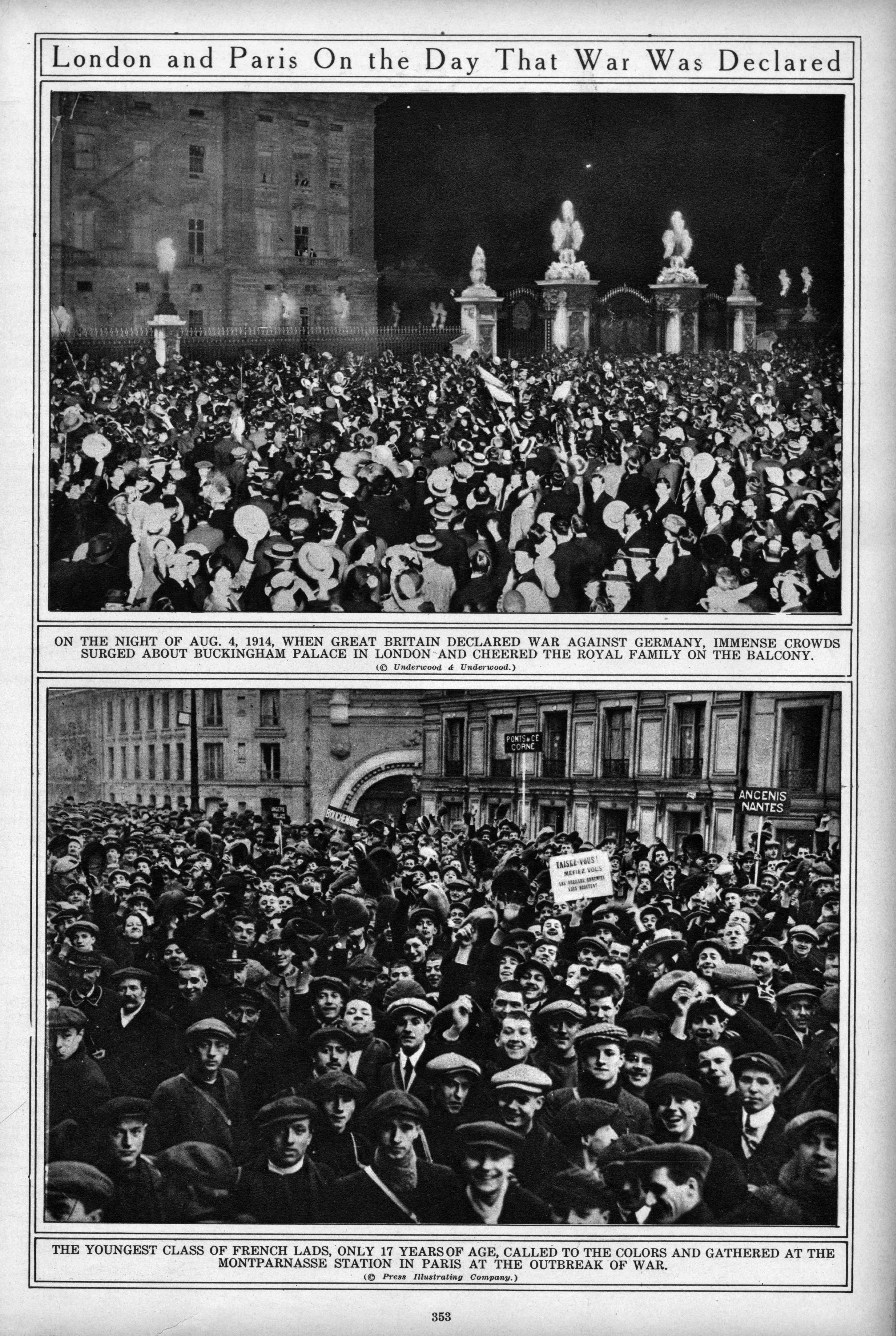
Des foules de joie à Londres et à Paris le jour de la déclaration de guerre.

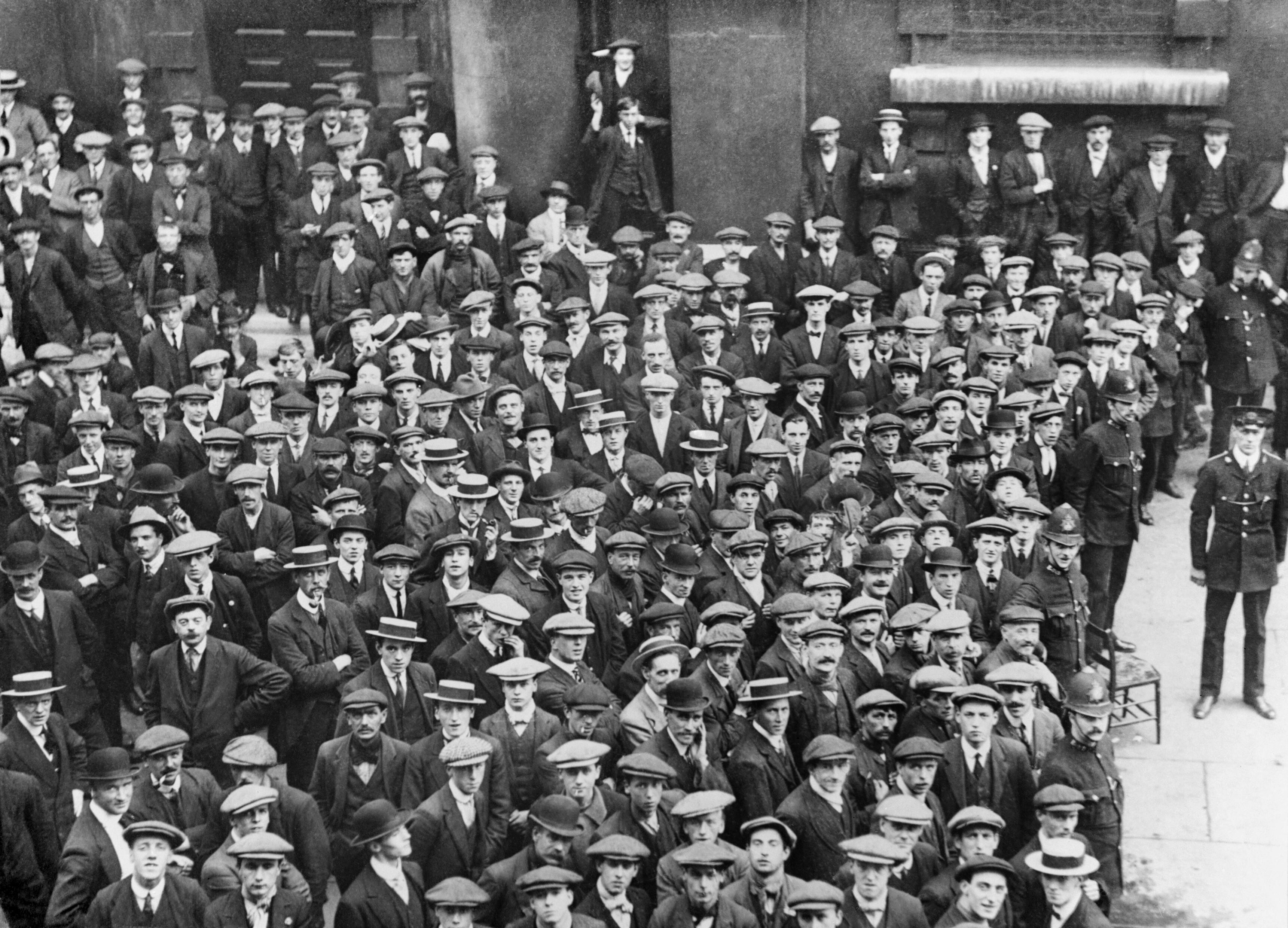
Volontaires britanniques en août 1914.

Lorsque la mobilisation est décrétée en France le 1er août 1914, la France est en pleine moisson et ne pense pas à la guerre. Jean-Baptiste Duroselle qualifie l'hypothèse d'une guerre de revanche comme absurde. Les mobilisés ne songent guère à reprendre l'Alsace-Lorraine, mais ils sont résolus à défendre le pays contre l'envahisseur qui a déclenché la guerre. Le patriotisme des combattants est un patriotisme défensif. En témoigne le faible nombre de déserteurs, 1,5 % des mobilisés. De plus, beaucoup pensent que la guerre sera courte. Les moments d’enthousiasme existent, notamment à l’occasion du rassemblement des mobilisés dans les gares, mais demeurent une exception. Le sentiment qui domine est la détermination à défendre la patrie et la République, contre un ennemi perçu comme redoutable.
En Allemagne et au Royaume-Uni se manifeste aussi un patriotisme sans faille, exprimé en Allemagne par la certitude de vaincre et la conviction d'une supériorité non seulement militaire, mais aussi industrielle, culturelle, voire raciale. Par contre, en Russie, une opposition à la guerre se développe dans les milieux libéraux et révolutionnaires. Les socialistes russes sont divisés entre le ralliement et le défaitisme. Le président français Raymond Poincaré appelle à l’Union Sacrée. La Chambre et le Sénat français votent les crédits de guerre à l’unanimité, tandis que l'état de siège, déclaré par Poincaré deux jours avant réception de la déclaration de guerre allemande, soit le 2 août 1914, est entériné dans des conditions contraires aux lois prévoyant celui-ci,. Il en va de même au Reichstag où les députés sociaux-démocrates votent aussi par 78 contre 14 les crédits de guerre malgré leurs engagements contre la course aux armements. Au même moment, l’Union Sacrée se forme en Russie : la Douma[pas clair] vote des crédits de guerre.
Comme les armées commencent à s’affronter, les gouvernements belligérants se lancent dans une lutte médiatique à coups de publications de documents soigneusement sélectionnés, exhibant essentiellement des échanges diplomatiques. Le Livre blanc de l'Allemagne en contient ainsi 36. Le Livre jaune français, achevé après trois mois de travail, en regroupe 164. Ces ouvrages de propagande visent à convaincre les opinions publiques du bien-fondé de leurs droits. Dans le Livre Blanc, des coupures éliminent ainsi tout ce qui pourrait profiter à la position russe. Le Livre jaune est qualifié par les propagandistes allemands de vaste « collection de falsifications » : la France est accusée d'avoir donné son appui inconditionnel à la Russie. L'Allemagne tente de montrer qu'elle a été contrainte à la mobilisation générale par celle de la Russie, qui elle-même rejette la responsabilité sur l’Autriche-Hongrie. Les documents alliés sur les circonstances de la déclaration de guerre, ainsi que les crimes de guerre commis par l'armée allemande, constitueront la base sur laquelle les Alliés s’appuieront en 1919 pour formuler l’article 231 du traité de Versailles affirmant l’exclusive responsabilité de l’Allemagne et de ses alliés.
La lutte médiatique se poursuit dans les tranchées où les poilus s'informent grâce notamment aux nombreux journaux censurés ou contrôlés par la propagande de guerre qui rappellent cette guerre du droit. La France et l’Allemagne vont jusqu’à utiliser la neutralité de la langue internationale espéranto pour publier des textes de propagande dans les revues respectives Pour la France par l’espéranto (France) et Internacia Bulteno et La Vero pri la milito (« bulletin international », « la vérité sur la guerre », Allemagne). Les poilus parviennent cependant à éviter le bourrage de crâne, d'abord en étant au plus près des réalités de la guerre – ce qui les rend très sceptiques face aux mensonges de la propagande – parfois en se faisant envoyer, le plus souvent par l'intermédiaire de leur famille, des livres très divers : de la littérature de l'arrière comme Gaspard de René Benjamin ; de la littérature de tranchée comme Le Feu d'Henri Barbusse ou les récits de guerre de Maurice Genevoix ; des romans antimilitaristes comme Les Sous-offs de Lucien Descaves ; des livres qui permettent de comprendre ce qui se déroulait sur le front, tels Guerre et Paix de Tolstoï ou les Pensées de Pascal. La littérature patriotique reste prédominante chez les soldats allemands, avec Les Souffrances du jeune Werther de Goethe ou Considérations d'un apolitique de Thomas Mann. La littérature de guerre est suffisamment importante pour que naisse en 1919 une Association des écrivains combattants visant à défendre les intérêts des écrivains survivants et la mémoire de ceux tombés au champ d'honneur.
La propagande s'exerce aussi sur les enfants à travers l'école qui dispense un code moral d'embrigadement (jeux de guerre pour les garçons à travers la figure littéraire du jeune au fusil de bois, cours d'histoire orientés, leçons de morale et de patriotisme, travaux de couture des filles pour les prisonniers) tandis que l'Église exalte la nécessité de l'engagement (les prêtres comme les instituteurs diffusent une « culture de guerre ») et prêche une théologie de la guerre (discours sur l'expiation des péchés et le retour à l'obéissance religieuse). Les « loisirs, les jeux, les jouets gomment peu à peu l'espace du rêve inhérent à l'enfance pour éduquer et convaincre ; les lectures mêmes - des Livres roses pour la jeunesse aux périodiques illustrés - exhortent le petit enfant au sens du devoir et du sacrifice : l'enfant-héros est né »,.
En Autriche-Hongrie, la Serbie est présentée comme responsable de l'attentat de Sarajevo et une forte propagande est menée contre elle, la présentant comme un pays de « complots criminels » et de « sauvages ». Le général austro-hongrois Horstein autorisera ses troupes à se comporter avec cruauté lors de l'invasion de la Serbie, au vu du fait qu'il s'agit là d'un « pays ennemi »[source insuffisante].

### Buts de guerre

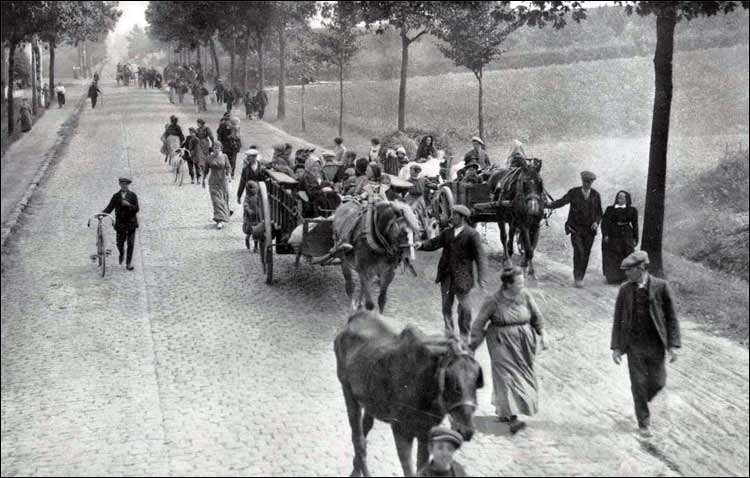
Réfugiés belges. Pour le Royaume-Uni, la réinstallation de la Belgique dans ses droits est un but de guerre.

La formulation des buts de guerre est délicate pour la plupart des États belligérants. Beaucoup de chefs d'État considèrent cela comme dangereux et inutile, car la proclamation de buts de guerre concrets pourrait entraîner des obligations qu'ils préféreraient éviter. Ne pas atteindre les buts de guerre annoncés publiquement pourrait en effet être perçu par la suite comme une défaite. Les chefs d'État parlent, dans la première phase des combats, de buts de guerre généraux, et cela jusqu'en 1917, sauf, pour ce qui est du Royaume-Uni qui a affirmé vouloir restaurer l'indépendance belge. Il s'agit d'empêcher l'Allemagne d'installer à Anvers et sur la côte belge des bases militaires qui deviendraient une menace permanente proche des côtes de la Grande-Bretagne. Pour la France et la Belgique, les buts de guerre sont d'abord, simplement, chasser l'envahisseur et libérer le territoire national.
Le gouvernement français préfère donc exalter l'idée générale de victoire. Mais, dans l'immédiat, ce qui compte est le caractère héroïque de la guerre, mis en avant par des médias, mis sous contrôle par les États à des fins de propagande, comme au Royaume-Uni, où Reuters doit publier le 16 avril 1917 une histoire inventée par un journal belge sur une usine allemande accusée de transformer des corps humains en matériaux de guerre. Exagération rendue crédible par les atrocités véritables que civils et militaires alliés ou neutres ont pu constater en Belgique et en France occupée – incendies systématiques, capture et exécutions d'otages, déportations plus tard.
D'un autre côté, les aspirations d'expansion à peine dissimulées ont une influence négative sur la position des États neutres. Par la suite, la formulation publique des buts de guerre se révélera souvent nécessaire pour justifier la volonté de combattre pour telle ou telle ambition. Par contre, les Empires centraux utilisent les buts de guerre pour encourager leur population, leurs alliés ou les pays neutres, ou bien les brandissent pour menacer et ainsi décourager leurs ennemis. La politique de guerre de chaque camp comporte également un aspect économique : occuper ou exercer une influence dans les secteurs commerciaux, pour ses propres exportations d'une part, et pour obtenir de nouvelles sources de matières premières d'autre part. C'est l'Afrique qui est visée. Mais, dans cette partie du monde, l'Allemagne n'a pas les moyens militaires de soutenir les ambitions qu'elle nourrit depuis le traité de Berlin de 1885, qui ne lui a laissé que ce qu'elle considère comme les moins bons morceaux de la colonisation.

## Opérations militaires

### Guerre de mouvement (1914)

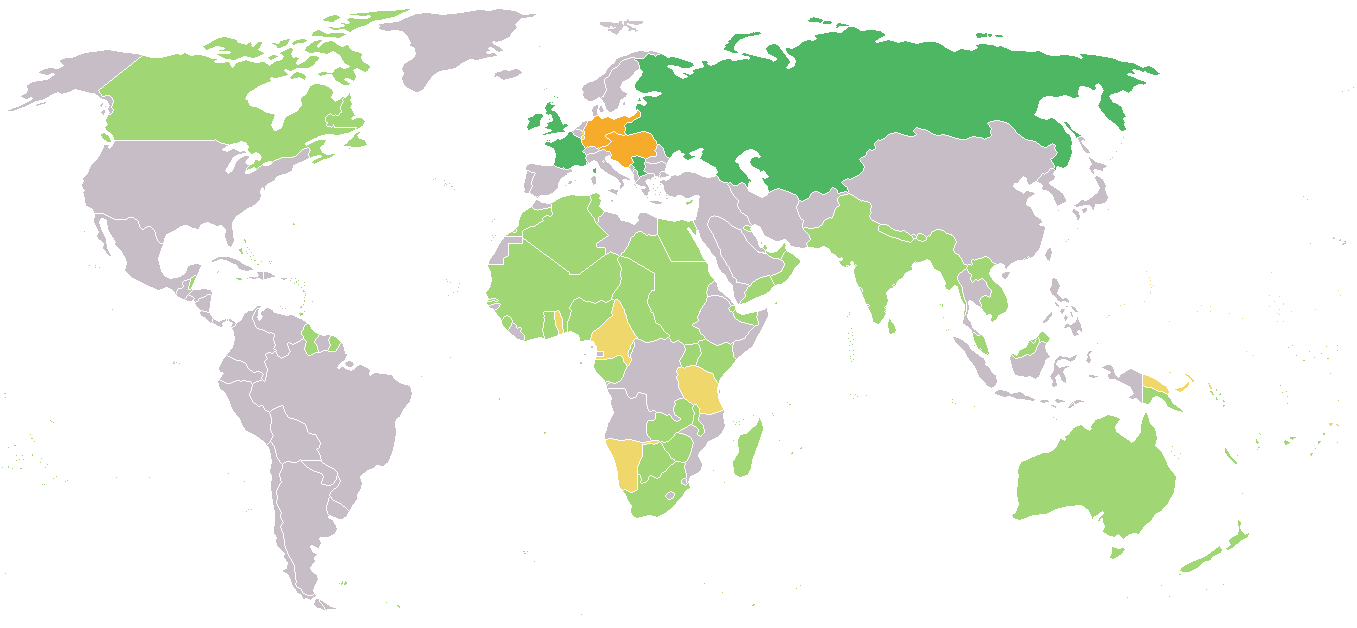
Alliées et empires centraux, début août 1914.

La guerre de mouvement de 1914 a été une phase importante de la Première Guerre mondiale qui a débuté peu de temps après la déclaration de guerre en août de cette année-là. Elle a été caractérisée par des mouvements rapides et des changements fréquents de position sur le champ de bataille. Les deux camps, l'Entente et les Empires centraux, ont cherché à atteindre un avantage stratégique en déplaçant rapidement leurs troupes pour tenter de prendre le contrôle de territoires clés.
La bataille des frontières a été le début de la guerre de mouvement en août 1914. Les forces allemandes ont envahi la Belgique et le nord de la France, tandis que les forces françaises ont riposté avec une série de batailles et de contre-attaques. Cette période a vu des pertes massives de part et d'autre, avec des centaines de milliers de soldats tués ou blessés.
La bataille de la Marne a été un tournant majeur de la guerre de mouvement. Les forces alliées ont lancé une contre-attaque majeure qui a repoussé l'armée allemande et stabilisé le front occidental. Cette bataille a mis fin à la guerre de mouvement et a commencé la période de la guerre de tranchées, qui allait durer plusieurs années.
La course à la mer, qui a suivi la bataille de la Marne, a été une tentative des deux camps de prendre le dessus en déplaçant rapidement leurs troupes vers le nord de la France. Cette course a finalement conduit à la formation de la ligne de front qui allait caractériser la guerre de tranchées.
La guerre de mouvement a été une période difficile pour les deux camps, avec des pertes énormes de part et d'autre. Elle a également montré que la guerre moderne était très différente des guerres antérieures, avec des armes plus sophistiquées et une stratégie de guerre plus complexe.
En fin de compte, la guerre de mouvement de 1914 a été un tournant important dans l'histoire de la Première Guerre mondiale. Elle a montré que la guerre moderne exigeait des tactiques et des stratégies différentes de celles des guerres antérieures, et elle a conduit à l'émergence de la guerre de tranchées qui allait caractériser la guerre sur le front occidental pour les années à venir. La guerre de mouvement a également montré l'horreur et la brutalité de la guerre moderne, avec des pertes massives de vies humaines et des destructions importantes.

#### Événements de la guerre de mouvement

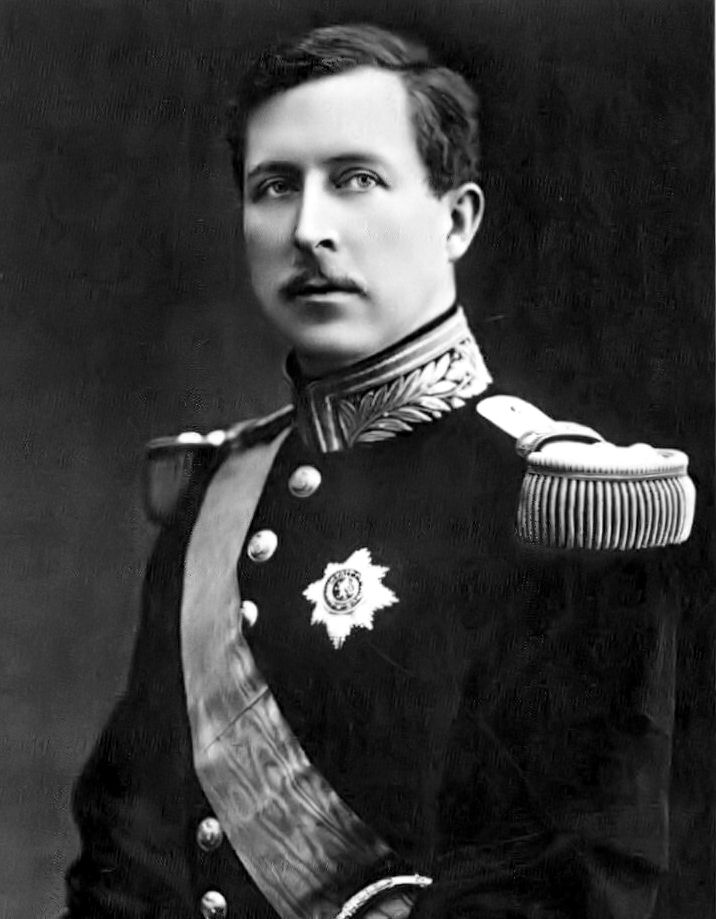
Albert Ier, roi des Belges en 1914.

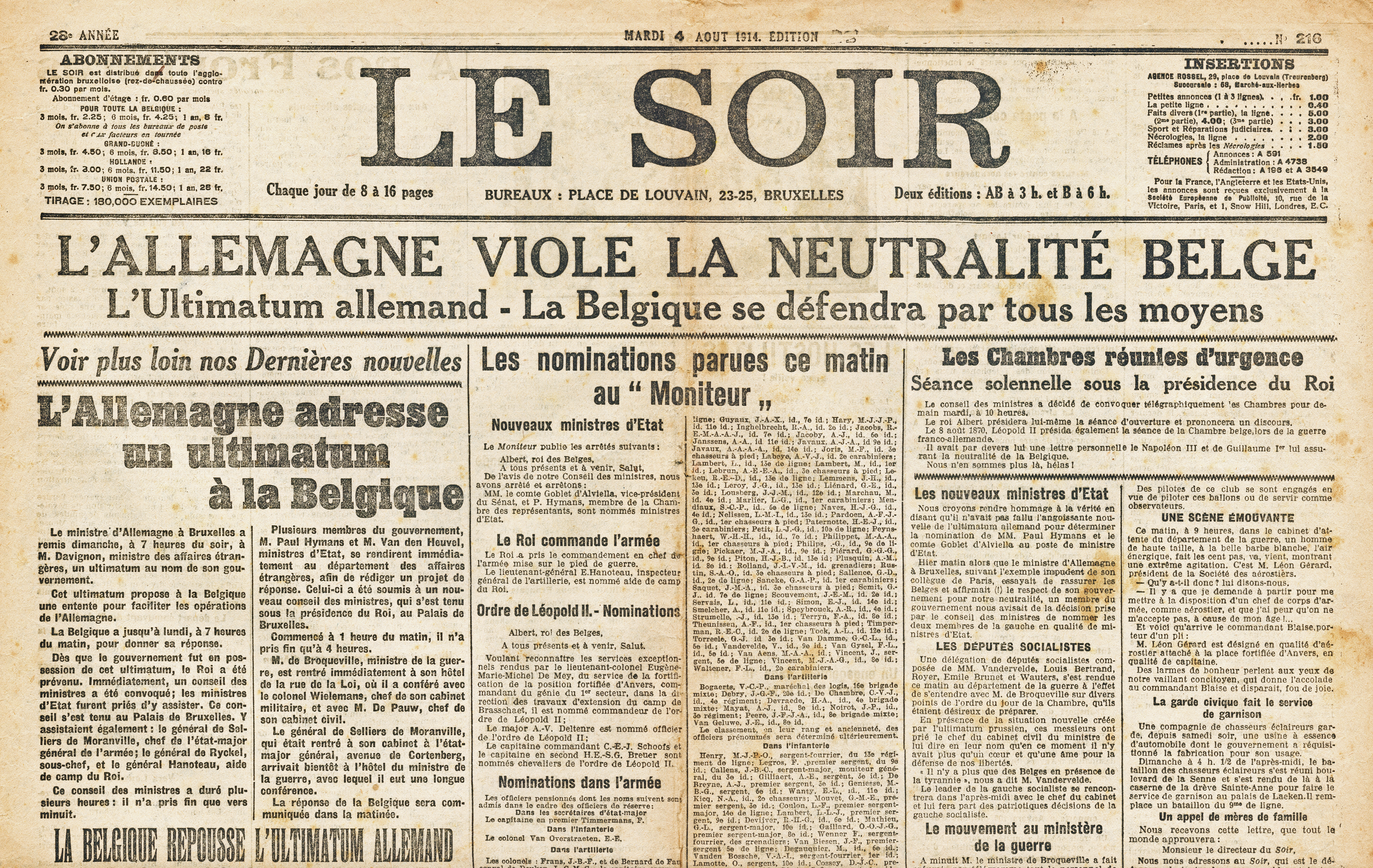
La une du journal bruxellois Le Soir du 4 août 1914, annonçant l'invasion de la Belgique.

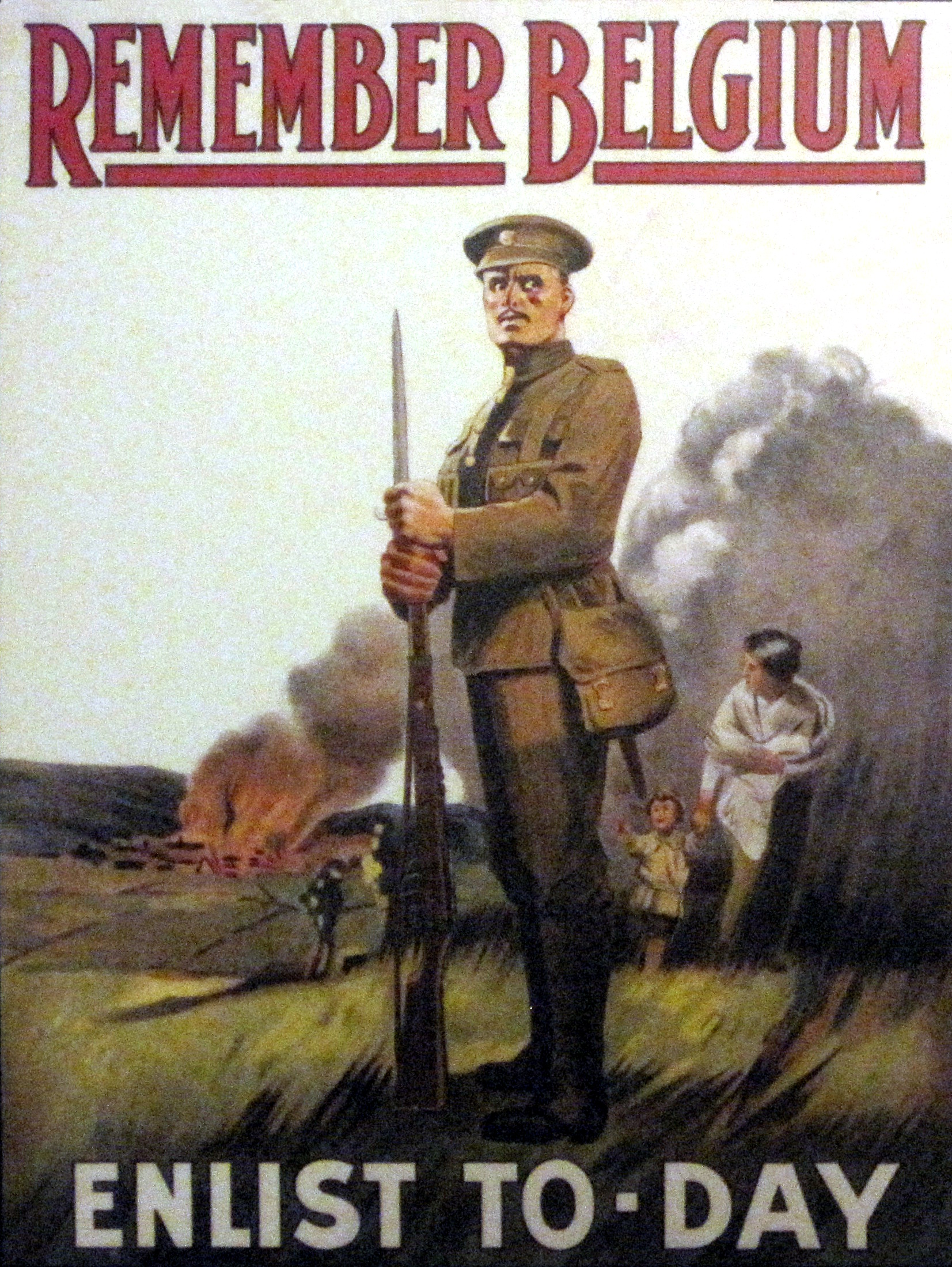
Affiche britannique de 1914 exhortant à s'engager aux côtés de la Belgique venant d'être envahie.

Le chef d’état-major allemand Helmut von Moltke applique le plan Schlieffen. Le 4 août, l’Allemagne envahit la Belgique et le Luxembourg. L'armée allemande lance un coup de main sur la position fortifiée de Liège, mais rencontre une résistance inattendue. Le roi Albert Ier lance un appel à la France et au Royaume-Uni en vertu du traité par lequel les garants de l'indépendance de la Belgique sont tenus de défendre celle-ci. La France répond immédiatement à cet appel par un vote du parlement décidé à respecter le traité de 1831, d'autant plus que l'entrée de l'armée française en Belgique pourrait éloigner du territoire français les ravages de la guerre. Les autorités de Londres aussi décident de s'engager sur le continent devant le refus des Allemands de retirer leurs troupes de Belgique.
Aux raisons stratégiques s'ajoutent bientôt des motifs humanitaires pour justifier l'intervention contre l'Allemagne. En effet l'opinion publique, alertée par des réfugiés fuyant les combats, accuse les Allemands de se livrer à des atrocités comme exécuter des civils, couper les mains des prisonniers pour qu'ils ne puissent plus se battre ou encore saccager des maisons, châteaux et églises. Des villes belges sont soumises au sac et à l'incendie et des civils sont fusillés, comme à Visé, Aarschot, Termonde, Dinant et Louvain où la bibliothèque multiséculaire est détruite avec les chefs-d'œuvre qu'elle contient. Les dévastations et les crimes de guerre s'étendent au Nord de la France et la cathédrale Notre-Dame de Reims est gravement atteinte par l'artillerie allemande, ce qui suscite l'indignation de l'opinion publique jusqu'aux États-Unis. Car ces faits parviennent à l'étranger par des témoins neutres présents en Belgique, simples résidents, journalistes, membres du corps diplomatique. Des rapports ultérieurs impartiaux feront la part entre les accusations et la réalité tout en devant admettre la violence des troupes allemandes qui se justifient de leurs agissements contre les civils en invoquant des agressions (souvent imaginaires) de ceux-ci, ce qui est contraire aux lois de la guerre. Est notamment accusée la Garde civique belge, troupe supplétive de civils en uniformes qui se battent à Verviers, Tamines et Saint-Trond, ce qui exaspère le commandement allemand qui prétend n'y voir que des civils combattant en francs-tireurs, alors, cependant, que cette troupe est régulièrement organisée par la loi belge au même titre que la Landsturm allemande.
Le 8 août, les troupes françaises entrent à Mulhouse, qui tombe à nouveau aux mains des Allemands deux jours plus tard. La percée en Lorraine, suivant le plan XVII, est un échec pour la France (bataille de Lorraine des 19-20 août, où les Français comptent plus de vingt mille pertes en deux jours) et les IIIe et IVe armées françaises se replient derrière la Meuse. Le 20 août, les troupes allemandes entrent à Bruxelles. Le 23 août, les Allemands forcent au recul la Ve armée française lors de la bataille de Charleroi et le Corps expéditionnaire britannique à la bataille de Mons. Sur toute la ligne de front belge, les Alliés reculent. Du 20 au 25 août 1914, 40 000 soldats français perdront la vie dont 27 000 pour la seule journée du 22 août 1914, journée la plus sanglante de l'histoire de France.
Les troupes britanniques, dirigées par le général French, et la Ve armée française commandée par le général Lanrezac se replient précipitamment vers l'Aisne, puis vers la Marne. Cette retraite est ponctuée par deux batailles d'arrêt, la bataille du Cateau entre les troupes britanniques et la 1re armée allemande, la bataille de Guise entre les troupes françaises et les 1re et 2e armées allemandes. Les troupes alliées sont poursuivies par trois armées allemandes qui franchissent la Marne, mais ne peuvent isoler l’aile gauche franco-britannique. Joffre, général en chef de l’armée française, organise le renforcement de ses troupes vers l’ouest pour éviter le débordement et l’encerclement de ses armées. L’attaque de la capitale semble imminente : c’est pourquoi du 29 août au 2 septembre, le gouvernement français quitte Paris et s’installe à Bordeaux, laissant la capitale sous le gouvernement militaire du général Gallieni. Le gouvernement civil exige des militaires que la capitale soit défendue et constitue une armée pour défendre Paris.
Mais le but principal des Allemands n’est pas Paris, mais l'encerclement et la destruction de l'armée française. Aussi pivotent-ils, toujours conformément au plan Schlieffen, en direction du sud-est pour acculer l'armée française vers les Vosges et la Suisse dans un mouvement en « coup de faux », tout en bombardant Paris et sa banlieue dans un but essentiellement psychologique. Le 4 septembre, l’armée allemande occupe Reims. Mais 150 000 soldats allemands et une importante artillerie sont retenus en Belgique par le siège de la place forte d'Anvers venant après la résistance des forts de Liège et la victoire belge sur la Gette, lors de la bataille de Haelen. De ce fait, l'armée allemande ne peut protéger ses flancs faute d'effectifs suffisants. Bien que le rapport de force global sur tous les fronts soit en faveur des Allemands, Gallieni et Joffre saisissent l’occasion de renverser la situation en attaquant du fort au faible dans le secteur particulier de l'Ourcq, où ils peuvent tomber sur les arrières de la 1re armée allemande en pleine progression, dont la sécurité de flanc n'est assurée que par trois divisions. La 6e armée française, protégeant Paris, part à l’attaque le 5 septembre vers l'Ourcq, renforcée par des unités enlevées au front de Lorraine ou venues des colonies ; c'est alors qu'une brigade d'infanterie est transportée de Paris au front grâce à la réquisition de taxis parisiens par le général Gallieni, gouverneur militaire de la capitale. Les Français et les Britanniques s'arrêtent le lendemain 6 sur un front allant de Bar-le-Duc à l'Ourcq en Seine-et-Marne, puis lancent une contre-offensive générale avec de gigantesques combats menés victorieusement. Son succès est limité toutefois par l'épuisement des soldats et les pertes dramatiques en hommes, particulièrement en cadres (dans certaines unités françaises, les deux tiers des officiers ont été mis hors de combat en un mois). C’est la première victoire de la Marne (6-9 septembre). 
Tout d'abord, les troupes allemandes tiennent bon pendant quatre jours face à la contre-attaque française, mais doivent finalement reculer de 40 à 80 km, en abandonnant quantités de prisonniers et de matériels. Elles se replient sur l’Aisne puis réussissent à se fixer en s'appuyant sur le massif de l’Argonne et le Chemin des Dames. C'est l’échec du plan Schlieffen. En conséquence, l'empereur d'Allemagne renvoie le général en chef allemand von Molkte et le remplace par Erich von Falkenhayn le 14 septembre. Le 5 octobre, le conflit connaît ses premiers duels aériens près de Reims où un biplace Aviatik allemand est abattu à la mitrailleuse par un biplace Voisin des aviateurs français Frantz (pilote) et Quenault (mécanicien-mitrailleur).

#### La course à la mer
Après la bataille de la Marne, les belligérants tentent des opérations de débordements réciproques et entament vers le nord-ouest du front, à partir du 12 septembre 1914, à travers les départements de l'Oise, de la Somme, du Pas-de-Calais, du Nord et par la Belgique une « course à la mer ». Seule l'arrivée de leurs forces sur l'Yser et le littoral belge met un terme aux enveloppements par les ailes où chacun redoutait d'être attaqué à revers.
Il s'agit pour les alliés de s'installer en premier à la mer pour interdire les ports de Dunkerque, de Boulogne-sur-Mer et de Calais que les Allemands cherchent à atteindre pour couper les Anglais de leurs bases d’approvisionnement et ainsi les contraindre à se rendre. Mais, après leur victoire à la bataille de Haelen, les Belges qui ont soutenu un siège d'un mois à Anvers, sont parvenus à rejoindre les Franco-Anglais en Flandre. Les Allemands veulent s'emparer des ports de la côte et lancent leurs attaques dans la région de l’Yser. Or, à ce moment, les alliés installent les premières tranchées de la guerre. Dans le terrain spongieux d'une plaine maritime, elles ne sont pas creusées, mais érigées par l’établissement de digues et l'entassement de dizaines de milliers de sacs de terre. À l'abri derrière ce rempart, auquel s'ajoute le remblai d'une ligne de chemin de fer, les Belges peuvent tenir les Allemands en respect. Les Britanniques, peu nombreux, se sont installés à Ypres, à l’extrémité sud-ouest de la Belgique, où la ville leur offre un véritable système de défense par l'utilisation des maisons et édifices publics devenus comme autant de forteresses. Composées de soldats professionnels, les unités britanniques peuvent tirer le meilleur parti de leurs positions retranchées, alors que les Allemands vont devoir affronter les Anglais retranchés en partant de positions en terrain découvert et avec des troupes comprenant une toute récente levée de jeunes recrues inexpérimentées. L'armée française fait la liaison entre les Anglais et les Belges avec, notamment, les fusiliers marins du contre-amiral Pierre Alexis Ronarc'h. Les trois armées, étant réunies, forment un ensemble dense sur un front restreint. Les risques inhérents aux mouvements d'armées des mois précédents ont disparu. Au lieu de la situation défavorable des premiers mois de guerre, lorsque les alliés manœuvraient dans une coordination improvisée en face d'armées allemandes supérieures en nombre, en puissance de feu et en homogénéité, on se trouve, pour la première fois depuis le début de la guerre, dans des positions favorables face aux Allemands. Mais ceux-ci gardent leur supériorité en effectifs dans la proportion de six contre un[réf. nécessaire]. Cette supériorité sur le plan des chiffres est contrebalancée par la situation des Alliés qui peuvent compenser leur infériorité numérique par l'utilisation du terrain. Celui-ci a été inondé par les Belges qui ont ouvert les vannes qui retenait l'eau de la mer du Nord dont le niveau est supérieur à celui des polders (des étendues cultivées situées sous le niveau de la mer). C'est alors que le roi des Belges lance une proclamation à son armée d'avoir à résister sans esprit de recul. Les Belges et les Anglais acceptent d'ailleurs d'unir leurs états-majors à ceux des Français pour l'application d'une tactique commune sous l'autorité du général Joffre. Le 27 octobre 1914, les Allemands lancent une vaste offensive en Belgique déclenchée au nord, à l’est et au sud d’Ypres. Pour augmenter l'effectif des combattants l'état-major allemand lance à l'assaut neuf divisions de la réserve de remplacement composée de très jeunes gens en cours de formation. Leur inexpérience, ainsi que la tactique des assauts en masse entraînent des pertes énormes qui font surnommer ces opérations le « massacre des innocents » (De Kindermord).
Le 3 novembre 1914, l'Amirauté britannique fait miner la mer du Nord déclarée « zone de guerre ». Le Royaume-Uni s'appuie sur la marine pour protéger le pays et établir un blocus économique de l'Allemagne. L'armée britannique de métier de 250 000 hommes est dispersée à travers le monde, mais, dans l’immédiat, 60 000 hommes sont prêts à partir pour le continent.
En décembre, les armées allemandes ont échoué sur tout le front des Flandres, noyées dans les inondations et bloquées par les alliés embusqués à Ypres transformée en champ de ruines et derrière des fortifications de campagne faites de tranchées hâtivement installées, puis de plus en plus consolidées. Ainsi apparaît une nouvelle forme de guerre, c'est la guerre des tranchées. Celles-ci s'allongent depuis la mer jusqu'à Verdun et, bientôt, jusqu'à la frontière suisse.
Après que les alliés ont réussi à stabiliser le front, une contre-attaque générale est lancée depuis Nieuport en Flandre jusqu’à Verdun au nord-est de Paris. Mais les Allemands se sont, à leur tour, embusqués dans des tranchées d'où ils arrêtent toutes les attaques alliées.
La « mêlée des Flandres » inaugure la fin de la guerre de mouvement et des combats à découvert sur le front occidental. À la fin de 1914, les deux camps ont amélioré les premières tranchées du début de la bataille des Flandres. Elles constituent une ligne de défense qui s'étend sur près de 800 km, de la mer du nord à la frontière suisse. C'est le début d'un mode de guerre qui va caractériser les années qui vont suivre durant lesquelles la guerre de mouvement va perdurer malgré les offensives de rupture des deux camps avec leurs hécatombes.

#### Front Est

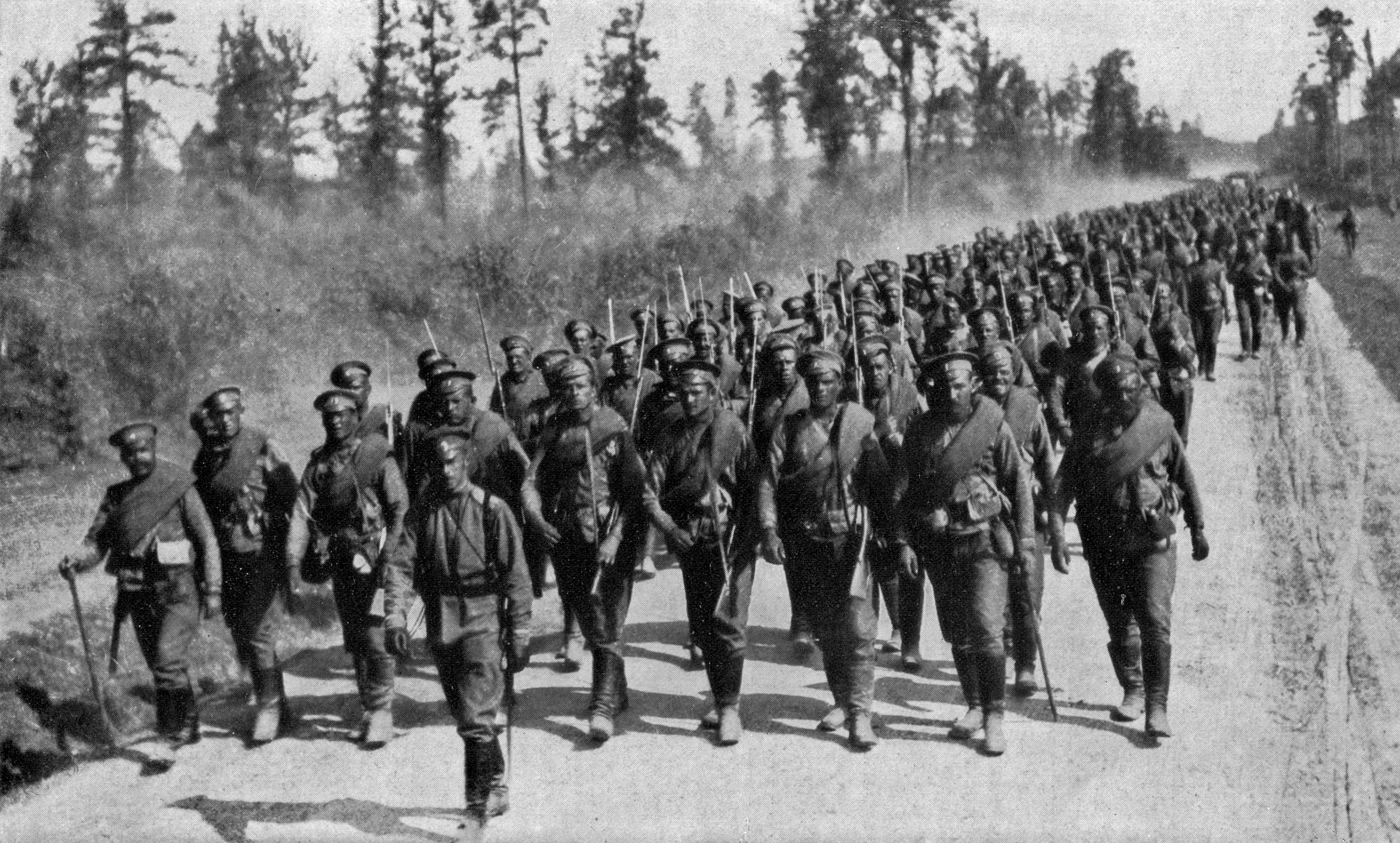
Troupes russes se rendant au front.

Sur le front oriental, suivant les plans des Alliés, le tsar lance l’offensive en Prusse-Orientale le 17 août, plus tôt que prévu par les Allemands. En août, deux armées russes pénètrent en Prusse-Orientale et quatre autres envahissent la province autrichienne de Galicie après les victoires de Lemberg, en août et septembre. Les armées russes sèment la terreur en Prusse et sont accusées d'assassinats et de viols par la propagande allemande. Face aux armées autrichiennes mal équipées, les armées russes avancent régulièrement. Elles s’emparent de Lvov le 3 septembre et de la Bucovine et repoussent les Autrichiens dans les Carpates, où le front se stabilise en novembre.
Face aux Allemands, les Russes remportent la bataille de Gumbinnen les 19 et 20 août sur les forces de la huitième armée allemande, inférieures en nombre. Ceux-ci sont sur le point d’évacuer la région lorsque des renforts commandés par le général Paul von Hindenburg remportent sur les Russes une victoire décisive lors de la bataille de Tannenberg les 27 et 30 août 1914, confirmée lors de la bataille des lacs Mazures en Prusse-Orientale, le 15 septembre, ce qui oblige les Russes à battre en retraite vers leur frontière. Les Allemands stoppent définitivement les offensives russes en Prusse-Orientale le 31 août. Le même jour, les Russes écrasent les Autrichiens lors de la bataille de Lemberg qui s’achève le 11 septembre. Le 20 octobre, au cours de la bataille de la Vistule, les Allemands battent en retraite devant les Russes dans la boucle de la Vistule. Au début du mois de novembre, Hindenburg devient commandant en chef des armées allemandes sur le front Est. Il est considéré comme un héros et ses avis sont toujours écoutés par le Kaiser.
Sur le front Sud-est, les Autrichiens tentent à trois reprises d’envahir la Serbie, mais ils sont repoussés et subissent une défaite à Cer, le 24 août. Les Serbes reprennent Belgrade le 13 décembre. Et enfin, entre le 29 octobre et le 20 novembre, les Turcs bombardent les côtes russes de la mer Noire. L’Empire ottoman rejoint les Allemands et les Autrichiens dans la guerre.

#### Mondialisation du conflit

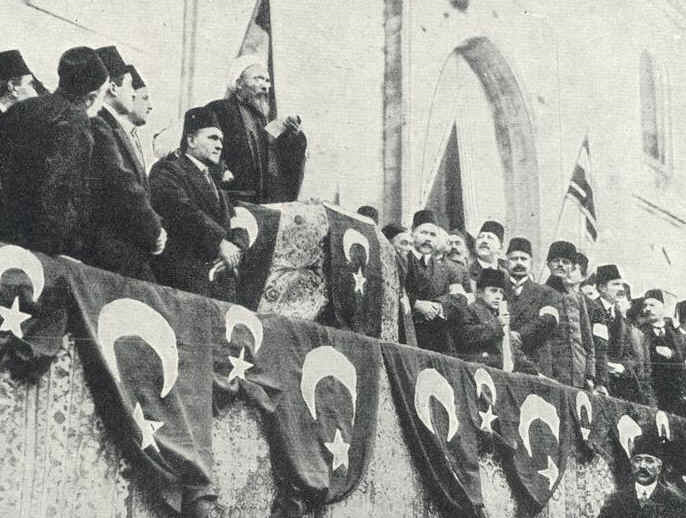
Le 1 novembre 1914, les autorités turques déclarent officiellement la guerre contre les pays de la Triple-Entente.

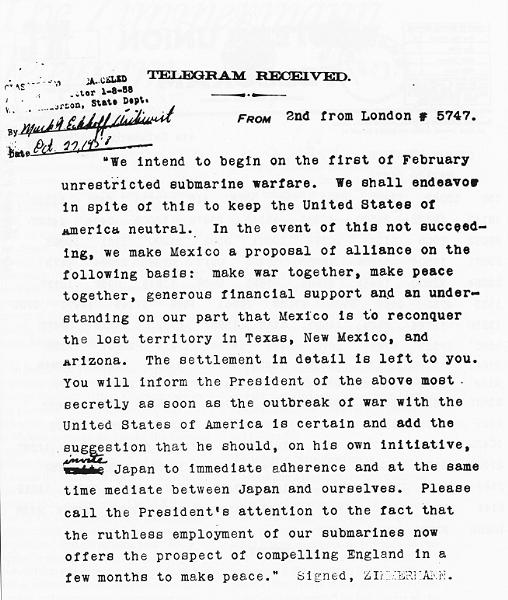
Le télégramme Zimmermann, déchiffré et traduit.

Peu à peu, le conflit se mondialise. Le Japon, en tant qu’allié du Royaume-Uni, déclare la guerre à l’Allemagne le 23 août 1914, mais sa participation au conflit se limite à l’occupation des colonies allemandes de l’océan Pacifique (îles Marshall, Carolines et Mariannes) et des concessions allemandes de Chine (Shandong). Il profite du conflit pour renforcer ses positions face aux grandes puissances européennes en Asie.
L'Empire ottoman entre en guerre contre les pays de la Triple-Entente le 1er novembre 1914, en tant qu’allié de l’Allemagne. La motivation principale des Ottomans dans cette guerre est de combattre l'Empire russe qui cherche à prendre le contrôle des détroits.
L’Italie, bien que membre de la Triplice, déclare la guerre à l’Autriche-Hongrie en mai 1915 après bien des hésitations. En août 1914, elle s’était prudemment déclarée neutre. Sollicitée par les deux camps, elle finit par pencher du côté des pays de la Triple-Entente. En effet, par le traité secret de Londres d’avril 1915, la France et le Royaume-Uni lui promettent qu’une fois la victoire acquise, elle bénéficierait de larges compensations territoriales, à savoir : les terres irrédentes mais aussi une zone d’influence en Asie Mineure et en Afrique.
La Bulgarie, initialement neutre mais sollicitée par les deux camps, s’engage finalement aux côtés des puissances centrales en octobre 1915, à un moment où celles-ci semblent l’emporter sur le front des Balkans. Pour enlever l'adhésion des Bulgares, ces derniers n'avaient pas hésité à leur promettre en cas de victoire, la cession de la Macédoine serbe, la Dobroudja roumaine, ainsi qu'un accès à la Mer Adriatique, que Sofia justement revendiquait.
Le Portugal entre en guerre aux côtés de l’Entente en mars 1916 pour consolider sa position en Europe et préserver ses colonies, convoitées par l’Allemagne. La Roumanie déclare la guerre à l’Allemagne en août 1916, après la contre-offensive russe victorieuse sur le front oriental laissant espérer une défaite de l’Autriche-Hongrie. Elle revendique la Transylvanie hongroise. En 1914, la Grèce reste neutre, puis elle rejoint l’Entente en déclarant la guerre à la Bulgarie en novembre 1916, puis à l’Allemagne en juin 1917 après l’abdication et l’exil du roi Constantin.
Après le torpillage du paquebot Lusitania le 7 mai 1915, les sous-mariniers allemands marquent une pause à partir du 27 août 1915 et suspendent la guerre sous-marine pour éviter l'entrée en guerre des Américains aux côtés de la Triple-entente. Début 1917, les Allemands décident de reprendre la guerre sous-marine de façon à tenter de réduire l'approvisionnement américain de leurs ennemis et forcer le blocus qui frappe leurs côtes. Par un télégramme secret du secrétaire d'État allemand aux Affaires étrangères Arthur Zimmermann émis le 16 janvier 1917, ils proposent une alliance au Mexique et annoncent leur intention de reprendre la guerre sous-marine à outrance, ce qui sera effectif dès 1er février 1917. Les Américains interceptent ce télégramme qu'ils rendent public le 1er mars : le scandale fait basculer l'opinion américaine, jusque-là neutraliste et les États-Unis peuvent déclarer la guerre à l’Allemagne le 6 avril de cette même année. Cette entrée en guerre, quoique tardive et malgré le retrait russe de la guerre à la suite de la révolution bolchévique, fut décisive.
Sachant que les colonies participent également à l’effort de guerre des métropoles européennes, la guerre est désormais mondiale.

#### Trêve de Noël
Les soldats du front occidental étaient épuisés et choqués par l'étendue des pertes humaines qu'ils avaient subies depuis le mois d'août. Au petit matin du 25 décembre, les Britanniques qui tenaient les tranchées autour de la ville belge d'Ypres entendirent des chants de Noël venir des positions ennemies, puis découvrirent que des arbres de Noël étaient placés le long des tranchées allemandes. Lentement, des colonnes de soldats allemands sortirent de leurs tranchées et avancèrent jusqu'au milieu du no man's land, où ils appelèrent les Britanniques à venir les rejoindre. Les deux camps se rencontrèrent au milieu d'un paysage dévasté par les obus, échangèrent des cadeaux, discutèrent et jouèrent au football. Ce genre de trêve fut courant là où les troupes britanniques et allemandes se faisaient face, et la fraternisation se poursuivit encore par endroits pendant une semaine jusqu'à ce que les autorités militaires y mettent un frein. Cet événement fut à l'origine du film Joyeux Noël de Christian Carion, sorti en 2005.

### Guerre de position (1915-1917)

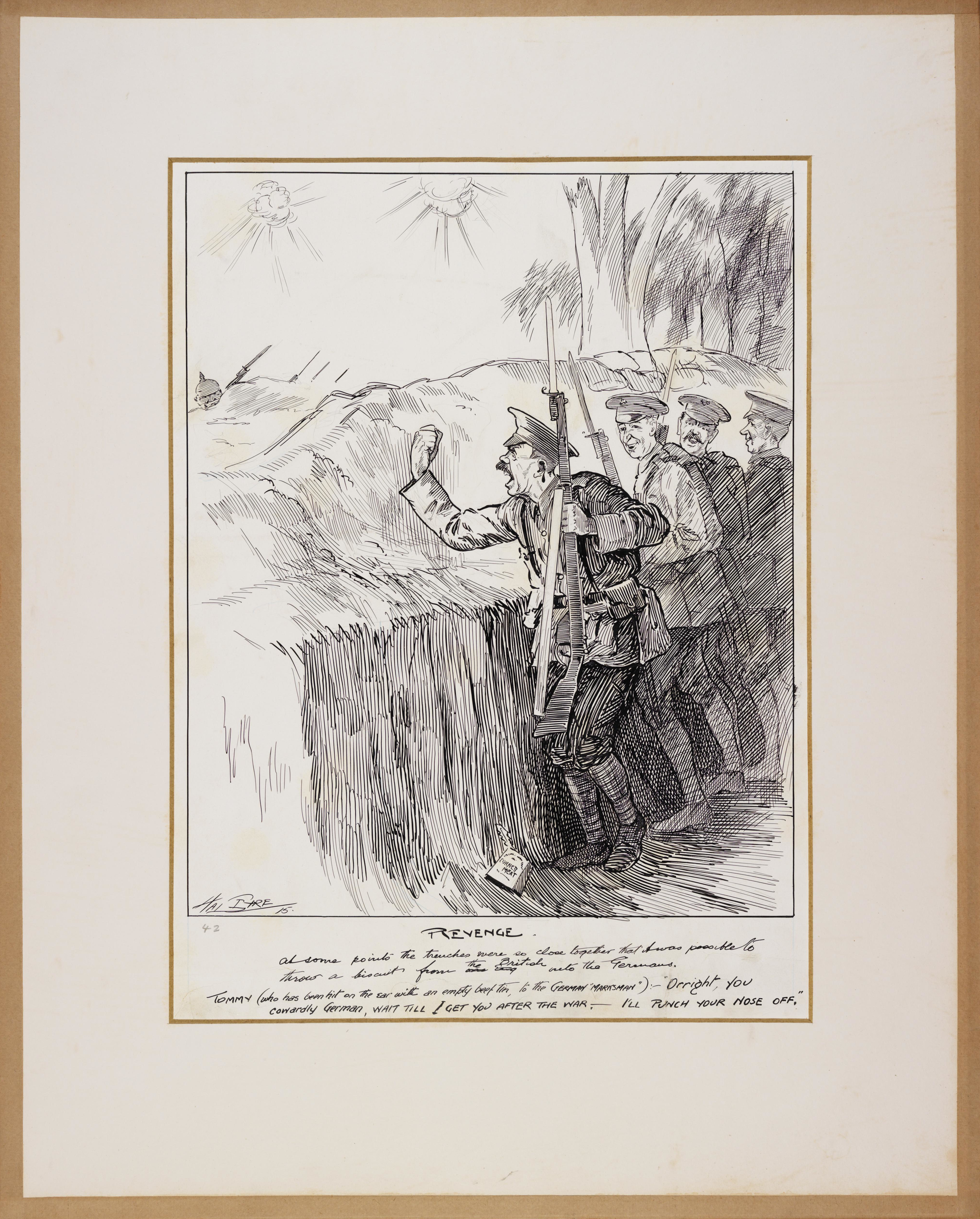
À certains endroits les tranchées étaient si proches qu'il était possible aux belligérants anglais et allemands de se disputer à propos du goût des biscuits, selon le dessinateur satirique Hal Eyre. 1915.

#### Année 1915

##### Front Ouest et front africain
Depuis août 1914, les Français épaulés par des troupes coloniales belges venues du Congo combattent les Allemands et finissent par les battre au Togo, faisant entrer ce pays d'Afrique occidentale dans le giron français dès 1915. En Afrique orientale allemande, les Anglais et les Belges combattent les troupes coloniales du colonel von Lettow Vorbeck.
Mais, en Europe, la guerre entre dans une phase nouvelle provoquée par l'évolution technique. L'année 1915 commence, le 19 janvier 1915, par une première dans l'histoire militaire, le bombardement aérien de civils par un Zeppelin au Royaume-Uni, ainsi que le 21 mars, quand ce même dirigeable bombarde Paris. Pendant toute la guerre, les dirigeables vont terroriser les citadins français et anglais. En février 1915, les premiers avions armés d’une mitrailleuse, les Vickers F.B.5, équipent une escadrille de chasse britannique du Royal Flying Corps. Le gouvernement allemand proclame « zone de guerre » les eaux territoriales britanniques et c’est le début, pour la première fois dans l'histoire, de la guerre sous-marine. En riposte, le 1er mars, les Alliés étendent leur blocus à la totalité des marchandises allemandes tandis qu'une flotte britannique sort victorieuse d'un combat avec une escadre allemande près du Dogger Bank, en mer du Nord.
La guerre se prolonge et devient une guerre d’usure qui met à l’épreuve tant les forces morales que matérielles des combattants. Les états-majors veulent « saigner à blanc » les armées adverses. Les Russes lancent une attaque dans les Carpates, mais doivent faire face à une grande offensive des puissances centrales, les Turcs étant également passés à l’attaque au Caucase pour prendre les armées russes à revers. Pour tenter de soulager la pression sur les Russes en attirant le maximum de troupes allemandes vers l'ouest, Français et Britanniques lancent assaut sur assaut en Artois, puis en Champagne, le 16 février. Le 20 février 1915, Reims est bombardée par les Allemands. La tentative de percée française est un échec et la bataille de Champagne se termine le 20 mars 1915.
Ces offensives de 1915 ont réussi à bousculer quelque peu les dispositifs allemands, mais c'est au prix de pertes alliées effroyables. Le haut-commandement allié doit constater l’insuffisance des moyens d’attaque, particulièrement en artillerie lourde, domaine dans lequel l’Allemagne possède une supériorité incontestable depuis le début de la guerre.
Le 22 avril, les gaz asphyxiants, nouvelle arme de guerre sont utilisés par les Allemands à Steenstraate et à Ypres contre les Belges et les Anglais. L’effet est immédiat et foudroyant et provoque des milliers de morts et blessés lourds et graves. Mais jamais les Allemands ni les Alliés, qui l’essaient à leur tour, ne procèdent à une utilisation systématique. Contrôlant mal le mouvement des vents, les uns et les autres craignent que les nappes ne se retournent. Or, les soldats alliés ne sont pas équipés pour occuper les zones infectées, ne permettant d'obtenir que des succès locaux.
Le 26 avril, le pacte de Londres entre les membres de l’Entente est signé et l’Italie s’engage à entrer en guerre contre les Empires centraux dans un délai d’un mois. Les Alliés acceptent les revendications du 9 mars. Au bout d'une vive campagne des « interventionnistes » pour l'entrée en guerre de l'Italie, lancée en particulier par le discours du 5 mai 1915 de Gabriele D'Annunzio, Rome entre en guerre le 23 mai. La décision a été prise par trois hommes : le roi d'Italie, Victor-Emmanuel III, le président du Conseil, Antonio Salandra et le ministre des Affaires étrangères, Sidney Sonnino. Cette entrée en guerre de l'Italie aux côtés des Alliés a une grande importance stratégique, car elle coupe une voie d'approvisionnement des Empires centraux et permet l'ouverture d'un nouveau front.
Pour la première fois de la guerre, les pays en guerre vont mobiliser toutes leurs ressources : humaines, économiques et financières, dans la conduite d’un conflit total.
L’organisation en armées, corps d'armée, divisions, brigades, régiments, bataillons, compagnies, sections et escouades est relativement similaire dans les deux camps. La dotation et la répartition en matériel et en armes sont pratiquement identiques. Toutefois, la France a privilégié l’offensive et possède une artillerie plus légère fondée, notamment, sur le canon de 75, afin de favoriser les mouvements. L’Allemagne possède une artillerie plus lourde et à plus longue portée, favorisée notamment par ses capacités de production et capable de mener des combats plus défensifs. Ces choix ont une importance non négligeable au début de la guerre et la différence n’est comblée qu’au début de 1916.
Le 11 mars, puis le 10 avril, les gouvernements britannique et français donnent leur accord sur le principe d’une annexion de Constantinople par la Russie. Deux semaines plus tard, le 24 avril 1915, plus de 600 intellectuels arméniens de Constantinople sont arrêtés et déportés par les Jeunes-Turcs, date symboliquement considérée comme marquant le début du génocide arménien.

##### Guerre à l'est

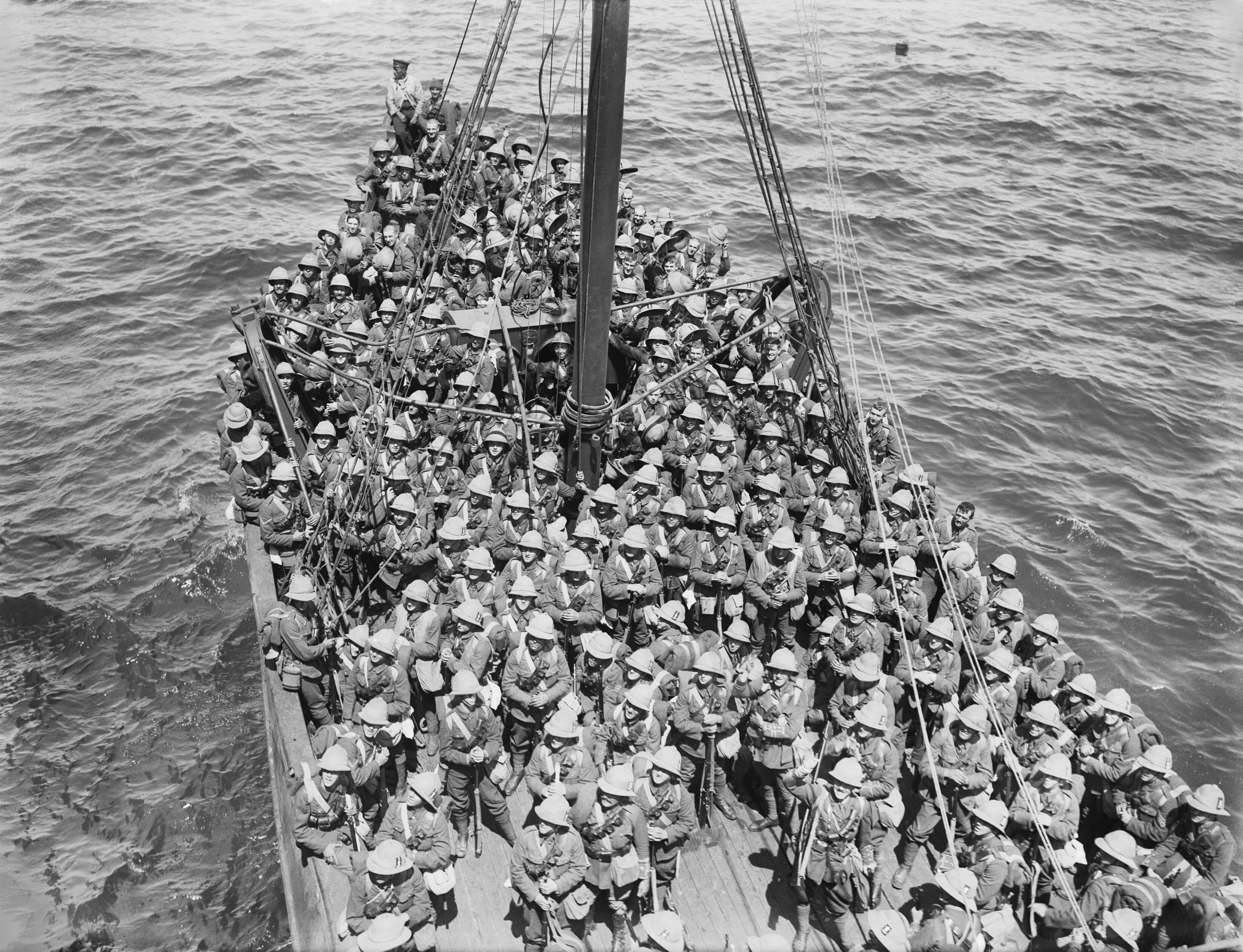
Troupes britanniques lors du débarquement à Gallipoli en mai 1915.

Lawrence d’Arabie fomente pour le compte des Britanniques le soulèvement des tribus arabes pour gêner les Turcs. Avec l’aide bulgare, les Austro-allemands réussissent à occuper toute la Serbie en 1915, contraignant l’armée royale serbe à traverser le pays pour trouver refuge à Corfou.
Au lieu de se heurter au gros des troupes ennemies, là où elles étaient bien organisées, installées dans un réseau savant de tranchées, l’état-major des Alliés décide de porter ses coups sur des points de défense plus vulnérables, ceux de l'allié turc de l'Allemagne. Le 25 avril 1915, un corps expéditionnaire allié débarque aux Dardanelles. Le contrôle des détroits permettrait à la France et au Royaume-Uni de ravitailler la Russie et d’encercler les Empires centraux. Cette idée, défendue notamment par le chef de l’Amirauté britannique, Winston Churchill, débouche sur un débarquement à Gallipoli de troupes essentiellement constituées d'Australiens et de Néo-Zélandais. Malgré le courage des soldats de l’ANZAC, les Alliés ne parviennent pas à pénétrer par surprise dans l’Empire ottoman et échouent dans leurs offensives successives. L’entreprise coûte 145 000 hommes aux Alliés et elle est un échec total. Les rescapés sont débarqués à Salonique, au mépris de la neutralité grecque, pour aider les Serbes menacés par les puissances centrales. Le corps expéditionnaire constitue l’Armée française d'Orient qui soutient ensuite les Serbes et participe à l’effondrement de l’Empire austro-hongrois en 1918.
Après la stabilisation des fronts, les Allemands reprennent l’initiative sur le front russe. Le 7 février 1915, les Allemands lancent une offensive au sud-est des lacs de Mazurie, dirigée par Hindenburg. Les Russes sont encerclés et se replient sur le Niémen. Les Allemands remportent des succès spectaculaires, occupant toute la Pologne, la Lituanie et une partie de la Lettonie. Faute de munitions et d’artillerie lourde, les Russes n’ont pu tenir tête ; ils perdent près de 2 000 000 hommes, une catastrophe qui, à long terme, ébranle le régime tsariste. Il n’en paraît pourtant rien, puisque les Russes se replient en bon ordre sur des positions retranchées.

#### Année 1916

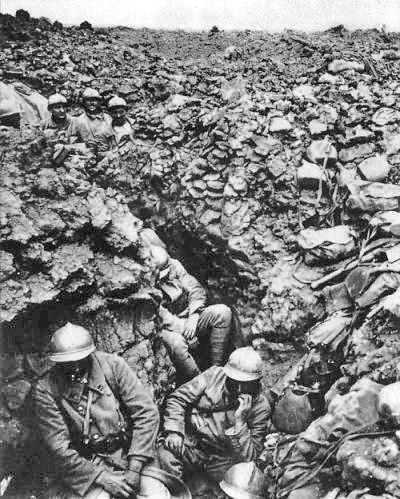
Soldats français du près de Verdun en 1916.

Au début de l'année 1916, le commandement allemand décide d'user complètement l'armée française en l’obligeant à s'engager à fond. Il choisit d’attaquer Verdun, un pivot du front fortifié, que les Français veulent défendre coûte que coûte.
Le site de Verdun offre la possibilité d'attaquer les lignes françaises de trois côtés. De plus, l'armée allemande bénéficie, contrairement aux Français, de nombreuses voies ferrées qui facilitent les approvisionnements en matériel et en hommes. Enfin, les manœuvres d'approche peuvent se dérouler dans une relative discrétion, à l'abri du manteau forestier. Dans l'esprit du haut commandement allemand, il ne s'agissait pas essentiellement de prendre Verdun mais de fixer les forces françaises, de les attirer sur ce champ de bataille qu'elles défendraient pied à pied, de saigner à blanc l'armée française grâce à la supériorité en artillerie. Exsangue, l'armée française serait incapable de mener à bien l’offensive prévue sur la Somme.
Le 21 février, après une courte mais violente préparation d'artillerie, le commandement allemand lance une attaque avec trois corps d'armée. Les deux divisions françaises qui défendent les seize kilomètres de la première ligne sont submergées. Très vite, le commandant de la IIe Armée, Philippe Pétain, organise la riposte. Il met en place une liaison avec Bar-le-Duc, à l'arrière. En 24 heures, 6 000 camions montent vers le front en empruntant cette route devenue la voie sacrée. L'assaut allemand est repoussé et la brèche colmatée mais les attaques, sans cesse contenues, vont se renouveler pendant plusieurs mois. Le 6 mars, les Allemands lancent une nouvelle attaque au Mort-Homme. « On les aura ! », écrit Pétain dans le célèbre ordre du jour du 10 avril. Il obtient que ses troupes soient régulièrement renouvelées avant qu'elles ne soient trop éprouvées. C'est le « tourniquet », où toute l'armée française connaît l'enfer de Verdun.
Entre le 1er juillet et le 18 novembre 1916 a lieu la bataille de la Somme. Les troupes anglaises et françaises attaquent et tentent de percer les lignes de défense fortifiées allemandes au nord de la Somme, sur une ligne nord-sud de 45 km. L’offensive est précédée par une intense préparation d’artillerie. Pendant une semaine, 1,6 million d’obus tombent sur les lignes allemandes. Les Alliés sont persuadés d’avoir liquidé toute résistance du côté ennemi. L'offensive de la Somme, au départ offensive de rupture, se transforme progressivement en une guerre d'usure. La plupart des soldats anglais sont des engagés volontaires qui n'ont aucune expérience du feu. Dès les premières minutes, ils succombent en grand nombre dans les barbelés qui séparent les ennemis. Les soldats des deux bords ont l'impression de vivre en enfer. Les débauches d'artillerie empêchent toute percée d'aboutir. Les soldats combattent souvent pour quelques mètres et n'arrivent pas à percer les tranchées ennemies protégées par un tir nourri d'artillerie et des lignes de barbelés. Le bilan de la bataille de la Somme est très lourd : 650 000 alliés, principalement des Britanniques mais aussi des Français, Australiens et Néo-Zélandais, ainsi que 580 000 hommes du côté allemand sont hors de combat, tués, blessés ou disparus. Les troupes alliées n'avancent que de 13 km sur un front de 35 km de long.
Le déclenchement de l'offensive de la Somme en juillet et une nouvelle offensive des Russes sur le front oriental obligent les Allemands à relâcher leur pression sur Verdun. À l'automne, le général Mangin reprend les forts perdus, principalement le fort de Douaumont et le fort de Vaux. Il y a eu plus de 700 000 victimes (blessés inclus) françaises ou allemandes sur ce champ de bataille.

#### Année 1917

##### Front ouest

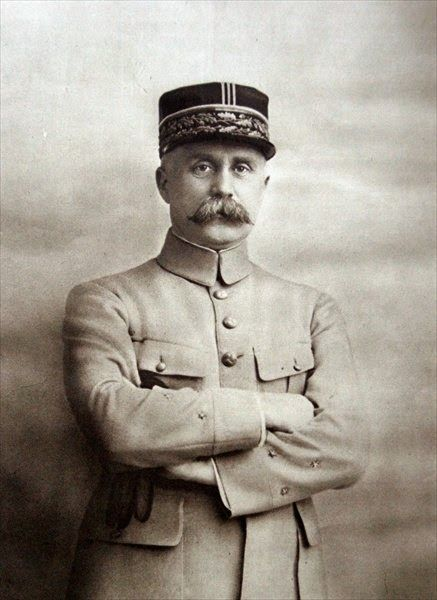
Philippe Pétain devient le général en chef des armées françaises à la place de Robert Nivelle en 1917.

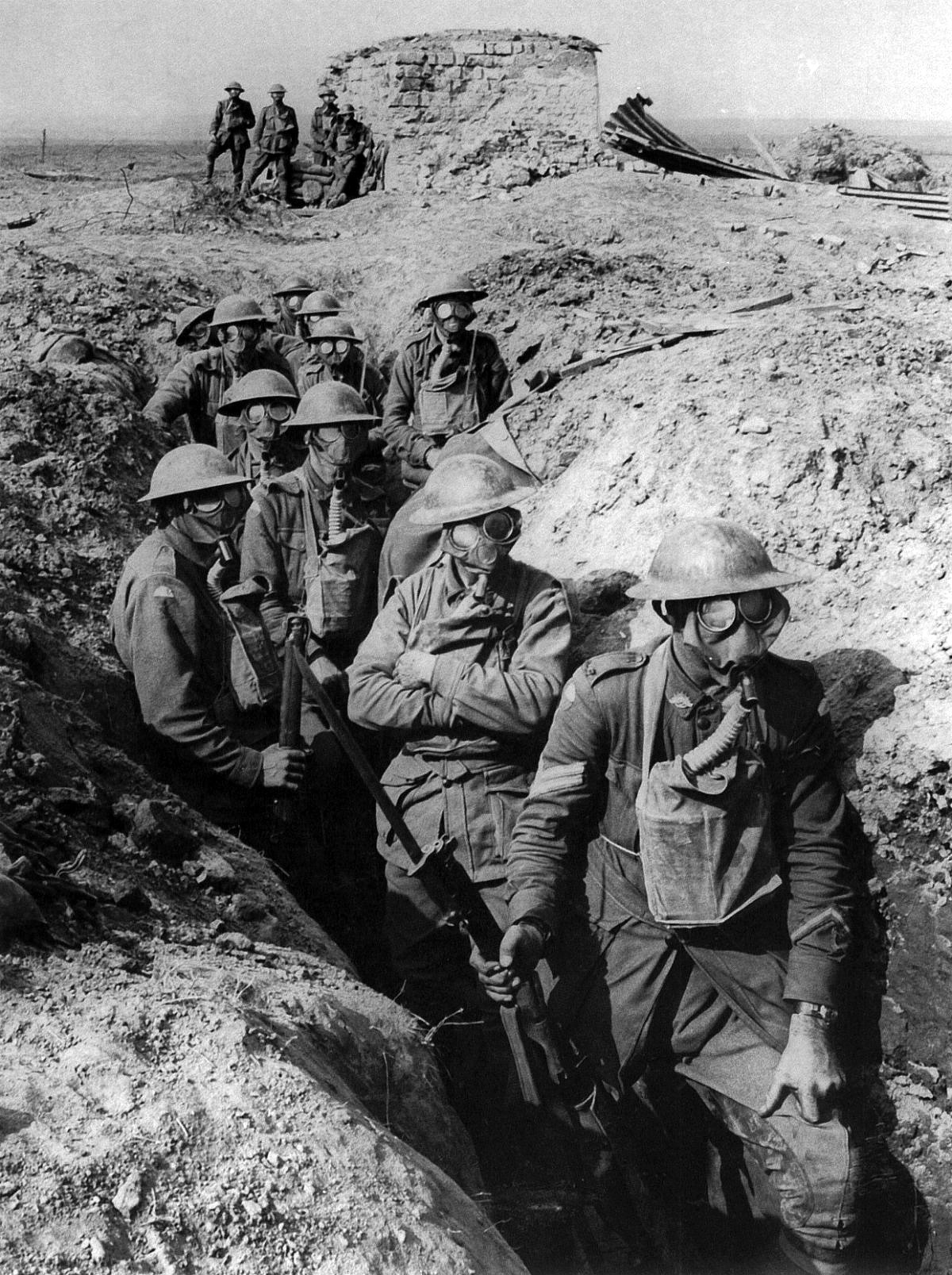
Infanterie australienne en 1917 dans les tranchées.

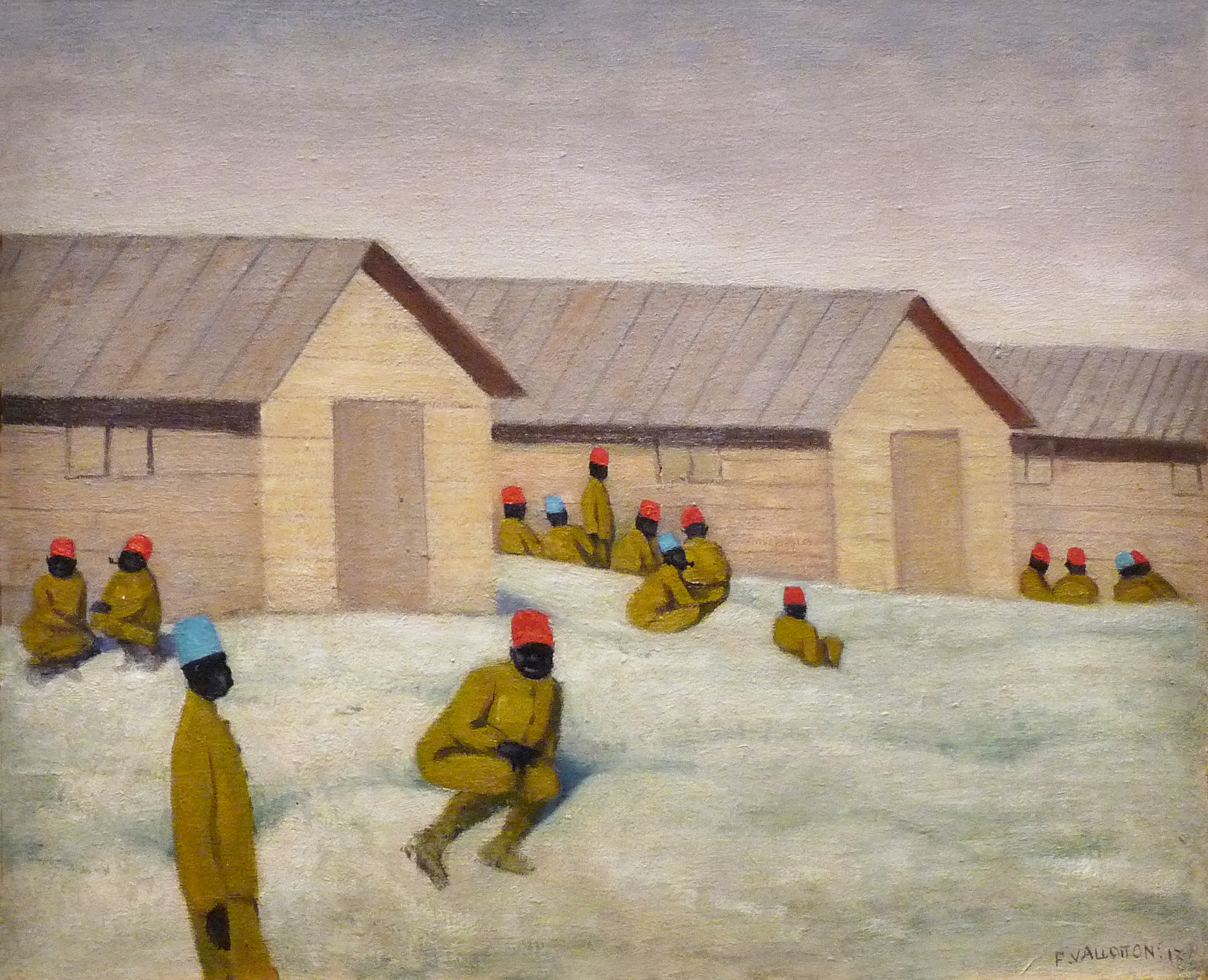
Soldats sénégalais au camp de Mailly par Félix Vallotton.

1917 connaît une crise qui affecte tous les secteurs. Malgré les échecs des batailles de Verdun et de la Somme, le général Nivelle élabore un nouveau plan d'attaque frontale, qui doit être le dernier. Il choisit un secteur situé entre Reims et Soissons : le Chemin des Dames, qu'il estime mal défendu. Pendant six semaines, de début avril à la mi-mai, des assauts successifs tentent de conquérir ce site. Pendant le premier assaut, 40 000 Français tombent sous le feu infranchissable des mitrailleuses allemandes.
L'attaque n'avait rien d'une surprise. Les Allemands avaient appris par des prisonniers la prochaine offensive contre leurs lignes et avaient grandement amélioré leurs positions en plaçant davantage de mitrailleuses, en construisant des souterrains de protection et des abris souterrains à 10 ou 15 m de profondeur. En tout, 270 000 soldats français périssent.
L'échec de l'offensive du Chemin des Dames a pour conséquence immédiate les mutineries qui s'élèvent contre les conditions de combat et non contre le fait de combattre en lui-même. Parmi les 40 000 mutins, il n'y a pas de désertion, ni de fraternisation avec l'ennemi. Ils restent dans leur cantonnement et refusent de monter en ligne. Ils insultent les officiers qu'ils jugent incompétents.
Les mutins sont punis par Pétain, devenu le général en chef des armées françaises à la place de Nivelle. Il y a 629 condamnations à mort et finalement, en comptant les cas de mutilation volontaire, 75 exécutions, dont 27 pour actes de mutinerie. Pétain tente de mettre fin au mécontentement des soldats en améliorant leur vie quotidienne par le repos, la nourriture et le rythme des permissions.
Le commandement français n'ose plus lancer les hommes à l'attaque, tant qu'il ne dispose pas d'une supériorité absolue en matériel grâce aux Américains et aux chars de combat. Pourtant, impatient de remporter un succès qui lui soit propre, l'état-major anglais lance une offensive à Passchendaele, dans les Flandres, à l'automne 1917. Il réussit seulement à mener à une mort inutile plusieurs centaines de milliers de Britanniques et d'Allemands.
En mars 1917, l'état-major impérial allemand prend la décision stratégique de reculer le front plus au nord, sur la ligne Hindenburg et fait évacuer toutes ses armées des positions occupées depuis 1914 dans le secteur de l'Aisne. Les Allemands dynamitent systématiquement les édifices emblématiques des villes et villages auparavant occupés. Ainsi disparaissent notamment les forteresses de Ham, située non loin de là et de Coucy (27 mars 1917). Ce recul permet de raccourcir le front et d'économiser les forces nécessaires à sa défense. Ces opérations impliquent également le déplacement en masse des populations civiles des territoires occupés. Les seules offensives alliées victorieuses de 1917 ont lieu autour d'Arras et d'Ypres en avril et juin 1917, lorsque les troupes britanniques et du Commonwealth prennent quelques villages aux Allemands. La prise de Vimy par les Canadiens le 9 avril 1917 est devenue un symbole de la force du Canada et de la capacité des Canadiens de gagner un objectif, sans l'aide des Britanniques. Cette bataille fait 3 598 tués et 7 004 blessés parmi les soldats canadiens.
Au sud, les forces italiennes et autrichiennes s'affrontent sans résultat depuis deux ans et demi sur le front de l'Isonzo au nord-ouest de Trieste, avec un léger avantage pour l'armée italienne qui, en 1916, avait conquis la ville de Gorizia lors d'une contre-offensive. Les Italiens avaient pénétré aussi de quelques kilomètres dans le Tyrol mais sans résultats majeurs. Cet équilibre est rompu à l'automne 1917 lorsque les Allemands décident de soutenir leurs alliés autrichiens sur le front italien et envoient 7 divisions. Le 14 octobre 1917, lors de la bataille de Caporetto, les soldats italiens reculent devant l'offensive austro-allemande.
Plus de 600 000 soldats italiens, fatigués et démoralisés, désertent ou se rendent. L'Italie vit sous la menace d'une défaite militaire totale mais le 7 novembre, les Italiens parviennent à arrêter l'avancée des austro-allemands sur la ligne du Piave, à environ 110 kilomètres du front de l'Isonzo. La défaite italienne de Caporetto incite la France et le Royaume-Uni à envoyer des renforts et à mettre en place le Conseil suprême de guerre pour coordonner les efforts de guerre des Alliés.

##### Entrée en guerre des États-Unis

Pendant la Première Guerre mondiale, l'US Army publie une affiche de recrutement mettant en vedette l'Oncle Sam. Le texte I want you for U.S. Army peut se traduire par Je te veux pour l'armée américaine.

En août 1914, les États-Unis, très isolationnistes, restent neutres malgré les liens privilégiés avec des pays de l'Entente, en particulier le Royaume-Uni. Le blocus imposé par la flotte des pays de l'Entente met quasiment fin aux échanges entre les États-Unis et l'Allemagne. Dans le même temps, les liens financiers et commerciaux entre les États-Unis et les pays de l'Entente ne cessent de croître.
Le torpillage du paquebot britannique Lusitania le 7 mai 1915, a tué 128 ressortissants américains et plusieurs belges dont l'épouse du professeur Antoine Depage qui opère à la clinique de l'océan, à La Panne, pour les troupes belges. C'est le torpillage de trop pour l'opinion américaine et internationale qui basculent en faveur de la guerre contre l'Allemagne.
En 1917, sous la pression des militaires et notamment de lamiral Tirpitz, le Kaiser se décide à pratiquer la guerre sous-marine à outrance, c'est-à-dire couler tous les navires se rendant au Royaume-Uni, même les neutres. Les Allemands espèrent ainsi étouffer l'économie britannique et la contraindre à se retirer du conflit. En avril 1917, les sous-marins allemands ont déjà coulé 847 000 tonnes, soit l'équivalent du quart de la flotte commerciale française. Toutefois, l'organisation de convois sous la protection de la marine anglaise et le drainage des mines réussissent à émousser l'arme sous-marine. En fin de compte, au lieu de faire baisser pavillon au Royaume-Uni et de terroriser les neutres, la guerre sous-marine à outrance provoque l'intervention américaine.
De plus, le Royaume-Uni demande l’aide du Japon. Le croiseur Akashi et huit destroyers sont envoyés à Malte, chiffre qui est porté par la suite à 17 navires, sans compter les navires à commandement mixte. Cette flotte d'escorte et de soutien protège les convois alliés en Méditerranée et permet aux troupes alliées d'être acheminées d'Égypte vers Salonique et Marseille, pour prendre part à la grande offensive de 1918. Le destroyer Matsu a sauvé plus de 3 000 soldats et membres d'équipage du navire de transport Transylvania, torpillé au large des côtes françaises. En tout, le Japon a escorté 788 bateaux en Méditerranée, dont 700 000 hommes de troupe du Commonwealth britannique.
La maladresse de la diplomatie allemande achève de provoquer ce revirement : en janvier 1917, le ministre-conseiller Zimmermann n'hésite pas à promettre au Mexique l'alliance de l'Allemagne contre les États-Unis avec, pour salaire de la victoire, le retour des provinces perdues (Texas, Arizona et Nouveau-Mexique). Cette intervention du Kaiser dans les affaires américaines suscite l'indignation. Le Congrès américain décide, le 6 avril 1917, l'entrée en guerre contre les empires centraux. Le président Woodrow Wilson fixe dès janvier 1918 ses objectifs de paix. Plusieurs pays d'Amérique latine s'engagent aussi dans le conflit aux côtés de l'Entente.
Le 13 juin 1917, 177 Américains, dont le général John Pershing, commandant en chef du corps expéditionnaire désigné après la mort subite du général Frederick Funston en début d'année et le capitaine George Patton, débarquent à Boulogne-sur-Mer. Le 28 juin, la 1re division d'infanterie américaine débarque à Saint-Nazaire. Comme le Royaume-Uni, les États-Unis disposent uniquement d'une armée de métier. Ainsi, lorsque la proposition d'entrée en guerre du président Wilson devant le Congrès le 2 avril est acceptée, et que les États-Unis entrent en guerre le 6, le président américain doit compter majoritairement sur la base du volontariat pour constituer la force de 1,2 million d'hommes qui n'arrive en France qu'à partir du mois d’octobre 1917.
Le corps militaire américain établit ses premiers campements en octobre 1917 autour de Nantes, de La Rochelle, puis crée de toutes pièces au milieu de la forêt un gigantesque dépôt militaire et centre de montage et réparation mécanique à Romorantin.
L'uniforme américain des sammies est vert, complété par un casque en forme de cercle tout comme le modèle anglais. C'est une armée qui contribuera grandement à la victoire sur les Empires centraux, puisque lorsque la contre-attaque générale est lancée par le maréchal Foch en 1918, les GI représentent pas moins de 31 % des forces combattantes alliées. Au total, deux millions de militaires américains sont en Europe au moment de l'armistice.

##### Front Est et Empire ottoman
Au début de l’année 1917, la Russie ne peut plus soutenir une guerre contre un ennemi mieux équipé et mieux organisé. L’effort que demande la guerre, production industrielle et agricole accrue, engendre pénurie et troubles sociaux. Les désertions se multiplient et les villes connaissent des troubles d’approvisionnement. En mars 1917, une première révolution éclate. Elle porte au pouvoir la bourgeoisie libérale qui entend continuer la guerre alors que les soviets, de plus en plus influents, exigent la paix. La Russie n’est plus une force d’attaque et les Alliés craignent une intensification de l’effort allemand à l’ouest. En novembre, Lénine et Trotski organisent une seconde révolution ; les bolcheviks prennent le pouvoir et, le nouveau régime n'étant pas en situation de continuer la guerre, lancent des pourparlers de paix avec les Empires centraux.
Le ministre britannique des Affaires étrangères, Lord Arthur Balfour, promet l’établissement d’un État juif en Palestine entre autres pour motiver les Juifs américains à soutenir l’entrée en guerre des États-Unis. La même année, les Britanniques attaquent les Ottomans en Palestine dont ils garderont le contrôle jusqu’en 1947. De nombreux juifs s’y installeront après les épreuves de la Seconde Guerre mondiale.

### Offensives allemandes et ripostes des Alliés

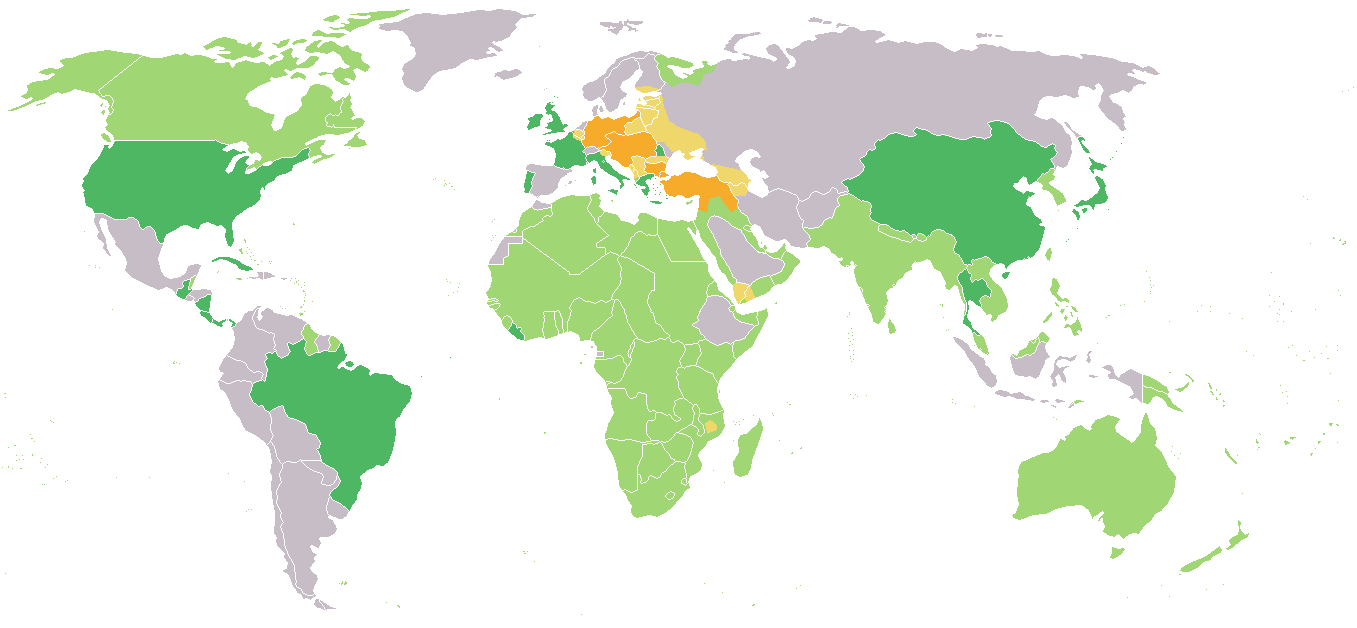
Alliés et empires centraux, milieu 1918.

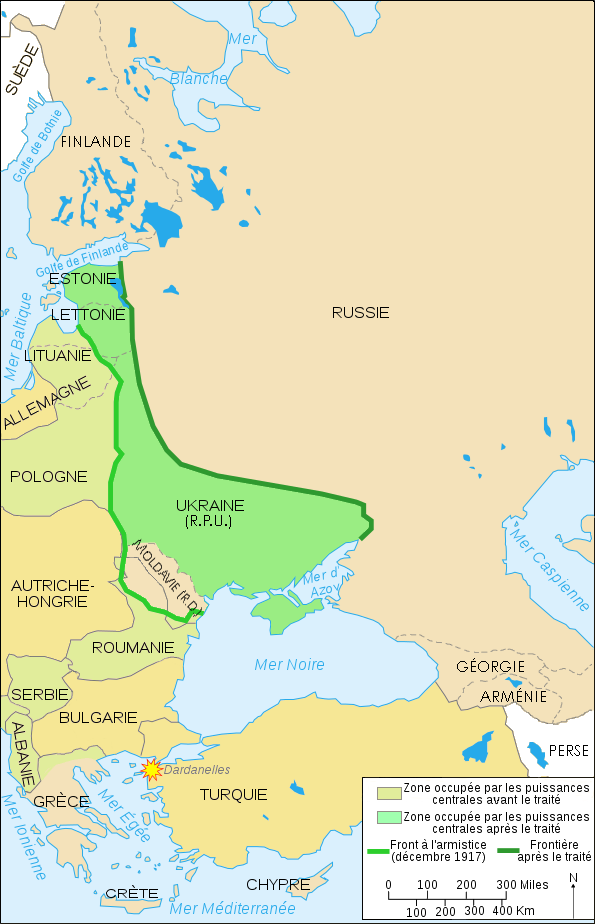
Territoire occupé par les puissances centrales après le traité de Brest-Litovsk, signé le 3 mars 1918.

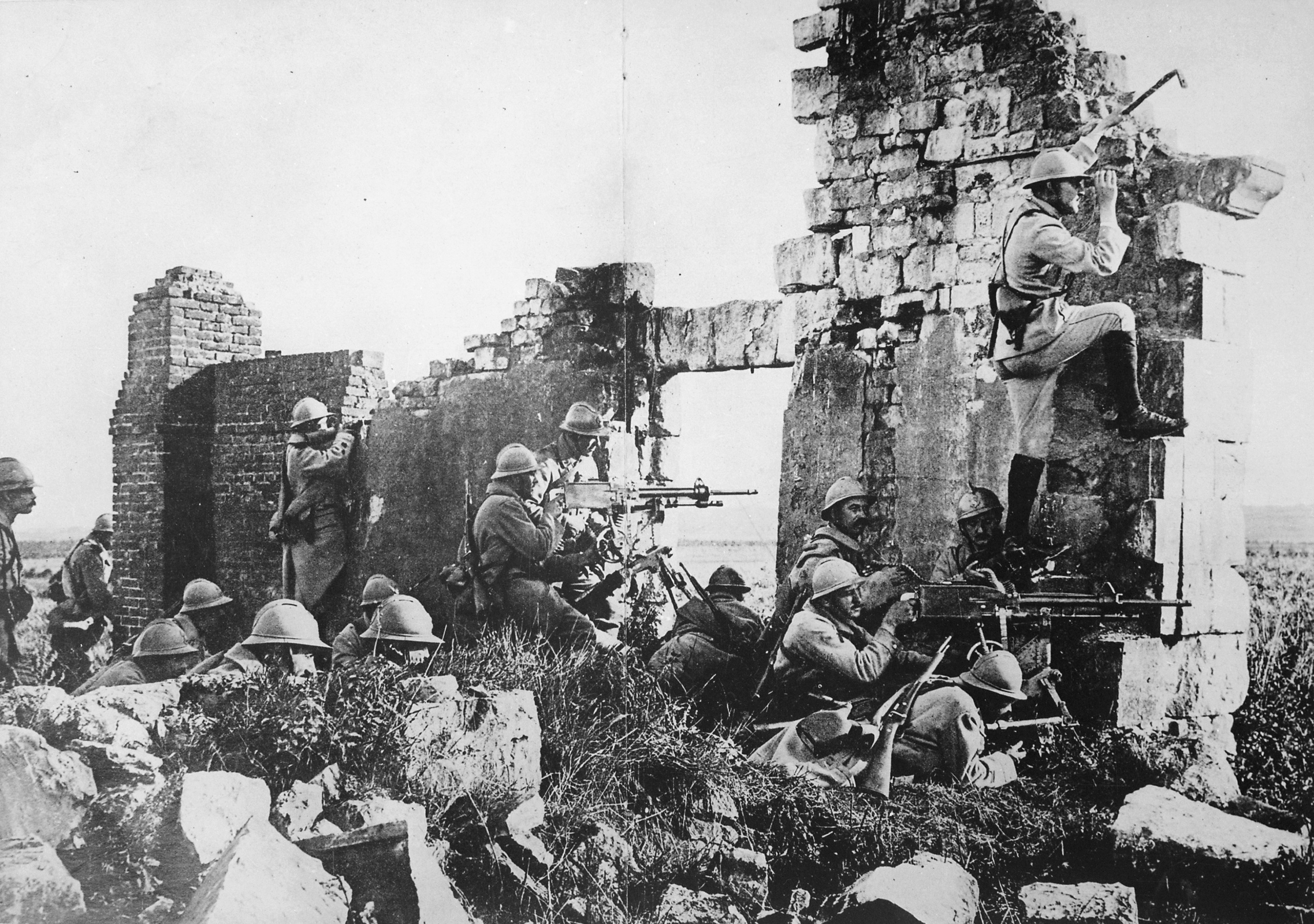
Troupes françaises sous le commandement du général Gouraud, avec leurs mitrailleuses parmi les ruines d'une église près de la Marne, repoussant les Allemands, 1918.

Début 1918, les Alliés perdent un front avec la sortie du conflit de la Russie. La Russie bolchevique signe le traité de Brest-Litovsk en mars 1918. L’Allemagne reçoit un « train d'or » (le contenu de celui-ci est confisqué à l’Allemagne par le traité de Versailles), occupe la Pologne, l’Ukraine, la Finlande, les Pays baltes et une partie de la Biélorussie. Les Allemands profitent aussi de cette défection pour envoyer d’importants renforts sur le front Ouest et tenter d’obtenir une victoire rapide avant l’arrivée effective des Américains. C’est le « retour de la guerre de mouvement ».
Le haut commandement allemand (maréchal Hindenburg et quartier maître général Erich Ludendorff) sait qu’il dispose d’un délai de quelques mois — jusqu’à juin-juillet 1918 — pour remporter une victoire décisive sur les troupes alliées. Renforcés par les troupes venant du front est, et souhaitant forcer la décision avant l’arrivée des troupes américaines, les Allemands mettent toutes leurs forces dans d’ultimes offensives à l’ouest et lancent une série de coups de boutoir contre les Anglais, particulièrement éprouvés depuis Passchendaele. L'effort porte sur la jonction des fronts anglais et français : le Grand État-Major allemand connaît la mésentente entre Haig et Pétain et veut en jouer. Il s’en faut de peu que les lignes anglaises ne soient emportées lors de l’offensive du 21 mars, dans la région de Saint-Quentin. Pour résister, les Anglais prélèvent des troupes sur le front des Flandres, ce qui amène l'armée belge à étendre son front. Le 17 avril, le général Wilson propose, en conséquence, de reculer le front des Flandres sur une ligne plus courte, ce qui priverait l'armée belge d'une partie de territoire national qui lui reste. Le roi des Belges s'y oppose de même que le généralissime des armées alliées Foch. Les Belges parviendront d'ailleurs à repousser une offensive allemande à Merkem, tandis qu'il faut toute l'autorité de Clemenceau pour amener le général Fayolle à intervenir dans la zone de l'armée britannique et sauver celle-ci. Par contre, une offensive enfonce les Français, le 27 mai, au Chemin des Dames et amène l’armée allemande à la hauteur de Reims et de Soissons, après une avancée de 60 kilomètres.
Les divisions de l'armée du Kaiser écrasent celles des Alliés. Deux bombardements nocturnes avaient déjà été effectués sur la capitale en mars 1915 et janvier 1916 par des Zeppelins. Depuis, les bombardiers Gotha G larguent des bombes de 300 kg beaucoup plus puissantes, appelées « torpilles ». Paris est aussi touchée par des canons allemands à très longue portée, les Pariser Kanonen. Ces bombardements ont un fort impact psychologique sur la population parisienne bien que le nombre de victimes soit très inférieur à celui du front.
Entre la fin mars et le début du mois d'avril 1918, 500 000 Parisiens sur une population de trois millions partent en exode de la capitale vers la province ou la banlieue lointaine. À Paris on commence à envisager une défaite et certains évoquent un repli du gouvernement vers la Loire.
Mais les Français tiennent bon et la rupture décisive du front allié n’étant pas atteinte, le haut commandement allemand envisage alors un ultime effort et souhaite le diriger à nouveau sur les troupes britanniques, réputées plus affaiblies, afin de les rejeter à la mer en les coupant de l’armée française. Cette offensive doit être précédée par une autre offensive contre l’armée française afin d’immobiliser les réserves de celle-ci et les empêcher de soutenir l’armée britannique. Lancée le 15 juillet 1918 par les troupes allemandes en Champagne, cette offensive préliminaire de « diversion » permet, pour la première fois, de voir la mise en œuvre, à cette échelle, de la tactique française de la zone défensive formalisée par le général Pétain depuis près d’une année. Les troupes allemandes pénètrent les premières lignes françaises, dont les forces organisées en profondeur, avec des môles de résistance, leur opposent un feu meurtrier sans reculer. La progression allemande est cependant importante au début et la Marne est franchie. C'est la seconde bataille de la Marne après celle de septembre 1914. Mais les troupes allemandes se sont aventurées très au sud et disposées en pointe, sans se prémunir contre des attaques de flanc lancées par les môles français. Elles sont bousculées par une contre-attaque française dans la région de Villers-Cotterêts commencée le 18 juillet 1918. Les résultats de cette contre-attaque sont dévastateurs pour les Allemands, dont les défenses se désagrègent avec la désertion d'un million de soldats. Les troupes allemandes doivent refluer vers le nord, évitant de justesse l’encerclement.

### Derniers mouvements et armistices

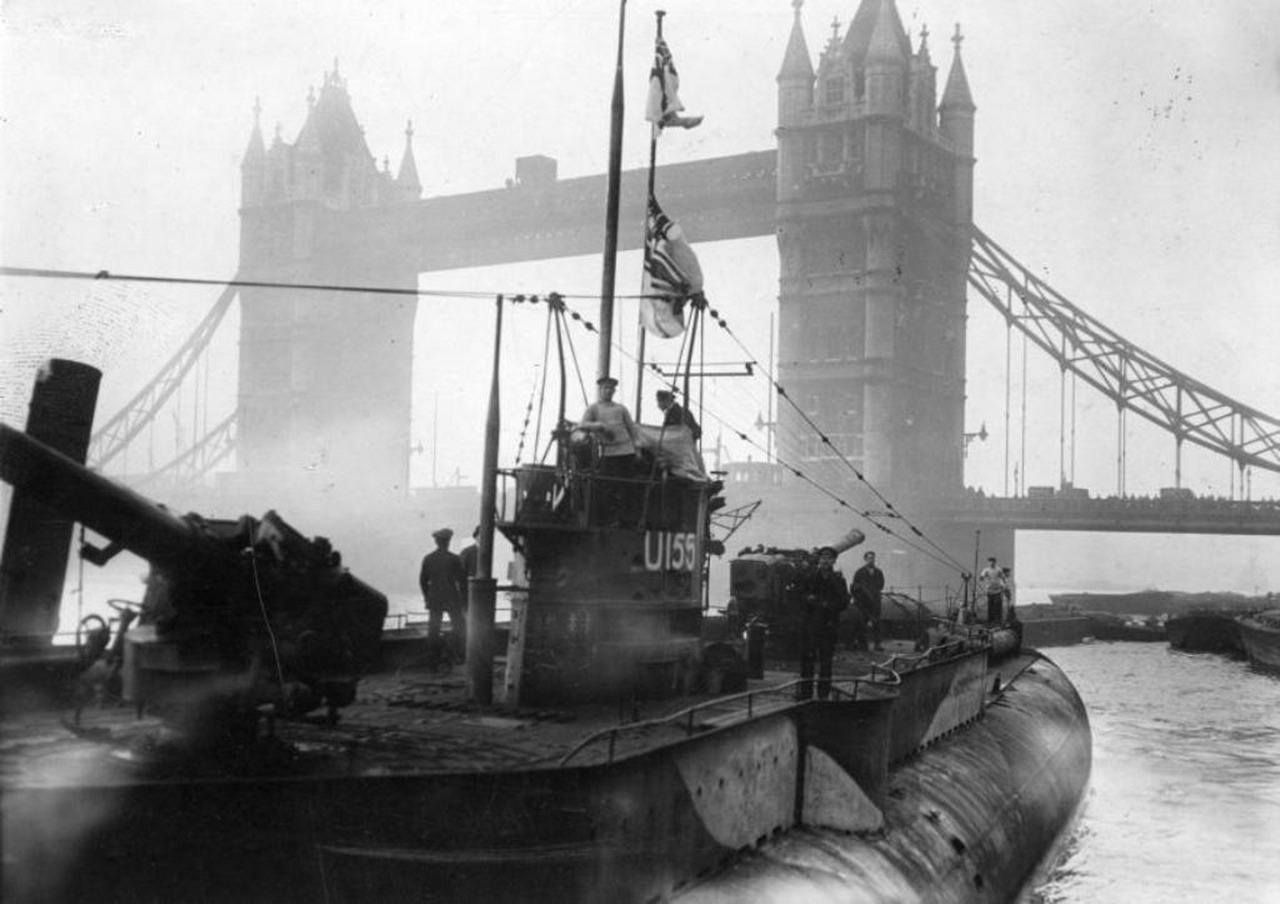
Sous-marin allemand (Unterseeboot) en reddition à Londres en 1918.

À compter de cette date, l’armée allemande n’est plus jamais en mesure d’engager une action offensive, l’initiative étant désormais dans le seul camp des Alliés qui vont engager dans les mois suivants des contre-attaques permettant de regagner le terrain perdu au cours du printemps 1918 puis des contre-offensives majeures. La grande offensive victorieuse a lieu le 8 août 1918. Les soldats canadiens, soutenus par les Australiens, les Français et les Britanniques, lancent une attaque en Picardie et enfoncent les lignes allemandes. Plus au sud, les soldats américains et français se lancent aussi dans l'offensive Meuse-Argonne, victorieuse. Pour la première fois, des milliers de soldats allemands se rendent sans combat. Les troupes allemandes ne peuvent résister aux armées alliées maintenant coordonnées par le général Foch. Symbole de l'effondrement du moral des troupes allemandes, le général allemand Ludendorff, qualifie le 8 août de « jour de deuil de l'armée allemande ».
Le projet de création d'une Réplique de Paris commandé par l’état-major français, afin de leurrer les aviateurs allemands venus bombarder la capitale, entre en service en septembre 1918. En Flandre, l'offensive, comprenant des troupes françaises et britanniques, jointes aux troupes belges, démarre le 28 septembre à 5h30 du matin sous le commandement du roi des Belges. En France, le matériel et les soldats américains apportent le poids de leur intervention appuyée par les premiers chars Renault FT et par une supériorité navale et aérienne.
L’armistice est demandé par les Bulgares le 29 septembre. L’armée turque est anéantie par les Britanniques lors de la bataille de Megiddo. Les généraux allemands, conscients de la défaite de l’Allemagne à terme, ne songent plus qu’à hâter la conclusion de l’armistice. Ils voudraient le signer avant que l’adversaire ne mesure sa victoire avec exactitude, avant qu’il ait reconquis le territoire français.
Sur le front italien, au printemps 1918, l'armée austro-hongroise essaie de forcer les lignes italiennes, mais elle se heurte à une résistance acharnée lors de la bataille du Piave. Le 24 octobre 1918, l'armée italienne (51 divisions italiennes et sept alliées dont deux françaises) lance une vaste offensive contre les forces austro-hongroises (63 divisions). Les Italiens parviennent à couper en deux les lignes autrichiennes dans la bataille de Vittorio Veneto.
Les Autrichiens, menacés d'encerclement, reculent sur toute la ligne du front. Le 3 novembre, les Italiens prennent les villes de Trente et de Trieste. Une tête de pont de l'armée italienne pénètre en Slovénie jusqu'à la ville de Postojna. L’armée austro-hongroise, démoralisée par la désertion de nombreux contingents slaves, est vaincue. Elle perd 350 000 soldats et plus de 5 000 pièces d'artillerie. L'Autriche elle-même reste presque sans défense, et l'Empire austro-hongrois est contraint de signer l'armistice le 4 novembre, à Villa Giusti dans le nord de l'Italie (armistice de Villa Giusti). Charles Ier et IV abandonne son trône. La défection de l'Autriche-Hongrie est un coup dur pour les Allemands qui perdent ainsi leur principal allié.
En Allemagne, l'empereur Guillaume II refuse d’abdiquer, ce qui entraîne des manifestations en faveur de la paix. Le 3 novembre, des mutineries éclatent à Kiel : les marins refusent de livrer une bataille « pour l’honneur ».
La vague révolutionnaire allemande gagne tout l'Empire et le 9 novembre, Guillaume II est contraint d’abdiquer. L'état-major demande alors que soit signé l'armistice. Le gouvernement de la nouvelle République allemande le signe alors dans la forêt de Compiègne à côté de Rethondes le 11 novembre 1918 dans le train du maréchal Foch alors que les troupes canadiennes lancent la dernière offensive de la guerre en attaquant Mons, en Belgique. Ainsi, les Allemands n’ont pas connu la guerre sur leur territoire ; ayant campé pendant quatre ans en terre ennemie, ils imaginent mal qu’ils sont vraiment vaincus. Âgé de 40 ans, Augustin Trébuchon est le dernier soldat français tué durant la Première Guerre mondiale. Il perd la vie à Vrigne-Meuse dans les Ardennes, à 10 h 45, soit 15 minutes avant le cessez-le-feu.
Pour sauver les apparences, l'état-major allemand fait circuler la thèse du Coup de poignard dans le dos, dont se servira Hitler quelques années plus tard. Les clauses de l’armistice paraissent d’autant plus dures à la population allemande : reddition de la flotte de guerre qui doit être livrée au Royaume-Uni, évacuation de la rive gauche du Rhin, livraison de 5 000 canons, de 30 000 mitrailleuses, de camions, de locomotives et de wagons, etc.
Malgré cela, en comparaison des dévastations causées en territoire ennemi, la puissance allemande n'est pas affectée en profondeur car, en 1918, la puissance industrielle (élément majeur de la force d’une nation) de l'Allemagne est intacte, puisque jamais attaquée sur son sol, au contraire de la situation en France et en Belgique. Plus tard, les propagandistes nazis ont ainsi pu déclarer que l’armée allemande avait protégé le pays et ne s’était pas rendue, la défaite incombant uniquement aux civils.
La reconstruction des récits ultérieurs des civils et combattants, ainsi que les photos mettant en scène la liesse suivant la signature de l'armistice doit être tempérée car les rituels festifs d'accueil des vainqueurs et du retour des soldats laissent rapidement la place au travail de deuil dans un contexte de démobilisation morale et culturelle.

## Guerre nouvelle

### Tranchées

Tranchée britannique dans la Somme en juillet 1916.

Ce conflit mondial est caractérisé par une ligne de front continue de 700 kilomètres, fortifiée, qui ne sera jamais rompue par aucune des armées en présence avant 1918. Le front est constitué de plusieurs lignes de défense creusées dans la terre, les tranchées, reliées entre elles par des boyaux d'accès. Les conditions de vie dans ces tranchées sont épouvantables mais peut-être plus acceptables côté allemand, dont les tranchées sont mieux aménagées. Les troupes allemandes ont en effet très rapidement bétonné leurs tranchées alors que du côté français, on trouve des tranchées de terre qui résistent tant bien que mal aux obus. Les soldats y vivent entourés par la boue, la vermine, les rats et l'odeur des cadavres en décomposition. De plus, dans les tranchées les plus exposées, le ravitaillement laisse parfois à désirer.
Un no man's land rendu infranchissable par des réseaux denses de barbelés, battu par le feu des mitrailleuses, sépare les deux premières lignes. Le danger est permanent, même en période de calme quand l'activité du front est faible, la mort survient n'importe quand, par exemple au cours d'une patrouille, d'une corvée, d'une relève ou d'un bombardement d'artillerie.
L'observation aérienne par les avions et les ballons permet aux armées de connaître avec précision la configuration du terrain ennemi, si bien que les tirs d'artillerie ne tombent jamais au hasard. Les obus qui pleuvent de jour comme de nuit font un maximum de dégâts. En 1918, on compte 250 millions d'obus tirés pour la France. Les soldats ne se trouvent en sécurité qu'à une dizaine de kilomètres derrière les lignes quand ils sont hors de portée de l'artillerie lourde.

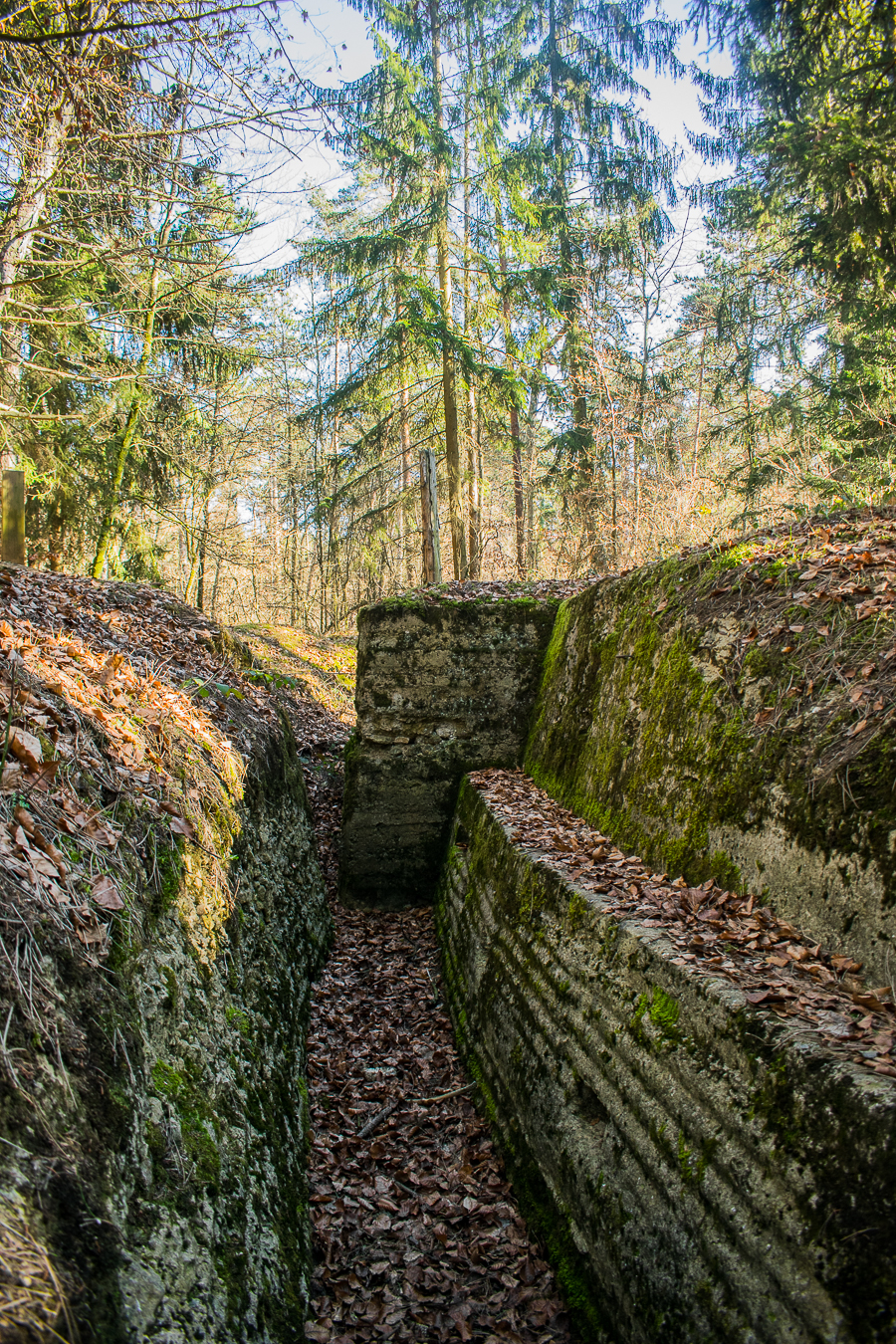
Restes de tranchées allemandes dans la commune de Saint-Baussant.

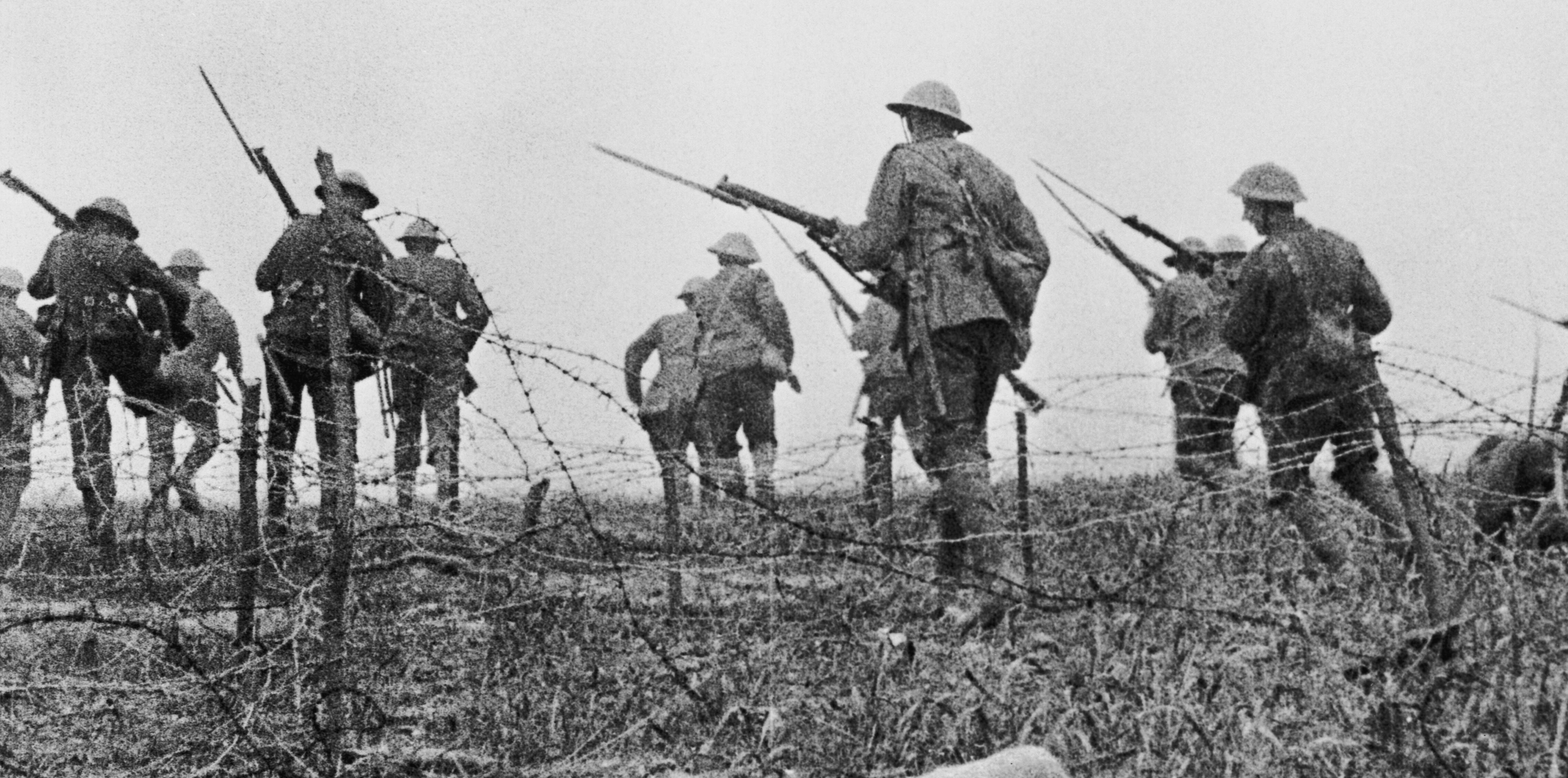
Extrait du film La Bataille de la Somme où l'on voit le réseau de barbelés.

On a souvent reproché aux chefs militaires d'avoir conduit leurs troupes dans cette guerre de tranchées de façon aussi coûteuse en vies humaines qu'inutile. Pourtant, cette guerre de position n'est pas un choix stratégique. Elle est due au fait que, en ce début de l'ère industrielle, alors que les nations occidentales sont déjà capables de produire des armements en masse, les progrès techniques, qui ne cesseront de se succéder durant quatre ans, ont surtout concerné le matériel et la puissance de destruction plutôt que les moyens de s'en protéger.
L'uniforme des différentes armées ne prévoit pas non plus de protéger efficacement la tête des soldats. Ce n’est qu'en septembre 1915 que le casque Adrian remplace le képi pour les Français. Les Britanniques quant à eux distribuent le casque Brodie dans la même période. Le casque à pointe allemand offre peu de protection et est progressivement remplacé par le Stahlhelm en 1916.
La débauche d'artillerie empêche toute percée d'aboutir. Les soldats combattent souvent pour quelques mètres et n'arrivent pas à percer les tranchées ennemies protégées par un tir nourri d'artillerie et des lignes de barbelés. De 1914 à 1918, près de 70 % des pertes en vies humaines ont été provoquées par l'artillerie lourde, contre moins de 20 % dans les conflits précédents, ce qui explique les nombreux corps disparus, non reconnaissables ou mutilés, empêchant souvent l'identification du soldat (un tiers des corps des poilus ne sont pas identifiés) et rendant le travail de deuil difficile. Ainsi, pour emporter les tranchées et mettre fin à cette forme de guerre, il faut attendre une arme entièrement nouvelle et qui apparaît à la fin du conflit : le char d’assaut.

### Nouvelles armes et nouvelles tactiques

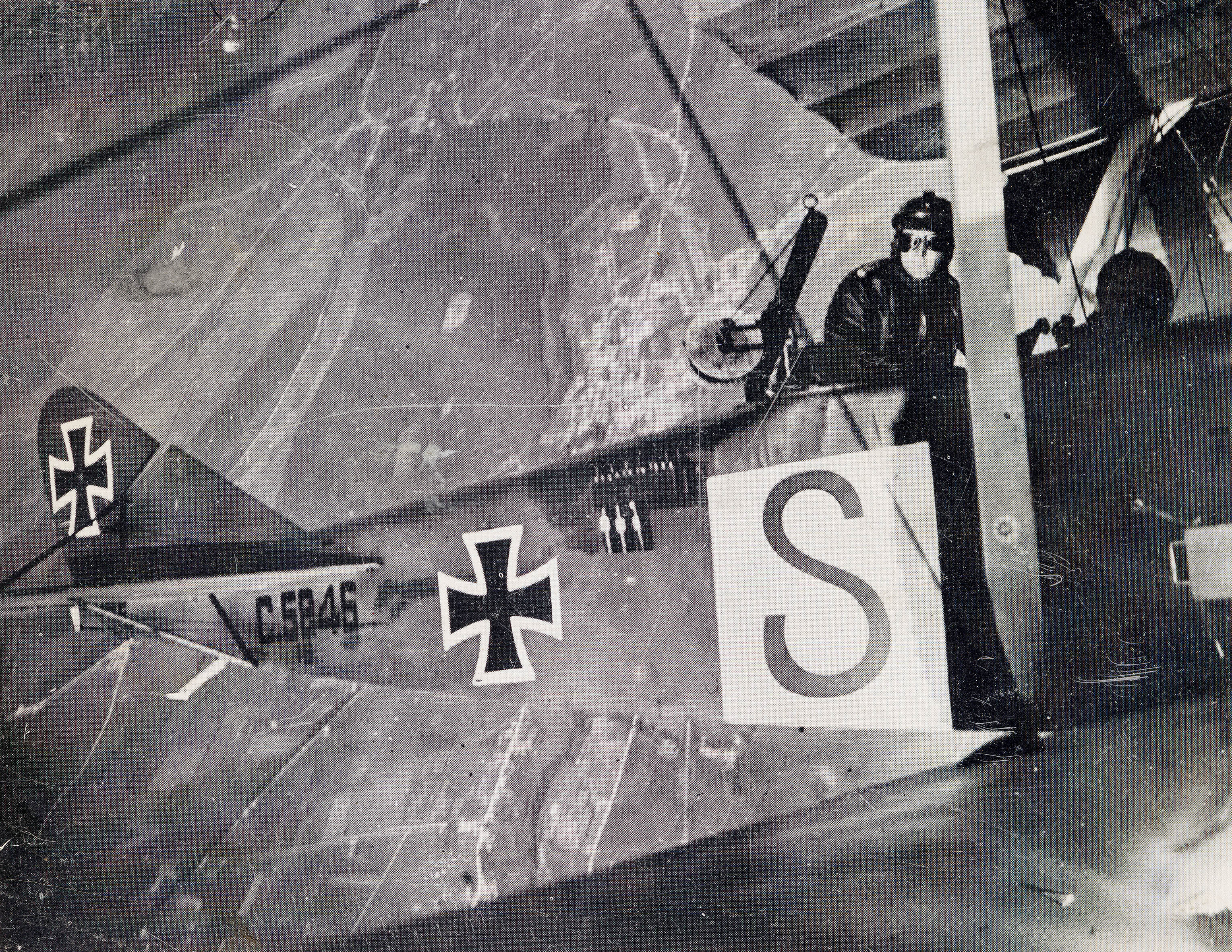
Avion militaire allemand, de marque Aviatik équipé d'une mitrailleuse LMG 14 Parabellum visible derrière de l'observateur.

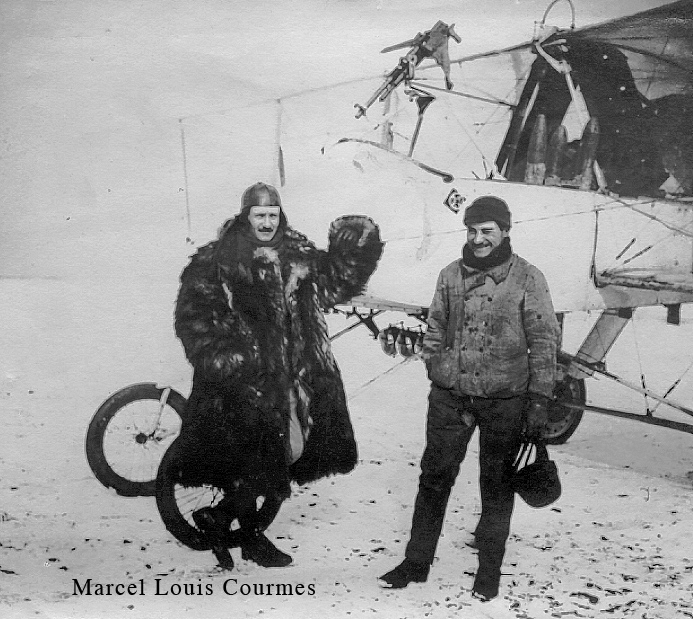
Avion militaire français, de marque Voisin III, équipé pour un bombardement de nuit. GB2 Août 1915.

#### Aviation et blindés
Cette guerre est l'occasion pour l'industrie de l'armement de lancer de nouveaux matériels qui aident à la maturation des techniques et des méthodes. De nombreux secteurs industriels et militaires se sont développés dont l'aviation. Désormais, la reconnaissance aérienne permet l'ajustement du tir de l’artillerie et la cartographie précise des lignes ennemies. L'aviation permet en outre de mitrailler et bombarder les positions. Cette période voit en effet les premiers bombardements aériens de l'histoire. Ce sont surtout les zeppelins qui se chargent de cette mission, de manière d'abord rudimentaire (des obus lâchés à la main au début, avant la mise au point de premiers bombardiers ; le premier « bombardier lourd », le « Zeppelin-Staaken VGO1 » allemand, rebaptisé « Zeppelin-Staaken R1 », vole pour la première fois le 11 avril 1915). Les premiers bombardements depuis un avion ont lieu le 14 août 1914 lorsque deux avions français répliquent, en larguant des bombes sur des hangars de zeppelins allemands à Metz-Frescaty, les Allemands faisant de même en larguant trois bombes sur Paris le 3 août 1914.
Les combats aériens (le premier se déroule le 5 octobre 1914, un Voisin III abattant un Aviatik B.II) révèlent de nombreux pilotes surnommés les « as » comme l'Allemand Richthofen, le « Baron Rouge », les Français Roland Garros, Fonck et Guynemer, l'Anglais Mannock, le Canadien Bishop, ou encore le Sud-africain Andrew Beauchamp-Proctor.
Les véhicules blindés apparaissent pour couvrir les soldats lors de l'attaque de position, avec une première attaque massive de chars d'assaut anglais dans la Bataille de Cambrai. Des chemins de fer de campagne (système Péchot) sont installés pour desservir les fronts. Des canons de marine montés sur wagons sont inventés et transportés près du front.
L'émergence d'armes plus efficaces et les mauvaises conditions sanitaires et d'hygiène des soldats entraînent l'apparition de blessures nouvelles. 20 % des blessés le sont par balles et 80 % par des tirs d'obus. En l'absence d'antibiotiques (le seul traitement efficace étant la méthode Carrel-Dakin), les chirurgiens du front sont confrontés aux dogmes abstentionnistes de la chirurgie classique, à savoir ne pas opérer à chaud les blessures au ventre ni amputer systématiquement les blessures aux membres. Ils sont également mal préparés aux phénomènes de refus de soins et d'automutilation, d'autant plus que l'évaluation malaisée de ces cas assimilés par les autorités militaires à des abandons de poste pouvait conduire le soldat au peloton d'exécution.

#### Armes chimiques

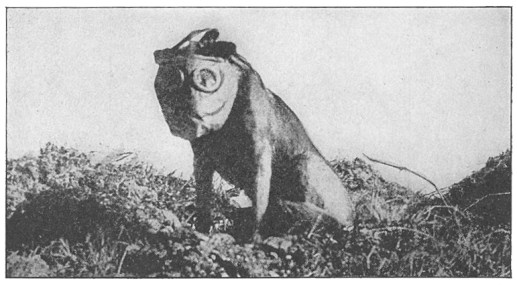
Chien de recherche de blessés muni d'un masque à gaz.

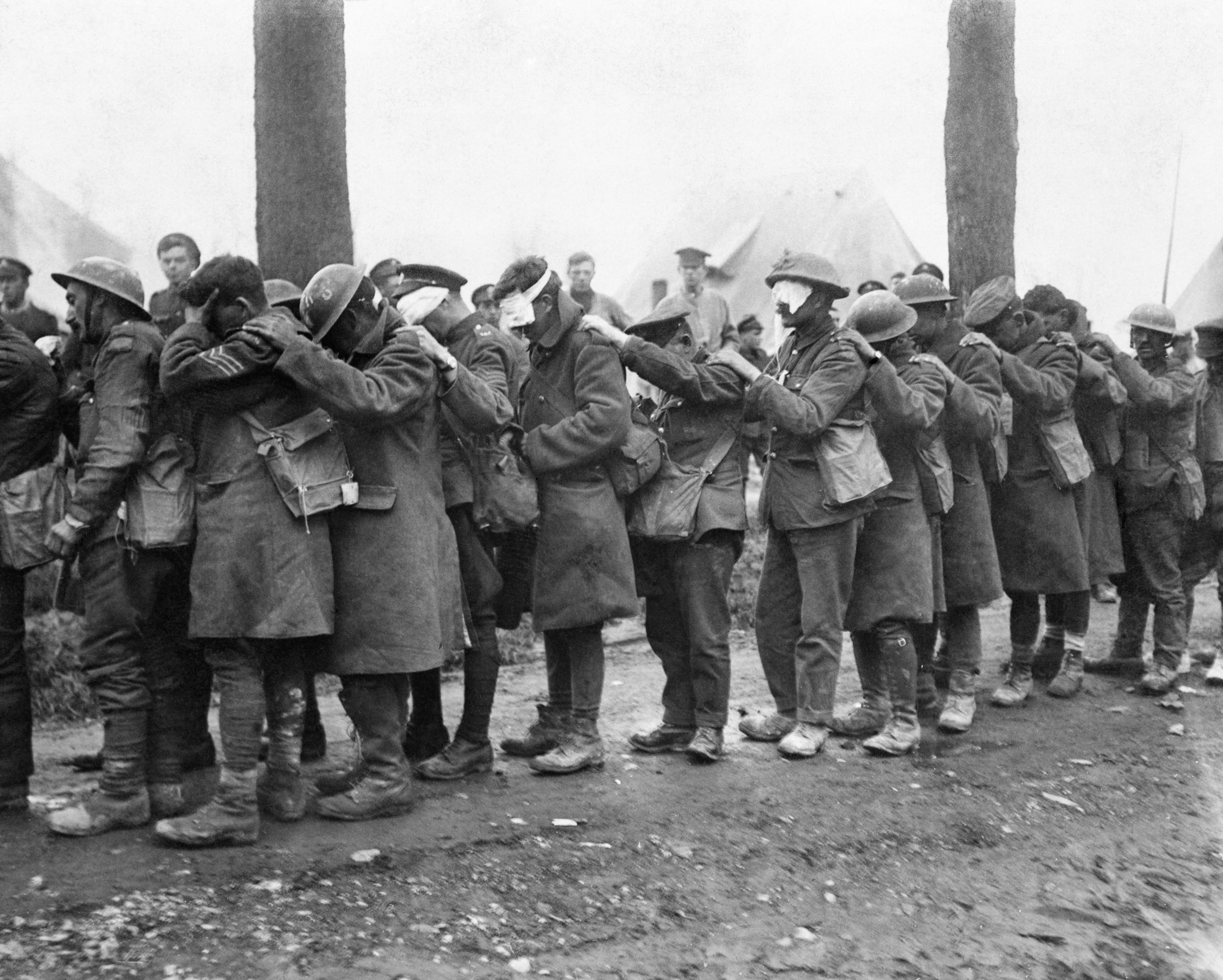
Soldats britanniques victimes des gaz lacrymogènes pendant la bataille d'Estaires en avril 1918.

L'utilisation des armes chimiques pendant la Première Guerre mondiale remonte au mois d'août 1914 où les troupes françaises utilisent contre les troupes allemandes un gaz lacrymogène, le bromure de xylyle, un gaz développé par les forces de police parisiennes. Par la suite, les différents camps ont cherché à fabriquer des armes chimiques plus efficaces bien que les conférences de La Haye de 1899 et 1907 aient interdit l'utilisation d'armes toxiques.
L'Empire allemand, manquant cruellement de matières premières, utilise alors des produits qu'il possède en abondance, dont le chlore, produit rejeté par les industries chimiques et disponible en grandes quantités. Les troupes allemandes emploient donc le chlore en le présentant comme un gaz irritant et non mortel, ne portant ainsi pas atteinte aux accords des conférences de la Haye. Le premier emploi massif de gaz a lieu le 22 avril 1915 lors de la deuxième bataille d'Ypres. Cent cinquante tonnes de dichlore sont lâchées faisant 5 000 morts et 10 000 blessés : la guerre du gaz est commencée. Si tous les belligérants la condamnent, la majorité d'entre eux utilisent les gaz de combat, notamment via des unités spécialisées comme les compagnies Z en France.
Les armes chimiques sont contenues dans des bonbonnes, des obus, des bombes ou des grenades. Les gaz utilisés sont très volatils : dichlore, phosgène, gaz moutarde, arsines ou encore chloropicrine. La détection de certaines de ces armes chimiques est à l'époque quasi impossible. En effet, les conséquences de leur inhalation sur le corps humain n'étant visibles que trois jours après, on ne peut savoir à temps s'il y a eu contamination ou pas. D'où la production de défenses préventives telles que les masques à gaz.
Durant la Grande Guerre, près d'un milliard de munitions d'artillerie ont été utilisées sur l'ensemble des fronts, ce qui représente quatre millions de tonnes d'explosifs et 150 tonnes de produits chimiques encore actifs et toxiques, notamment l'arsenic et le mercure dans l'enveloppe métallique des obus conventionnels et l'ypérite dans les obus chimiques, sources de pollution chimique car cette enveloppe se corrode ou provoque de graves accidents lorsqu'ils explosent. Les modalités d'élimination de ces restes explosifs de guerre sont différentes selon les États : déminage, immersion, mise en décharge sauvage, combustion à ciel ouvert ou décontamination dans des installations spécifiquement conçues et équipées.

#### Usage de drogues
Afin de soulager leurs nerfs ou d'améliorer leur performances, la cocaïne a été délibérément distribuée aux soldats qui combattaient sur la ligne de front ou dans les airs, ce qui a laissé, à la fin du conflit, des centaines de vétérans accros à cet alcaloïde tropanique,. Cette drogue était fournie à la fois aux pays de la Triplice et la Triple-Entente par l'industrie néerlandaise Cocaïne Fabriek.
De son côté, l'armée britannique a utilisé la « Marche forcée », une drogue composée en partie de cocaïne et d’extrait de noix de kola. Du fait que l'auto-prescription était alors une pratique répandue, les pharmaciens de Londres envoyaient par voie postale des kits médicaux contenant à la fois de l'héroïne et de la cocaïne, les vendant comme « des cadeaux utiles pour vos amis sur le Front ». En juillet 1916, une loi sur la Défense du Royaume (Defense of the Realm Act) interdit la vente sans prescription de cocaïne et de produits à base d'opium aux soldats.
En octobre 1917, le général anglais Edmund Allenby a ordonné le largage aérien de tracts de propagande et de cigarettes bourrées d'opium destinées aux soldats ottomans stationnés en Palestine.

## Front intérieur
Dès 1915, le conflit devient une guerre industrielle, aussi 500 000 soldats français sont rapidement envoyés à l'arrière, dont 350 000 affectés dans les usines de guerre. Ces travailleurs embusqués suscitent des jalousies car ils échappent aux dangers du front.

### Action des femmes

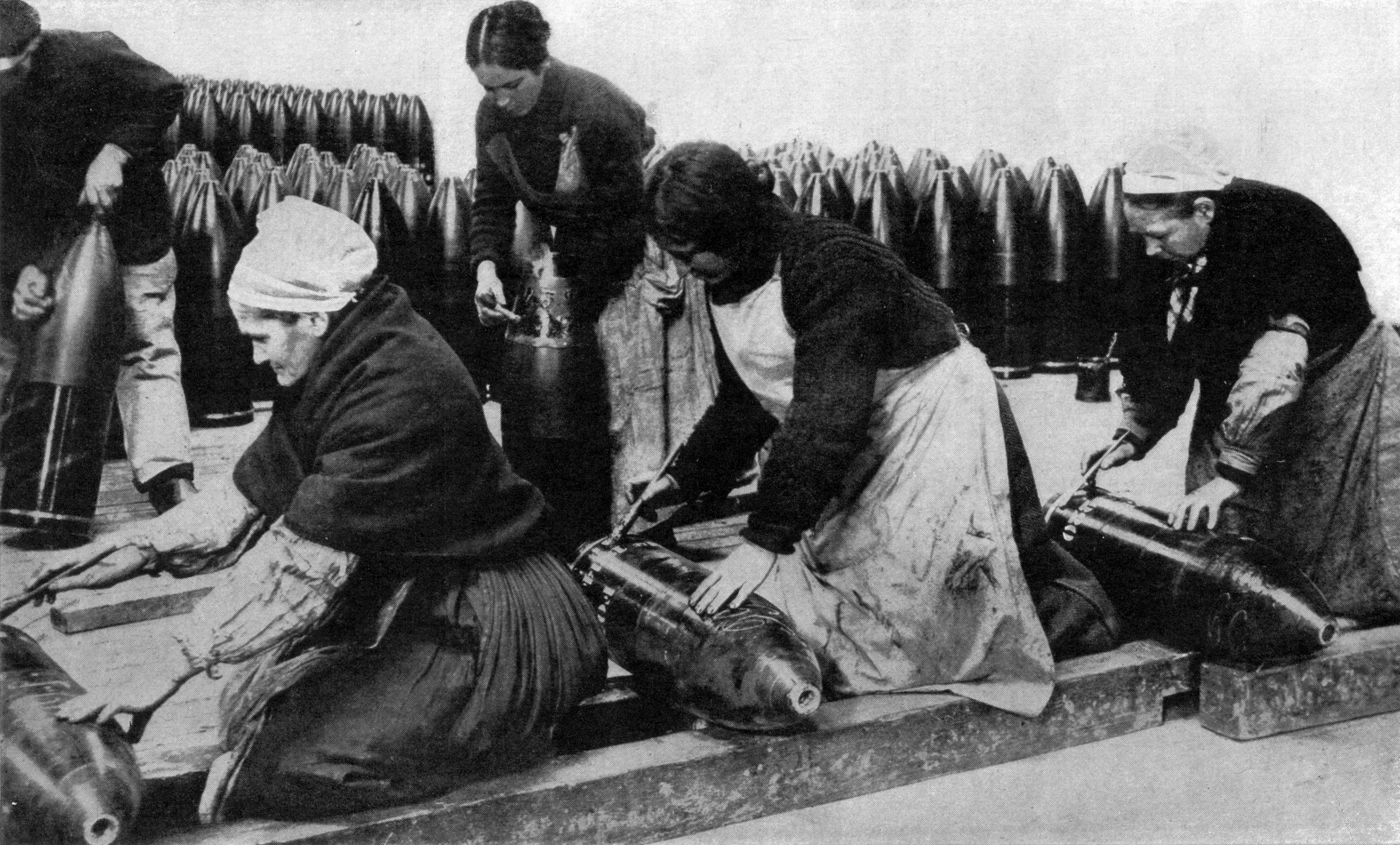
Femmes de tous âges fabriquant des obus en France (1917).

Dans tous les pays, les femmes deviennent un indispensable soutien à l'effort de guerre. En France, le 7 août 1914, elles sont appelées à travailler par le chef du gouvernement René Viviani. Dans les villes, celles qui fabriquent des armes dans les usines (comme les usines Schneider au Creusot) sont surnommées les « munitionnettes ». Les femmes ont fabriqué en quatre ans 300 millions d'obus et plus de six milliards de cartouches.
Désormais, les femmes distribuent aussi le courrier, s'occupent de tâches administratives et conduisent les véhicules de transport. Une allocation aux femmes de mobilisés est prévue. À titre d'exemple dans le Pas-de-Calais, une allocation principale de 1,25 franc (portée à 1,50 franc le 4 août 1917), est versée aux femmes d'appelés. Selon l'archiviste départemental, 171 253 demandes avaient été examinées par les commissions cantonales au 31 juillet 1918, pour plus de 115 000 bénéficiaires retenus, soit une dépense mensuelle de six millions de francs environ du 2 août 1914 au 21 juillet 1918. Les Œuvres de guerre et divers mouvements de solidarités complètent le dispositif.
Dans les campagnes, les femmes s'attellent aux travaux agricoles. Beaucoup de jeunes femmes s'engagent comme infirmières dans les hôpitaux qui accueillent chaque jour des milliers de blessés. Elles assistent les médecins qui opèrent sur le champ de bataille. Certaines sont « marraines de guerre » : elles écrivent des lettres d'encouragement et envoient des colis aux soldats, qu'elles rencontrent parfois lors de leurs permissions.
Alors que le conflit les contraint à vivre à distance, sous la menace omniprésente de la mort, les épouses poursuivent leur vie intime essentiellement par le biais des échanges épistolaires avec leurs maris au front.
Avec la Première Guerre mondiale, les femmes ont fait les premiers pas sur le chemin de l'émancipation mais pour beaucoup, l'après-guerre a constitué un retour à la normale et aux valeurs traditionnelles. En 1921, les femmes au travail en France n’étaient pas plus nombreuses qu'avant 1914. Certaines ont toutefois atteint un niveau de responsabilité inédit : environ 700 000 veuves de guerre deviennent d'ailleurs des chefs de famille. Dans certains pays, comme l'Allemagne et les États-Unis, le droit de vote est accordé aux femmes dès 1919. En France, c'est le cas en 1944.

### Colonies

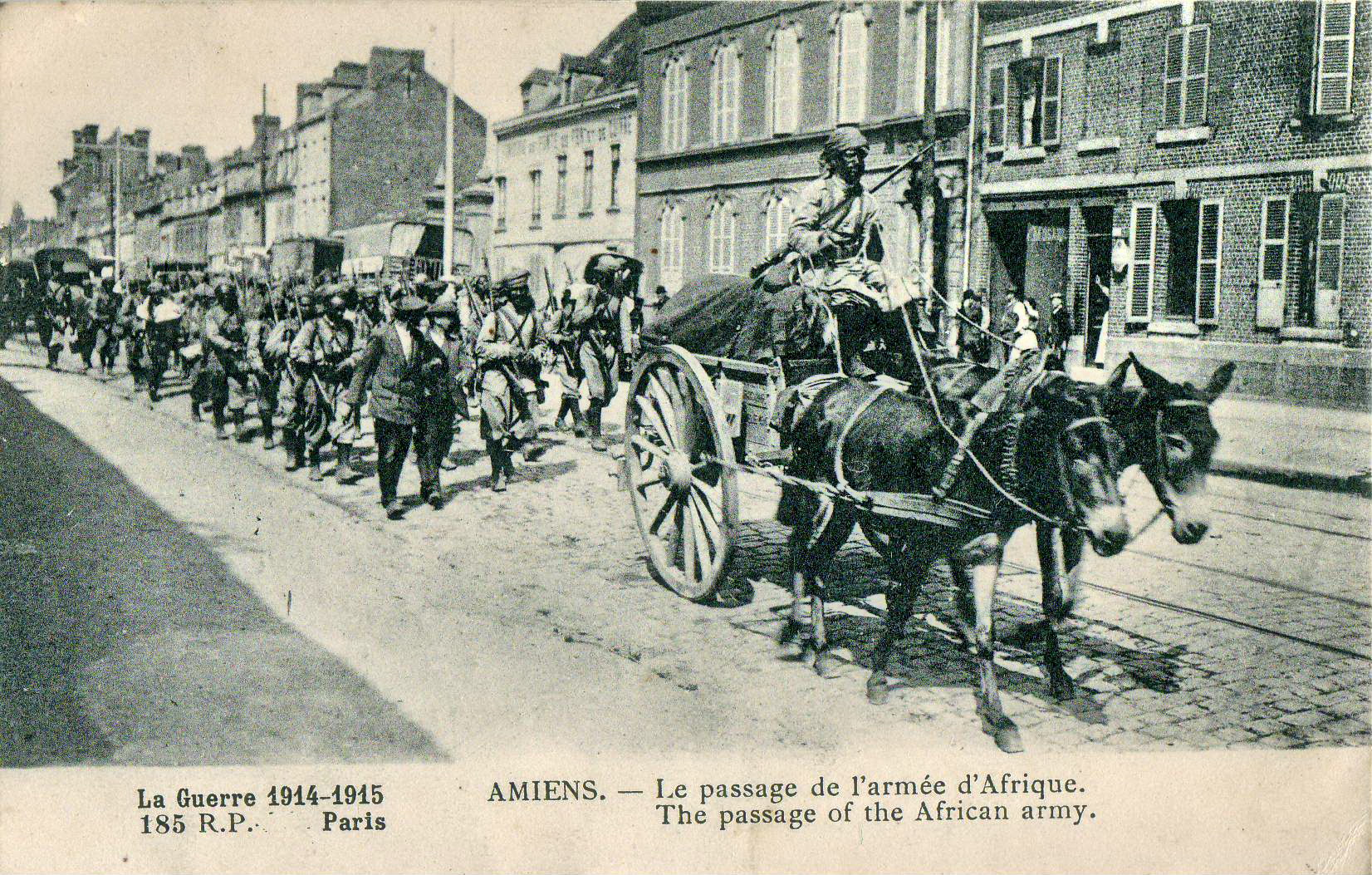
Carte postale montrant l'armée française d'Afrique défilant à Amiens, en 1914 ou en 1915.

Les colonies ont joué un rôle primordial pendant la Première Guerre mondiale, fournissant aux alliés des soldats, de la main-d’œuvre et des matières premières. Ces ponctions et ces pertes humaines ont eu un impact sur le continent africain.

#### Empire français

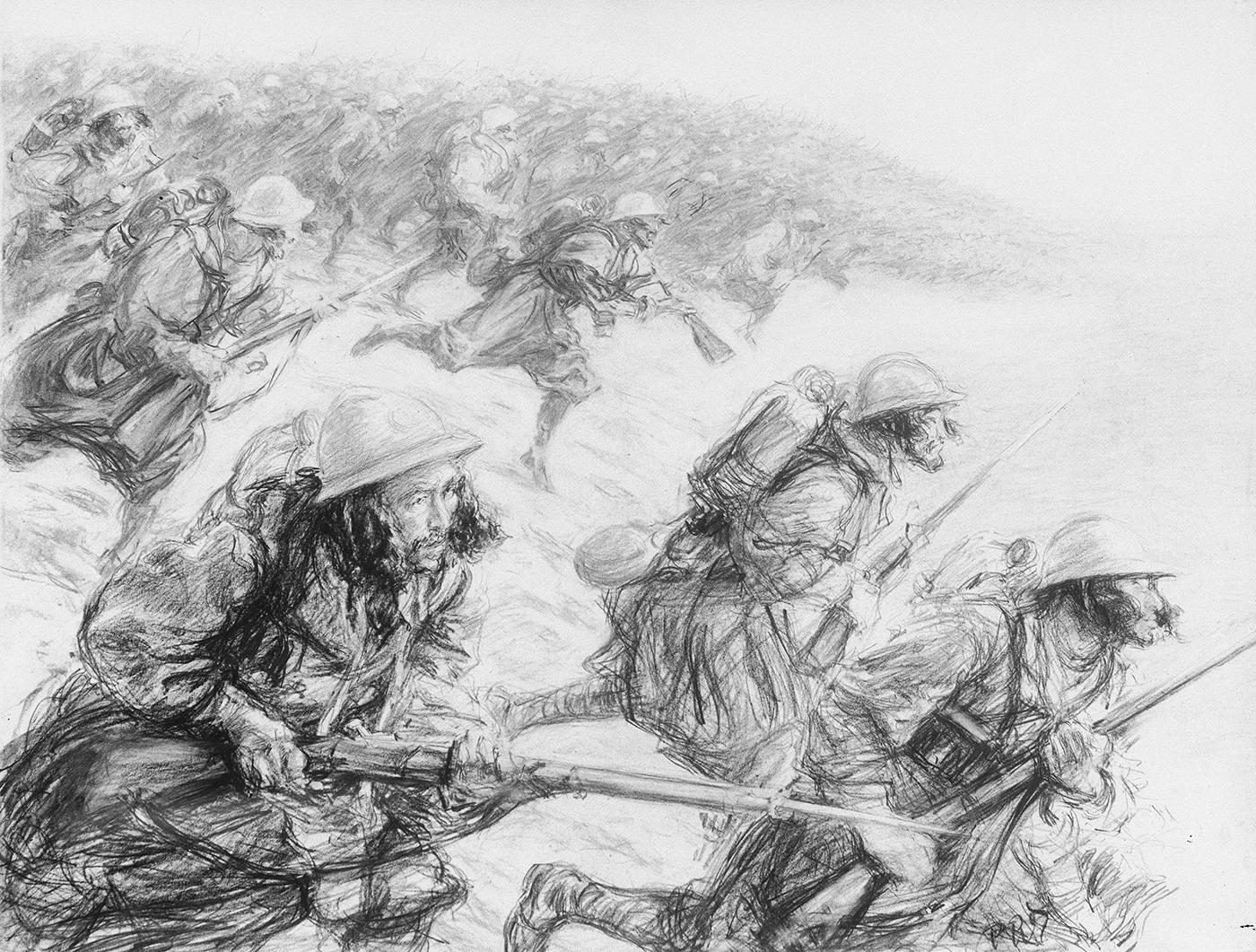
Les troupes coloniales marocaines dans la seconde bataille de la Marne : attaque du 1er régiment de tirailleurs marocains, le 28 juin 1918, à.

Cent trente-quatre mille tirailleurs sénégalais (un corps de militaire constitué en 1857 par Napoléon III) sont mobilisés en renfort des troupes françaises, souvent en première ligne. De même, près de 270 000 Maghrébins sont mobilisés et environ 190 000 (dont 125 000 Algériens) viennent combattre en Europe. En octobre 1915, un décret ordonne la mobilisation des Africains de plus de 18 ans. Un député sénégalais, Blaise Diagne, pense tenir là une opportunité pour les Africains de s'émanciper. Ces hommes viennent d’Afrique noire (Sénégal, Burkina Faso, Bénin, Mali et Niger), d'Afrique du Nord (Algérie, Tunisie, Maroc et Mauritanie) et de Madagascar, de Chine, d'Indochine, des Antilles et de Guyane. Au total, entre 550 000 et 600 000 sont mobilisés et près de 450 000 viennent combattre en Europe et en Orient,. Les indigènes représentent ainsi 7 % des 8 410 000 mobilisés de l'armée française mais près de 15 % des effectifs combattants. Le nombre de tués est estimé à plus de 70 000 dont environ 36 000 Maghrébins et 30 000 Sénégalais. Les taux de pertes, calculés par rapport aux nombres de combattants réellement engagés soit 450 000, sont de 16 % au total, 19 % pour les Maghrébins et 23 % pour les « Sénégalais »,.
Concernant les faits d'armes accomplis par ces troupes, certains régiments figurent parmi les plus décorés de l'Armée française au terme de la guerre. Ainsi, sur les seize régiments de tirailleurs nord-africains en activité au 31 août 1918, tous reçurent la fourragère, distinction récompensant au moins deux citations à l'ordre de l'armée ; sept reçurent la fourragère aux couleurs de la croix de Guerre, cinq la fourragère aux couleurs de la médaille militaire et quatre la fourragère aux couleurs de la Légion d’honneur,,,,. Les Africains aussi, dans une moindre mesure, reçoivent des distinctions puisque le 43e bataillon de Tirailleurs sénégalais est cité quatre fois à l'ordre de l'Armée, dont une citation pour la prise du fort de Douaumont au sein du régiment d'infanterie coloniale du Maroc (RICM), et reçoit la fourragère aux couleurs de la médaille militaire.

#### Empire britannique
L'Empire britannique mobilise environ 1 300 000 hommes dans les dominions qui serviront en priorité sur le front français et un peu plus de 1 400 000 aux Indes (dont environ 870 000 soldats). La grande différence est que les soldats coloniaux français ont servi sur les front européens, en France et dans les Balkans, alors que les Indiens ont servi en très grande majorité au Moyen-Orient. Seuls 12 % sont venus en France. Les pertes indiennes sont estimées à 64 000 tués.
En Égypte, le khédive Abbas II Hilmi appelle les Égyptiens à lutter contre le Royaume-Uni, qui a placé l'Égypte sous son protectorat et remplacé Abbas par son oncle Hussein Kamal.

#### Congo belge
Les troupes du Congo ont combattu pendant quatre ans à l'ouest de l'Afrique orientale allemande, tandis que les Anglais et les Portugais combattaient à l'est et au sud contre les troupes de von Lettow-Vorbeck, alors lieutenant-colonel (Oberstleutnant) commandant (kommandeur). Les Belges ont amené des bateaux démontables sur le lac Tanganyika mais aussi quatre hydravions. Leur apparition est une innovation dans une guerre africaine. En 1916, l'offensive belge provoque la défaite des Allemands d'abord sur le lac Tanganyika, ensuite lors de la prise de Tabora par les troupes du Congo belge sous les ordres du général Charles Tombeur.
Dès lors, les Belges se maintiennent au Ruanda (qui deviendra Rwanda) et en Urundi (devenu Burundi) tout en combattant les Allemands plus à l'est, battant encore l'ennemi à Mahenge. À la fin de la guerre, ils administrent environ 50 000 km2 de l'ancien Est-Africain allemand, tandis que les Britanniques occupent le reste du territoire qui deviendra le Tanganyika, avant de s'appeler Tanzanie en 1962.

#### Bilan
Même si l’image de l'indigène laisse place à celle du soldat, globalement les préjugés demeurent. Par la suite, avant et après la décolonisation, la dette de sang contractée par la France au cours des deux guerres mondiales pèsera lourd dans les reproches d'ingratitude formulés à son égard, même si, contrairement à une légende tenace, le nombre d'indigènes morts au combat n'est pas proportionnellement plus élevé que celui des métropolitains.
La perte de prestige des Européens dans le monde et dans les colonies est importante : le retour en Afrique des anciens combattants sème le ferment des velléités d'autonomie ou d'indépendance des colonies, ainsi que l'exprime le premier Congrès panafricain organisé à Paris en 1919 par l'Américain W. E. B. Du Bois. En Afrique, les Français, les Britanniques et les Belges se sont emparés des colonies allemandes, les Japonais ont fait de même en Chine, capturant la colonie allemande de Tsingtao et dans le Pacifique où ils s'emparent de plusieurs archipels situés au nord de l'équateur qui formeront le mandat des îles du Pacifique. Les Australiens ont capturé la Nouvelle-Guinée allemande et les Néo-Zélandais les Samoa allemandes. À ce premier déclin de l'influence européenne dans les colonies s'ajoute l'expansion des États-Unis, les plus grands bénéficiaires de la guerre et du Japon, dont les capitaux se placent désormais à Londres et à Paris[réf. nécessaire].

## Autres aspects

### Tentatives de paix

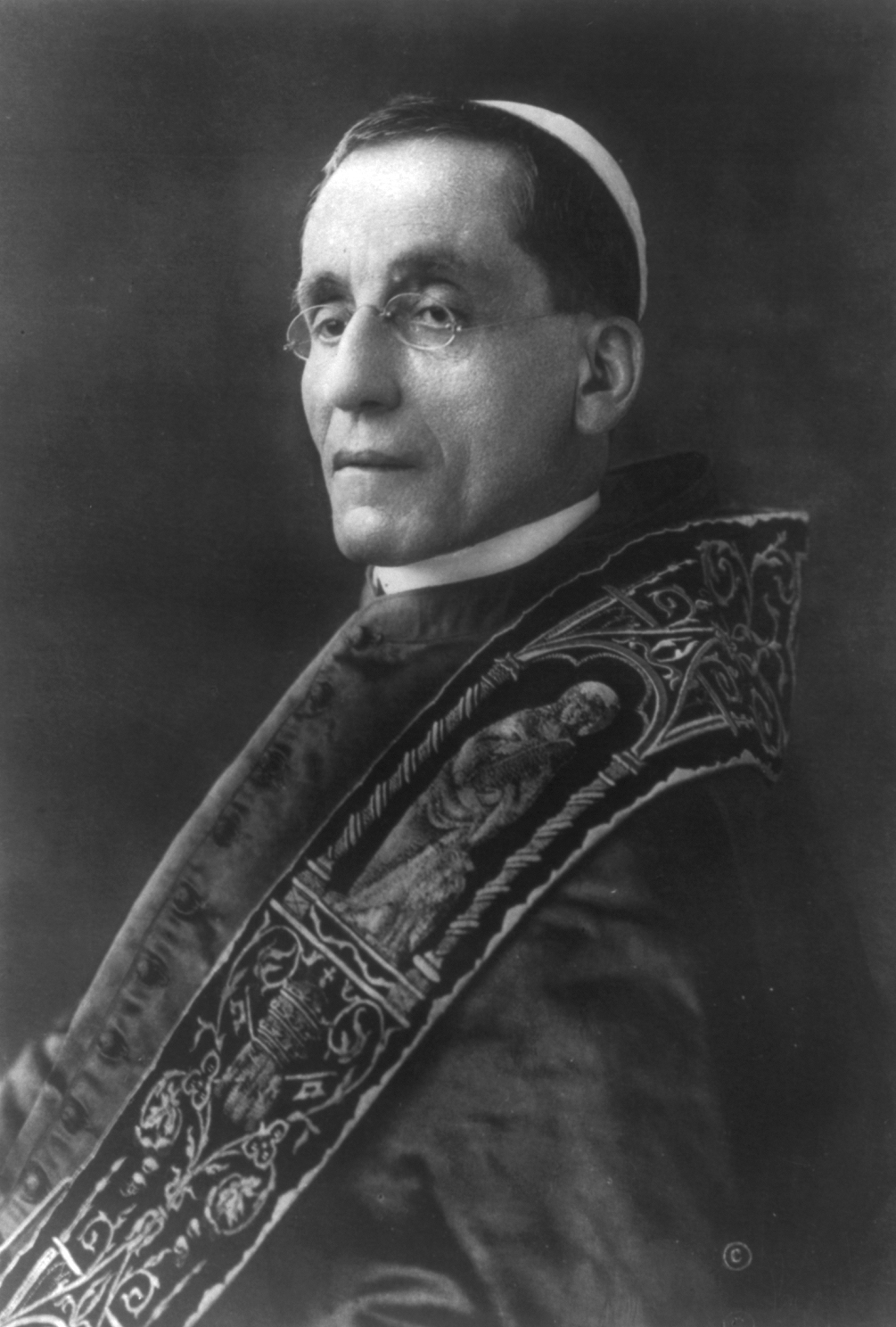
Photographie du pape Benoît XV qui œuvra en vain pour la paix (1915).

De nombreuses tentatives de paix sont nées durant la Première Guerre mondiale et cela dès 1914, allant de l'exhortation au calme aux négociations secrètes en vue de signer une paix. Un des acteurs de ces tentatives de paix est le pape Benoît XV qui se prononce contre la guerre dès son élection le 3 septembre 1914 alors que le conflit fait rage. En réaction aux socialistes soutenant la guerre, d'autres socialistes se réunissent à Zimmerwald en 1915 et se prononcent contre la guerre ; c'est notamment le cas des bolcheviks qui jugent cette guerre « injuste et réactionnaire », Lénine allant jusqu'à appeler les révolutionnaires socialistes à travailler pour la défaite de leur propre gouvernement dans la guerre. Les premières tentatives de paix datent de 1916 avec la proposition de paix de l'Allemagne qui se révèle comme peu sérieuse et la proposition du président américain Wilson. Des négociations ont également lieu entre l'Allemagne et le Japon afin d'obtenir une paix séparée, négociations qui échouent pour l'Allemagne.
C'est en 1917 que l'on rencontre le plus grand nombre de tentatives de paix, cette année marquant en quelque sorte l'apogée de la lassitude face à la guerre. La plus sérieuse des propositions de paix de 1917 est la négociation secrète du prince Sixte de Bourbon-Parme, officier dans l'armée belge qui est l'intermédiaire idéal puisque étant le beau-frère de l'empereur d'Autriche-Hongrie, Charles Ier et IV. Sixte de Bourbon Parme reçoit une note de l'empereur dans laquelle celui-ci propose, en accord avec son ministre des Affaires étrangères, non seulement une paix séparée mais également la restitution de l'Alsace-Lorraine à la France et la restauration de l'indépendance belge. Mais cette proposition autrichienne est lancée sans l'accord des dirigeants allemands, ce qui en rend l'application problématique. Raymond Poincaré et Lloyd George se montrent cependant vivement intéressés, mais les Italiens, qui ne veulent pas entendre parler d'une paix blanche avec l'Autriche-Hongrie, font blocage. Ils souhaitent l'application intégrale du pacte de Londres. Les négociations sont alors interrompues.
Sans que l'on puisse très exactement savoir s'il s'agit de l'expression de véritables convictions, ou d'une volonté de ne pas laisser le terrain du pacifisme aux socialistes, la seconde grande proposition de paix de l'année 1917 émane du pape Benoît XV. Dans sa proclamation du 1er août 1917, rendue publique le 16, le pape appelle les belligérants à la paix, en des termes très vagues, ne faisant aucune mention du cas de l'Alsace-Lorraine. Ces propositions sont vivement rejetées par l'opinion catholique française,. En Allemagne, le Reichstag tente d'influer sur le cours politique et proclame une résolution de paix le 17 juillet 1917, qui échoue elle aussi.
Des négociations secrètes reprennent en 1917 entre le premier ministre belge comte de Broqueville exilé en France avec son gouvernement et le baron Oskar von der Lancken-Wakenitz, officier au sein des services du gouvernement général impérial allemand de Belgique. Cette tentative a l'appui du chancelier Theobald von Bethmann Hollweg. Pour Lancken, la Belgique est l'intermédiaire tout indiqué en vue de négociations de paix et, en septembre 1917, il demande à rencontrer le premier ministre français, Aristide Briand. Cette tentative de paix est appuyée par le roi des Belges, mais l'affaire échoue à la suite d'un malentendu, et Briand ne se rend pas au rendez-vous. Les négociations avortent avant même d'avoir pu s'amorcer.
D'autres négociations sont menées en 1918, comme celles du projet de paix séparée entre l'Autriche-Hongrie et les États-Unis, mais elles échouent. Il faut attendre le 11 novembre pour que l'armistice vienne mettre un terme à quatre années de guerre.

### Résistance
La résistance se développe principalement au sein des populations civiles des territoires occupés de France ainsi que de Belgique en regroupant des activités d'aide à l'évacuation de soldats souhaitant ne pas tomber aux mains de l'ennemi, de la collecte de renseignements en lien avec des objectifs militaires et la publication de journaux clandestins,. On distingue deux types de résistance, l'une dite passive, qui consiste surtout en des actes d'insubordination et d'insolence envers l'occupant allemand et l'autre dite active réunissant l'espionnage, la diffusion de presse clandestine et du sabotage. L'importance de la résistance est évalué au plus fort de la guerre à un peu plus de 6 400 personnes opérant en territoire occupé dans divers réseaux de renseignements. On compte beaucoup de femmes qui s'engagèrent parfois au péril de leur vie.

### Prisonniers de guerre

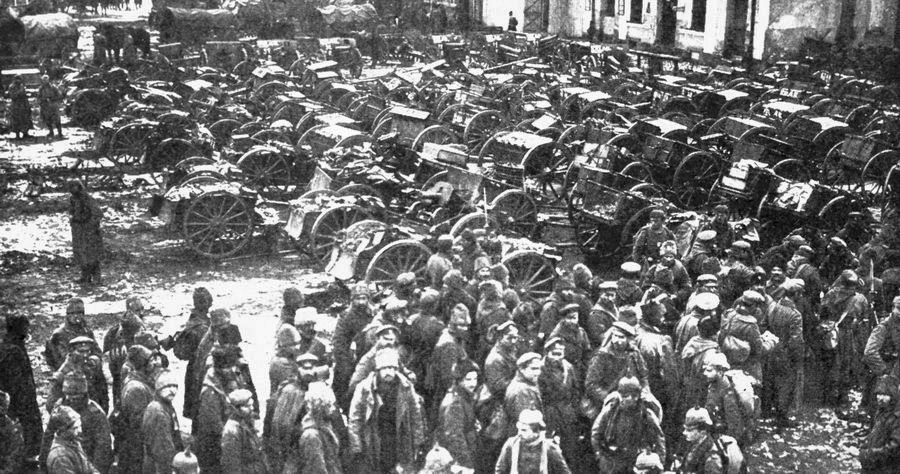
Soldats russes faits prisonniers à Tannenberg.

Environ huit millions de soldats ont été faits prisonniers dans des camps pendant la Première Guerre mondiale. Chaque nation s'est engagée à suivre les accords des conférences de La Haye exigeant un traitement juste des prisonniers de guerre. En général, le taux de survie des prisonniers de guerre a été beaucoup plus élevé que celui des soldats sur le front. En général, ce sont des unités entières qui se rendent. Les cas de prisonniers se rendant individuellement sont rares. À la bataille de Tannenberg, ce sont 92 000 soldats russes qui sont capturés. Plus de la moitié des pertes russes sont des prisonniers. Les proportions pour les autres pays sont les suivantes : Autriche-Hongrie 32 %, Italie 26 %, France 12 %, Allemagne 9 % et Royaume-Uni 7 %. Le nombre des prisonniers des forces alliées s'élève à environ 1,4 million (ce chiffre n'inclut pas la Russie, dont 3 à 3,5 millions de soldats sont faits prisonniers). Les Empires centraux voient quant à eux 3,3 millions d'hommes capturés.
Pendant le conflit, l'Allemagne fait 2,4 millions de prisonniers, la Russie 2,4 millions, le Royaume-Uni environ 100 000, la France de 450 000 à et l'Autriche-Hongrie entre 1,3 et 1,86 million. Le moment de la capture est un moment des plus dangereux, on rapporte en effet des cas de soldats qui ont été abattus alors qu'ils se rendaient,. Une fois que les prisonniers atteignent leurs camps, commence pour eux une vie de privations, de travail et de maladies dont beaucoup mourront.
Les conditions de captivité en Russie sont les plus terribles : la famine y fait des ravages et 15 à 20 % des prisonniers meurent, soit 400 000 à 500 000 hommes. En Allemagne, où la situation alimentaire est elle aussi désastreuse, ce sont 5 % qui en meurent, soit 120 000 soldats prisonniers morts.
L'Empire ottoman traite également ses prisonniers durement. Sur près de 11 800 soldats britanniques, la plupart d'origine indienne, qui sont faits prisonniers lors du siège de Kut en avril 1916, 4 250 , soit 40 % d'entre eux meurent en captivité. Alors que les prisonniers sont très faibles, les officiers ottomans les forcent à marcher 1 100 kilomètres vers l'Anatolie. Les survivants sont forcés de construire une voie ferrée dans les Monts Taurus.

### Une contribution mondiale
De nombreuses populations participèrent directement ou non au conflit :
- 1,3 million d'Indiens (à cette époque, l'Inde englobait le Pakistan, le Sri Lanka et le Bangladesh) ;
- 140 000 Chinois[196], qui, recrutés par les gouvernements français et britannique pour pallier le manque de main-d'œuvre résultant de la mobilisation générale, ne devaient pas, aux termes de leurs contrats, être affectés au front. Ils travaillèrent dans les usines d'armement, comme dockers pour charger et décharger le matériel de guerre, pour la réfection des routes, mais aussi pour creuser les tranchées ou exhumer et ensevelir les soldats tués pendant les combats, et, au lendemain de la guerre, pour déminer les champs de bataille ;
- 20 500 Amérindiens, 3 500 provenant du Canada et 17 000 (seuls 14 000 auraient combattu en Europe) venant des États-Unis. La Première Guerre mondiale verra aussi la première utilisation de Code talker[197].
- Le recours aux soldats antillo-guyanais s'est en revanche fait de manière très particulière. En effet, Sabine Andrivon-Milton rappelle que la conscription n’a commencé à être appliquée aux Antilles qu’à partir de 1913 avec les premiers contingents d’Antillais allant faire leur service militaire en octobre 1913. La mobilisation au sein de ces territoires ne se fera donc qu’en 1915. Trois raisons expliquent cette exception : tout d’abord, cette guerre étant censée être courte, le déploiement de toute la logistique nécessaire pour conduire les hommes jusqu’au Front paraissait disproportionné. Ensuite, le coût du transport était jugé trop dispendieux. Enfin, les soldats n’avaient pas encore été suffisamment préparés aux opérations militaires. Finalement, au vu de l’évolution de la situation, les Antillo-guyanais finissent par être déployés et dispersés sur les différents fronts d’Europe, sans incorporation dans un bataillon spécifique. Le recensement des hommes dans le cadre de la mobilisation a permis la découverte de maladies et l’identification de problèmes de sous-nutrition. Inexpérimentés, ils seront cependant 19,7% à connaître la mort dans cette terrible guerre[198].

## Conséquences économiques, politiques, sociales et culturelles
Les premières tentatives pour comprendre la signification et les conséquences de cette guerre moderne ont commencé dès les phases initiales du conflit et ce processus s'est poursuivi pendant et après la fin des hostilités. La postérité de la Première Guerre mondiale en littérature a ainsi inspiré un nombre considérable de romans, de bandes dessinées, de pièces de théâtre et d'œuvres poétiques.
Première guerre médiatique par l'ampleur de ses archives photographiques et filmées et l'évolution des communications (bélinographe, télégraphe sans fil), la Grande Guerre voit le développement du reportage et des comptes rendus de guerre effectués par des attachés militaires et correspondants de guerre (en). Les morts des militaires y sont livrées à la médiatisation. Autres éléments participant à l'héroïsation de ces soldats morts au combat, les cimetières militaires et les monuments aux morts de la Première Guerre mondiale qui sont érigés dans des milliers de villages et de villes.
La Dolchstoßlegende (« la légende du coup de poignard [dans le dos] ») est une tentative de disculper l'armée allemande de la défaite de 1918, en attribuant la responsabilité de cette dernière à la population civile à l'arrière du front, aux milieux de gauche et aux révolutionnaires de novembre 1918. Ce mythe a gangréné la république de Weimar et a contribué à l'essor du parti nazi.
La Première Guerre mondiale joue un rôle important dans l'histoire du sport en France. Étant essentiellement une guerre de positions qui entraîne de nombreuses rotations chez les soldats depuis le front vers l’arrière, certains de ces soldats, d'origine principalement urbaine, décident pour s'occuper d'initier leurs frères d'armes d'origine rurale à leur pratique sportive. De jeunes officiers pédagogues relaient cette initiative qui se démocratise progressivement, si bien qu'à la fin du conflit, les soldats constituent un immense vivier de pratiquants qui s'investissent notamment dans le football, le rugby, la boxe ou la natation. Cette guerre, qui fait de nombreux blessés (invalide de guerre, aveugle, gazé, amputé) et signe un début d'émancipation des femmes, favorise également l'éclosion du sport féminin et du handisport.

### Lourd bilan humain et démographique

#### Nations ravagées
Le bilan humain de la Première Guerre mondiale s'élève à environ dix millions de morts et environ huit millions d’invalides, soit environ 6 000 morts par jour. Proportionnellement, en nombre de combattants tués, la France est le pays le plus touché avec 1,45 million de morts et de disparus, et 1,9 million de blessés, la plupart lourds (obus, tympans, gaz toxiques), soit 30 % de la population active masculine (18-65 ans), la plupart des hommes jeunes de 17 à 45 ans, qui n'auront jamais d'enfants.
En comptant les pertes civiles, la Serbie et la Roumanie, qui ont subi des occupations militaires et des famines, ont été encore plus durement touchées, perdant 6 à 10 % de leur population totale. Les pertes anglaises (colonies comprises) s'élèvent à 1,2 million de tués.
La grippe espagnole qui a frappé en 1918 et début 1919 des pays meurtris par quatre années de guerre a causé 549 000 décès aux États-Unis et 2 300 000 dans quatorze pays d'Europe occidentale, soit vraisemblablement plus de 4 000 000 pour l'ensemble des belligérants dont 240 000 en France, 153 000 au Royaume-Uni, 426 000 en Allemagne.
Cette saignée s’accompagne d’un déficit des naissances considérable. Le déficit allemand s'élève à 5 436 000, le déficit français à 3 074 000, le déficit russe est le plus élevé et atteint 26 millions. Ainsi, de 25 % de la population mondiale en 1914, l'Europe tombe à 24 % en 1919-1920 et surtout à environ 20 % en 1939.
La stagnation démographique française se prolonge, avec un vieillissement de la population qui ne cesse de croître qu’avec le recours à l’immigration, principalement d'origine italienne, polonaise et espagnole. Ces immigrants participent à la reconstruction d’un pays dont les anciennes zones de front sont en ruines. Apparaît également le phénomène nouveau des gueules cassées, nom donné aux mutilés de guerre qui survivent grâce aux progrès de la médecine tout en gardant des séquelles physiques graves. La réintégration de ces victimes de guerre en nombre à la société doit alors se faire au moyen de nouvelles lois et d'organismes comme l'Union des blessés de la face. On compte alors en France de 10 000 à 15 000 grands blessés de la face.
Au Royaume-Uni, des sculpteurs, comme Francis Derwent Wood, fabriquent des masques pour rendre un aspect humain aux soldats blessés. Les sociétés d'après-guerre vont garder les marques vivantes de la guerre de nombreuses années encore.
Outre ce bilan humain, les quatorze millions d'animaux mobilisés payent également un lourd tribut, notamment les huit millions de chevaux de guerre dont un million trouve la mort durant le conflit.

#### Déplacements de populations

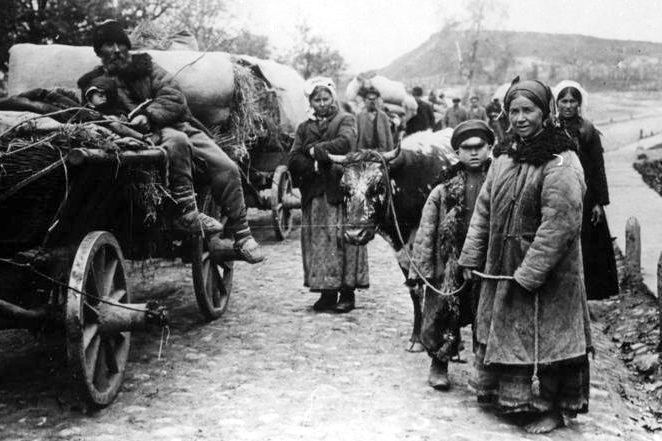
Exode de paysans russes

La Grande guerre entraîne des mouvements de population contraints, déplacements imposés par les autorités militaires ou fuite devant les exactions des armées, d'une ampleur sans précédent portant, au total, sur plus de 12 millions de réfugiés, en Europe occidentale (Belgique et régions du Nord et de l'Est de la France) et plus massivement en Russie, dans les Balkans.
Les déplacements de frontières, la formation de nouveaux États à la fin de la guerre ont pour conséquence d'autres migrations, particulièrement en Europe centrale et orientale.

#### Génocide, occupation, déportations et atrocités

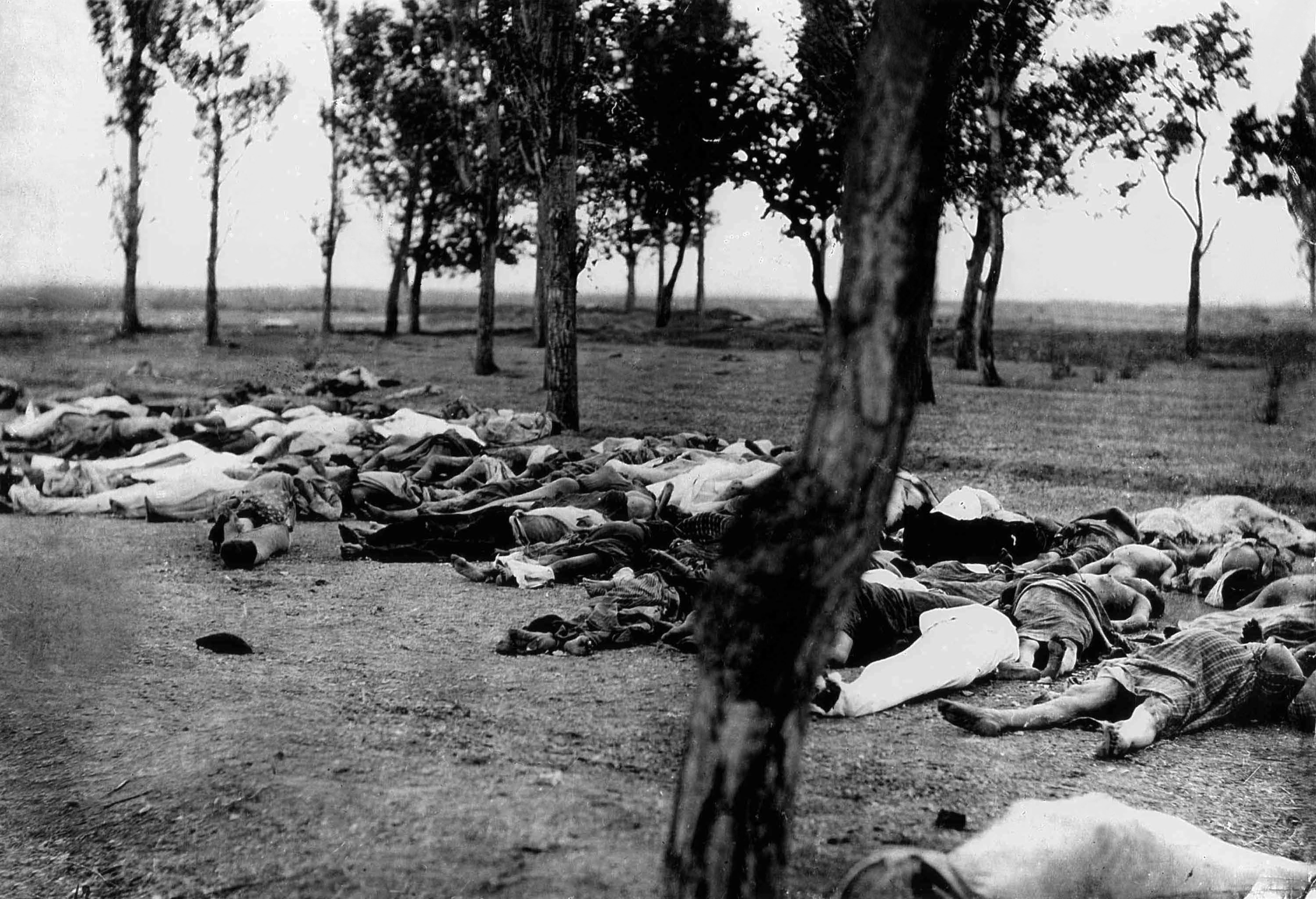
Arméniens abattus vers 1918 pendant le génocide arménien qui a fait plus d'un million de victimes.

La Première Guerre mondiale est aussi le premier conflit à entraîner une entreprise d’extermination et de déportation planifiées par un État de tout un peuple constituant une minorité, sous prétexte de sédition : le génocide arménien commence le 24 avril 1915 avec l'arrestation et la déportation de 600 intellectuels arméniens et continue à partir du 30 mai par la déportation d'une grande partie de la population arménienne par le gouvernement jeune-turc de l’Empire ottoman pour qui, officiellement, il ne s'agit que d'un transfert de la population arménienne loin du front. C'est principalement entre avril 1915 et juillet 1916 qu'entre 800 000 et 1 500 000 Arméniens sont massacrés, soit une grande majorité de la population arménienne ottomane. Dans le même temps, 275 000 chrétiens Assyriens sont massacrés dans l'Est de l'Empire ottoman, selon la même optique d'épuration ethnique.

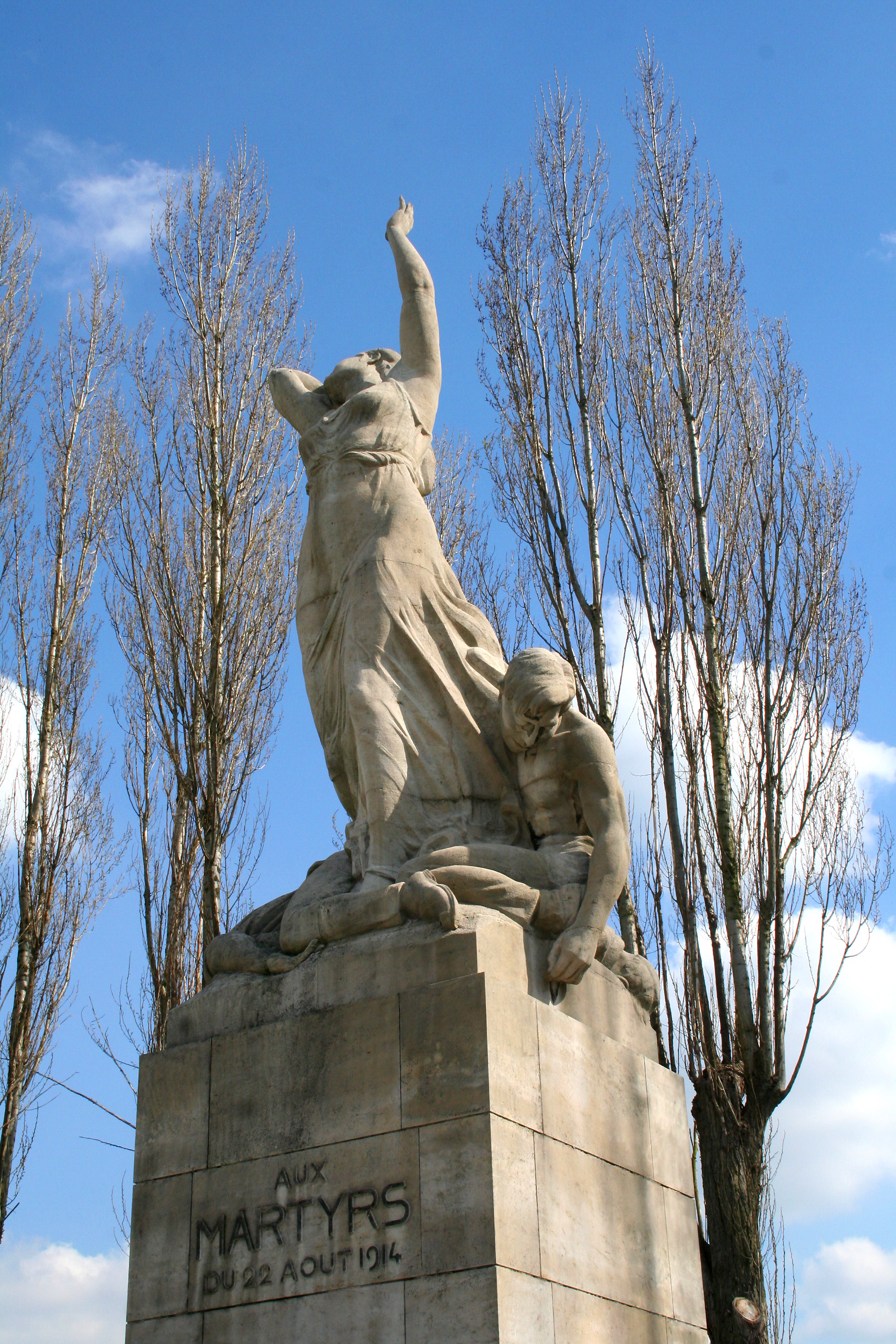
Monument érigé à Tamines (Belgique), rappel du massacre de Tamines.

L'Empire ottoman perpètre un autre génocide pendant et après la Première Guerre mondiale, celui des Grecs pontiques. De 1916 à 1923, le massacre fait près de 360 000 victimes. La reconnaissance du génocide arménien pose encore problème au XXIe siècle, bien qu'il soit reconnu comme tel par un certain nombre de pays, dont la France. Le génocide des Grecs pontiques rencontre lui aussi une reconnaissance très limitée, tout comme le massacre des Assyriens.
Pendant le conflit, des massacres surviennent également dans certains pays, en particulier en Belgique, où l'armée allemande commet des atrocités envers la population civile. Le mythe du franc-tireur de la guerre de 1870 fait vite son apparition et en représailles, les troupes allemandes se livrent à la déportation, ainsi qu'à l'exécution d'un grand nombre de civils, aussi bien en Belgique que dans le nord de la France. L'occupation de ces régions est très dure pour les populations, qui doivent fournir dans un premier temps les vivres nécessaires aux troupes d'occupation.
De nombreux civils sont réquisitionnés pour des travaux forcés et beaucoup d'entre eux sont également faits prisonniers puis déportés en Allemagne comme 1 500 habitants d'Amiens qui sont envoyés dans des camps de travail. Certains y restent prisonniers jusqu’en 1918.
L'occupation et les déportations sont accompagnées de nombreuses destructions et d'exécutions, dont la plupart se déroulent sur le territoire belge. À Tamines, le 22 août 1914, ce sont 422 personnes qui sont exécutées ; à Haybes, ville détruite, 61 civils sont tués et à Dinant, ce sont 674 civils qui sont passés par les armes. À Louvain, les troupes allemandes fusillent 29 personnes et mettent le feu à la ville, détruisant la bibliothèque de l'université et des milliers de livres anciens, désastre irréparable. La Belgique et la France ne sont pas les seuls pays à être touchés. La ville de Kalisz en Pologne est bombardée et incendiée par les Allemands en août 1914, des civils sont tués. Dans les ruines de la ville dévastée, dont la majeure partie de la population est partie en exode, il ne reste plus que 5 000 habitants alors qu'elle en comptait 65 000 avant guerre.

#### Hommages aux soldats

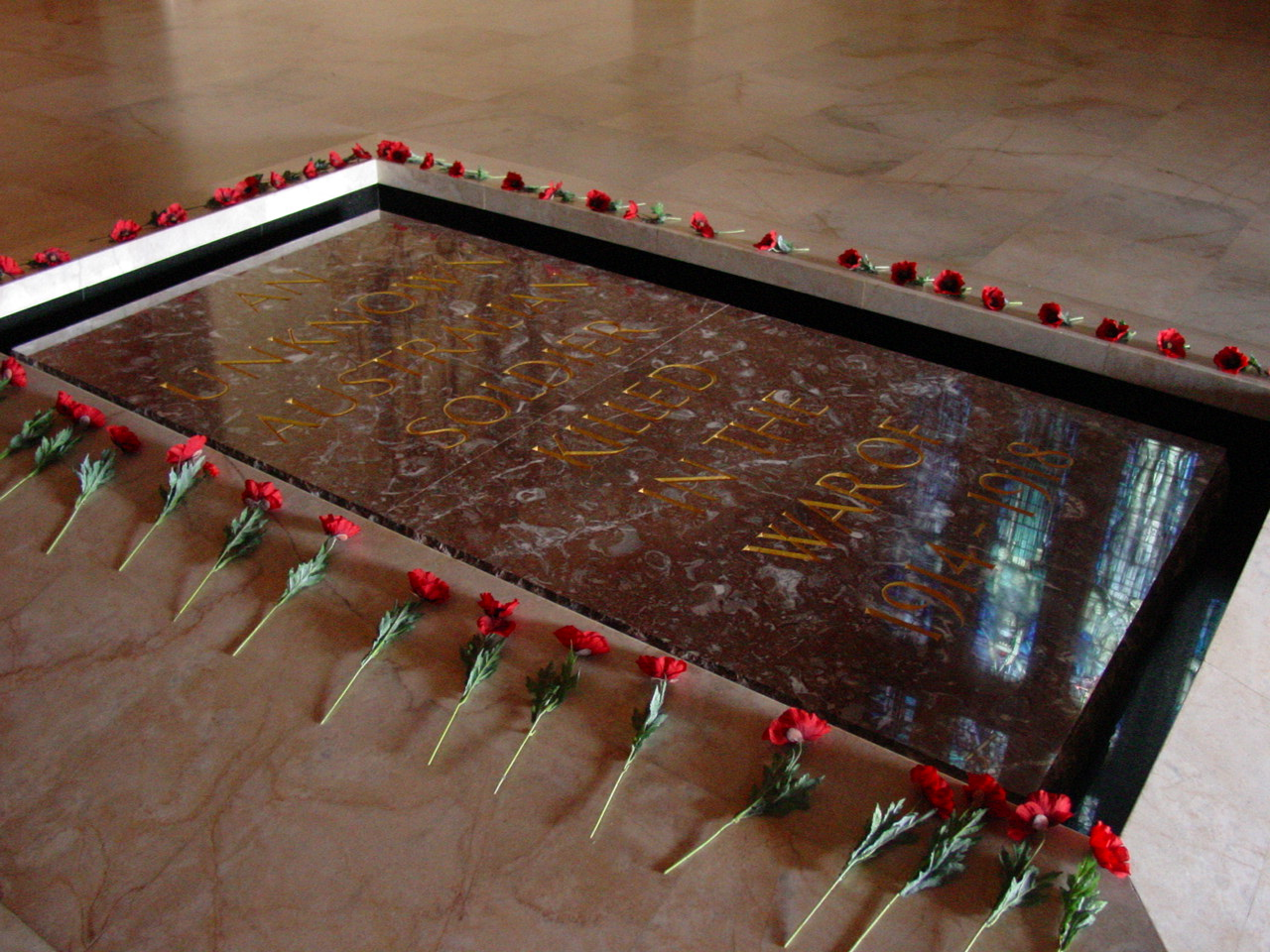
Tombe du à Canberra, Australie.

Dans l'immédiat après-guerre fleurissent en Belgique, en France, en Italie et en Allemagne des monuments aux morts pour rendre hommage aux nombreux soldats tombés au champ d'honneur.
En France, on compte environ 36 000 monuments, présents dans tous les villages et communes. Certains villages ont perdu 50 % de leurs hommes et certaines familles tous leurs fils. Au-delà des hommes, la France a aussi perdu des dizaines de milliers d'entreprises et fermes, leurs pilotes, cadres ou dirigeants ayant disparu.

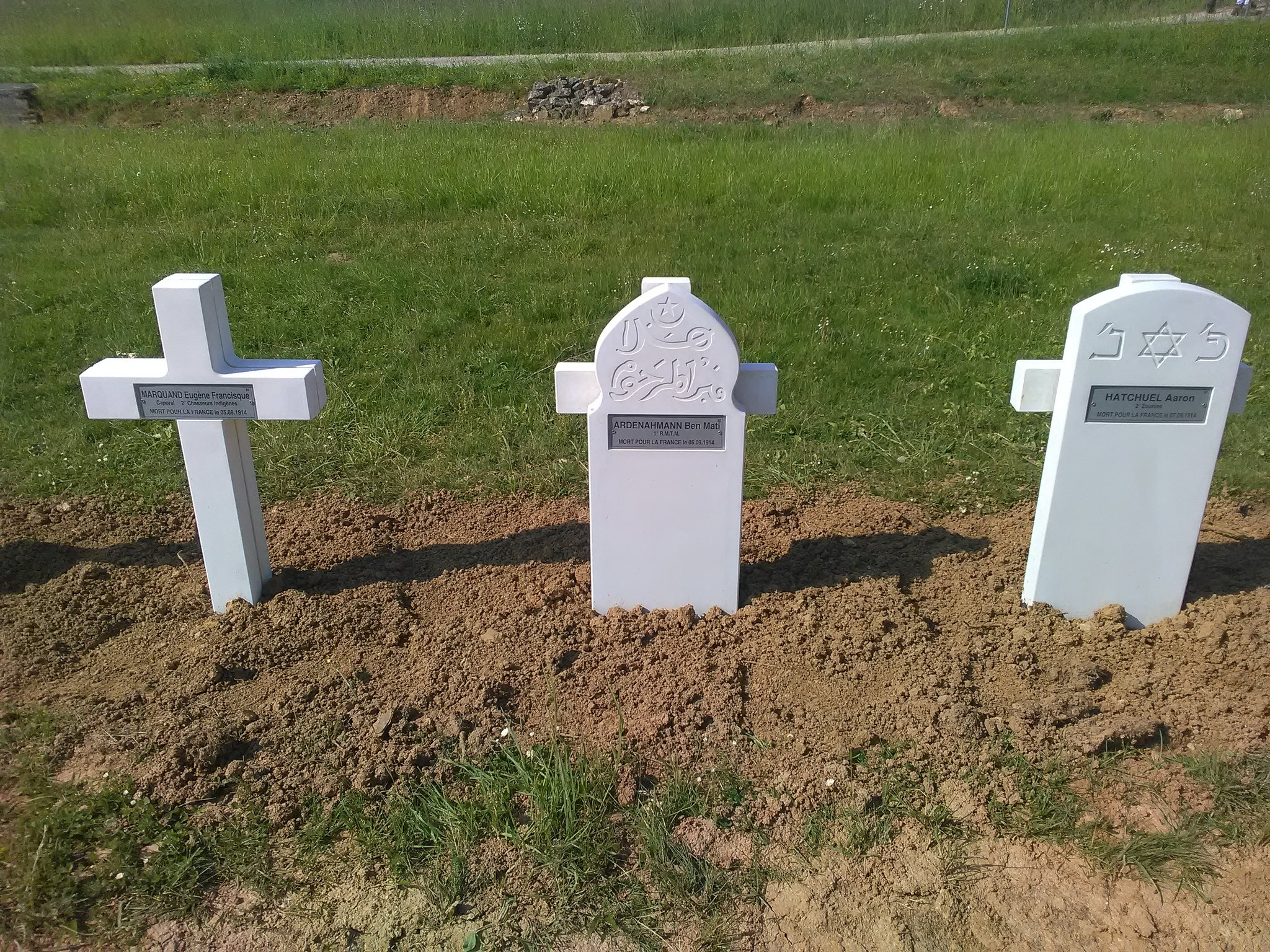
Trois tombes de soldats français à la nécropole nationale de Chambry.

En Allemagne, ce sont les communes et les églises qui organisent le plus souvent la construction des monuments. Ces derniers consistent le plus souvent en une liste des soldats tombés et rares sont les monuments qui arborent des symboles nationaux auxquels on préfère la feuille de chêne, la croix de fer ou une symbolique christique, l'Allemagne ayant perdu la guerre et l'Empire ayant disparu.
Les soldats des différentes nations reposent dans des cimetières et des nécropoles, comme l'Ossuaire de Douaumont. Différentes associations s'occupent des tombes et de la mémoire des soldats. Pour la France, le Souvenir français, pour l'Allemagne le Volksbund Deutsche Kriegsgräberfürsorge qui s'occupe en France de 192 lieux de mémoire, pour l'Autriche l'Österreichisches Schwarzes Kreuz, pour le Royaume-Uni et les pays du Commonwealth la Commonwealth War Graves Commission et pour les États-Unis l'American Battle Monuments Commission. Dans les différents pays, le culte du soldat inconnu est mis en place.
Ce devoir de mémoire se manifeste particulièrement pour le centenaire de la Première Guerre mondiale. En 2012, est créé par le gouvernement français la Mission du centenaire de la Première Guerre mondiale, groupement d'intérêt public présidé par Antoine Prost dans la perspective de préparer et mettre en œuvre le programme commémoratif du centenaire de la Première Guerre mondiale.

### Destructions matérielles
Les productions agricole et industrielle se sont effondrées à cause des impératifs de l’économie de guerre et de la mobilisation d’un grand nombre d’actifs : la France perd 17,3 % de ses mobilisés, le Royaume-Uni 5,1 % et l'Allemagne 9,8 %. Dans le Nord de la France, les Allemands ont fait sauter les cuvelages de 18 des 19 sociétés minières et noyé les galeries, déclenchant une pénurie de charbon, qui représente 80 % de l’énergie consommée.
La guerre entraîne une désorganisation des circuits commerciaux traditionnels. Il fallut reconstruire, relancer l’activité et revenir à une économie de paix tout en faisant face à une grave pénurie de main-d’œuvre. En France par exemple, les paysans représentent 50 % des tués. S’ajoute donc le problème de la reconversion de l’économie de guerre en économie de paix.
Les Américains sont les premiers à en connaître les effets, dès 1920, avec une récession brutale du fait d’un retour à une politique déflationniste. La production américaine d’acier baisse ainsi de moitié, et celle d’automobiles de 40 %. La crise américaine va rapidement s’étendre. Tout d’abord au Japon, puis au Royaume-Uni qui connaît un taux de chômage de 20 % en 1921. En Italie, le problème principal est la réintégration dans le marché du travail d’une population massivement mobilisée. On compte alors en effet 600 000 chômeurs d’où des désordres sociaux dont la conséquence directe va être le Biennio rosso (littéralement « Les Deux Années rouges »), période marquée par une agitation révolutionnaire de gauche. La reconversion de l’économie va également engendrer la désorganisation du système monétaire. Les économies occidentales abandonnent l'étalon-or, préférant la monnaie fiduciaire.

Carte d'ensemble des zones détruites pendant la Première Guerre mondiale dans le nord et l'est de la France.

Les destructions matérielles sont importantes et affectent durement les habitations, les usines, les exploitations agricoles et autres infrastructures de communication comme les ponts, les routes ou les voies ferrées et cela principalement en France où une vaste zone ravagée de 120 000 hectares prend le nom de « zone rouge ». Dans le nord et l'est de la France, onze départements seront classés en zone rouge. L’agriculture y sera en maints endroits interdite avant le désobusage et déminage qui vont prendre plusieurs années (pour n’être terminés qu'au XXVIe siècle au rythme actuel des découvertes et élimination d’obus et autres munitions actives dans l’ex-zone rouge), sans même envisager le traitement des munitions immergées par millions car jugées trop dangereuses pour être démantelées, ou faute de moyens financiers pour les stocker et traiter en sécurité. Trois millions d’hectares de terres sont ravagés par les combats. Certains villages de la Meuse, de la Marne ou du Nord sont rayés de la carte et ne peuvent pas être reconstruits à leur emplacement. Des villes sont bombardées comme Reims dont la cathédrale est sévèrement touchée ou Londres qui reçoit près de 300 tonnes de bombes. Louvain a perdu sa riche bibliothèque, incendiée. En France comme en Belgique est créé un ministère de la Reconstruction. C’est une période pauvre en archives où toutes les énergies sont consacrées à la reconstruction, avec une première période sombre où l’on fait intervenir les prisonniers de guerre allemands, les travailleurs chinois épargnés par la grippe espagnole, ainsi qu’une main d’œuvre immigrée, notamment pour le désobusage. Cette période va générer quelques grandes fortunes dans le domaine de la récupération des métaux. L'Allemagne n'a quant à elle pas subi les destructions qu'ont dû subir les autres. Stéphane Audoin-Rouzeau et Annette Becker affirment même que le « potentiel productif de l'Allemagne est intact ».

#### Séquelles de guerre

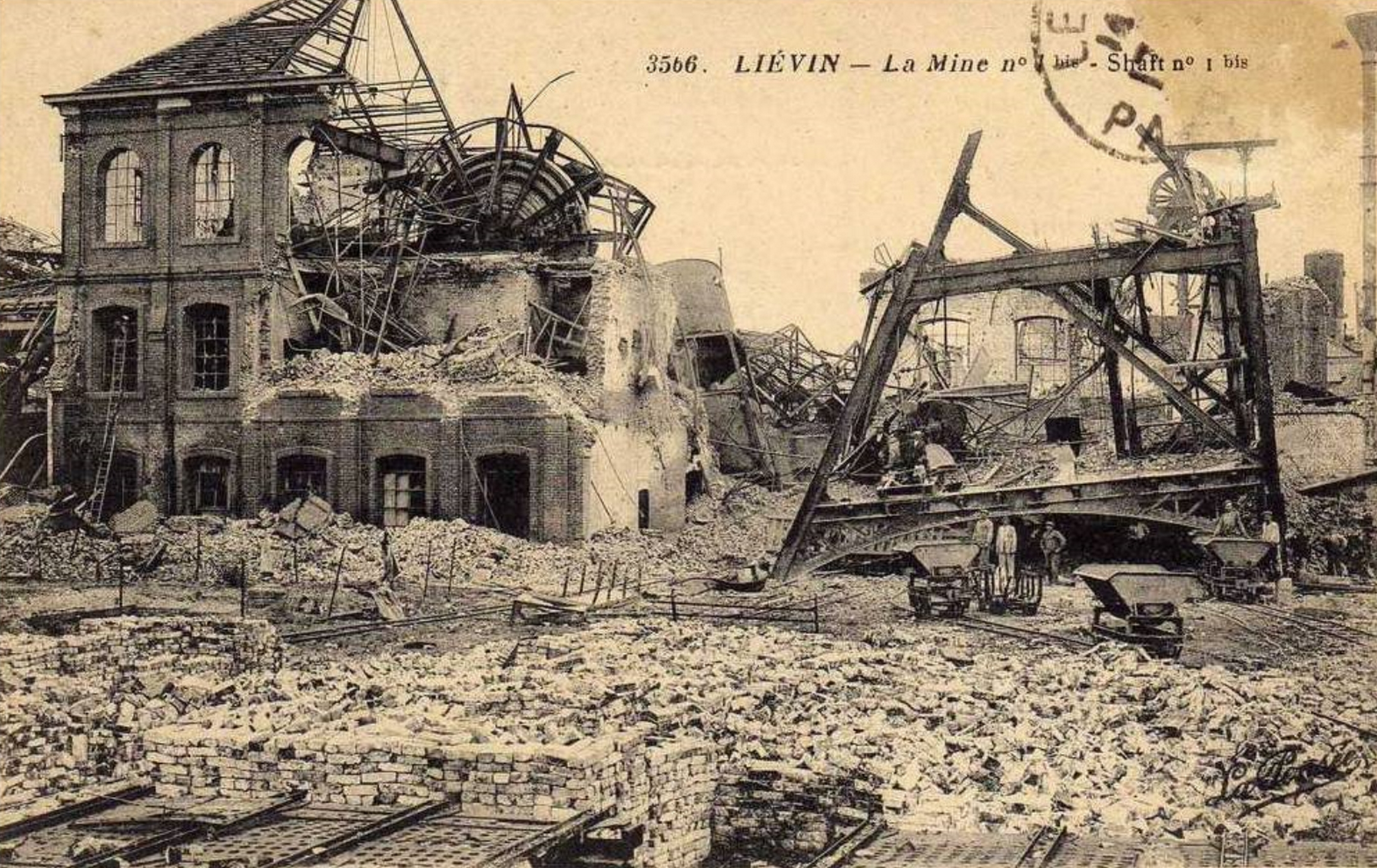
Exemple de destruction d’outillage industriel à la fosse no 1 - 1 bis - 1 ter de la Compagnie des mines de Liévin.

Les séquelles de guerre sont importantes : la reconstruction doit se faire sur des dizaines de milliers d’hectares physiquement dévastés où les villes, les villages, les usines, les puits de mines du bassin minier du Nord-Pas-de-Calais et les champs sont parfois littéralement effacés du paysage, sur des sols pollués par des milliers de cadavres humains et animaux, rendus dangereux par les sapes, les tranchées et les millions d’obus et autres munitions non explosées ou non tirées (perdues ou dangereusement stockées). Des dizaines de milliers d’hectares sont gravement contaminés par les métaux lourds et parfois par les armes chimiques que l’on démantèle ou que l’on fait pétarder sans précautions suffisantes.

##### Séquelles géographiques

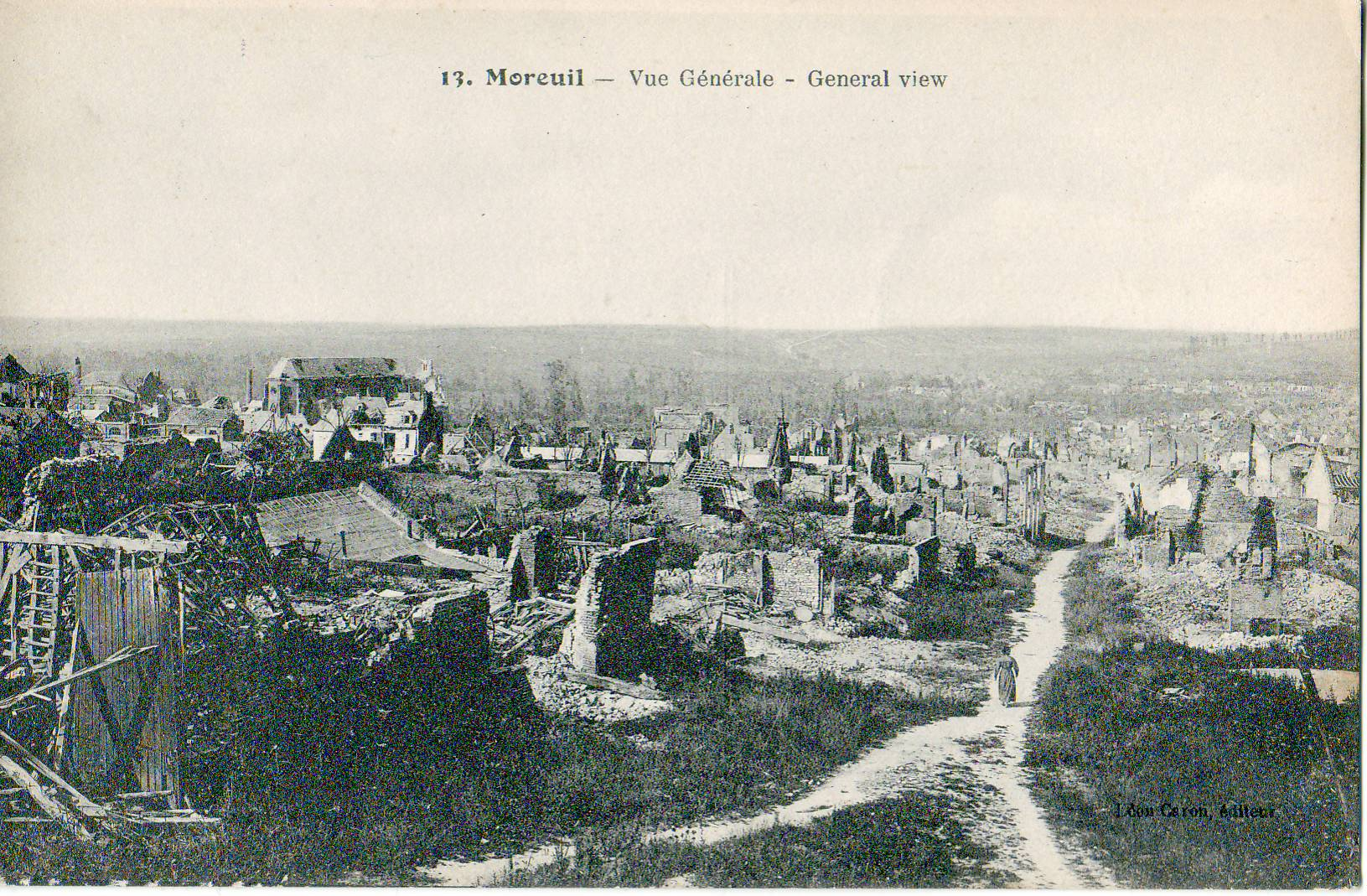
Moreuil, village picard totalement rasé lors de la seconde bataille de la Somme en mars 1918 (combats Castel et du bois Sénécat en particulier) et de la 3e bataille de Picardie en août 1918.

Sur les sites les plus bouleversés où les explosifs et les toxiques de combat sont encore trop nombreux pour que l’on puisse rendre les sols à l’agriculture ou à l’urbanisation, on plantera des forêts de guerre, dont la forêt de Verdun et la forêt d'Argonne, qui ont poussé sur d’anciens champs criblés de trous d’obus et de tranchées. Dans ces forêts, certains villages ne sont pas reconstruits. Ces séquelles terrestres sont connues des spécialistes, en particulier des démineurs, mais il semble que la pollution libérée par les dizaines de milliards de billes de plomb des shrapnel et les balles, ou le mercure des amorces soient lentement capables de s’accumuler dans les écosystèmes et certains aliments. C’est un problème qui n’a pas été traité par les historiens ni les spécialistes en santé publique. Aucune étude officielle ne semble s’être intéressée au devenir des métaux lourds et des toxiques de combat dans les sols et les écosystèmes de la zone rouge.

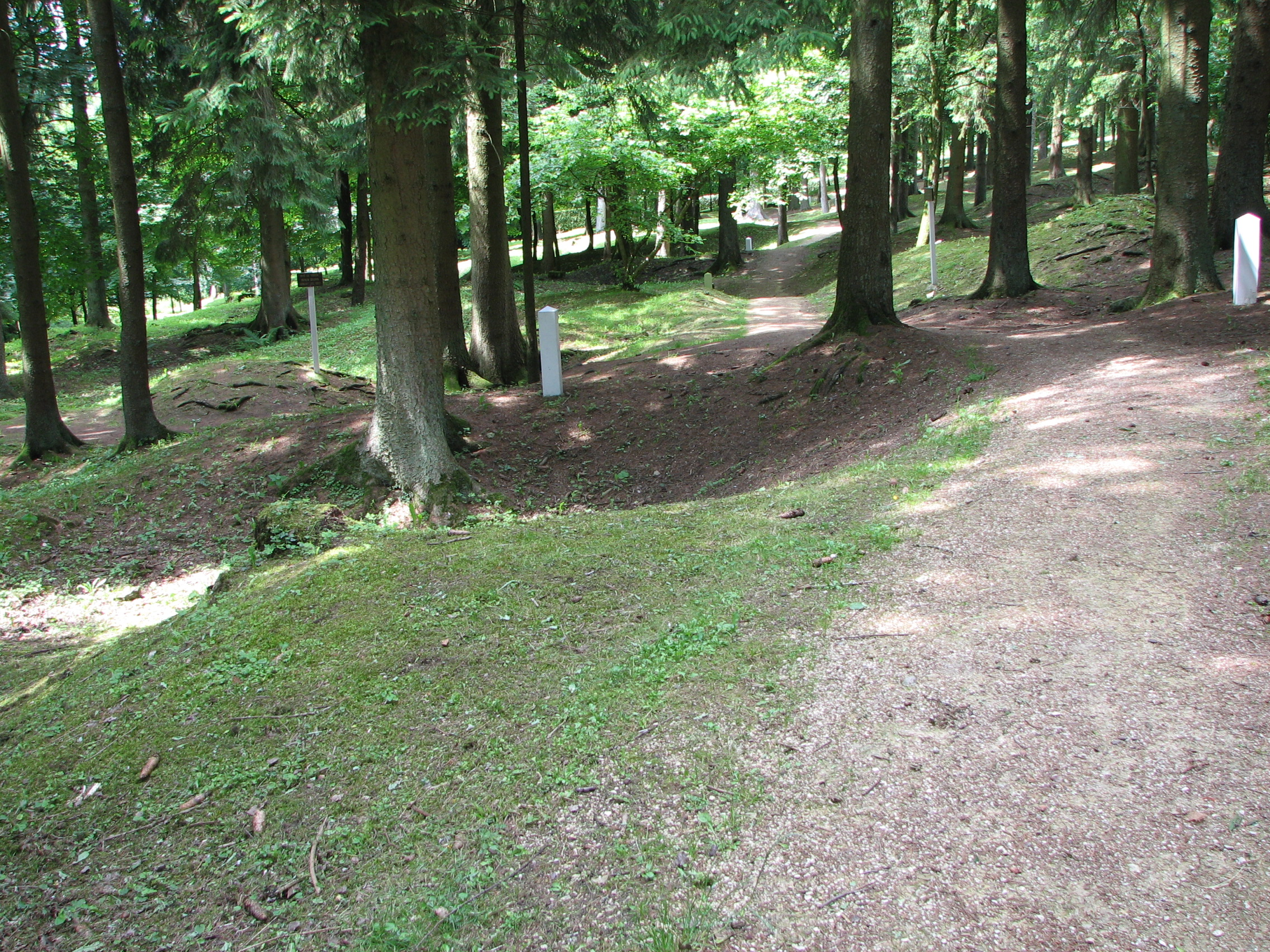
Ruelles de l'ancien village de Fleury-devant-Douaumont.

Les séquelles marines, bien que préoccupantes, semblent avoir été oubliées durant 70 à 80 ans. Ainsi les pays baltes voient-ils la situation écologique de la mer Baltique s’effondrer des années 1990 à 2006, tout en redécouvrant des dizaines de milliers de tonnes de munitions immergées de 1914 à 1918 et après (incluant des armes chimiques dont certaines commençant à fuir). Les pêcheurs remontent parfois de l'ypérite dans leurs filets dans la Baltique. En Belgique, à Zeebruges, les démineurs de l'armée belge doivent neutraliser un dépôt immergé de 35 000 tonnes d’obus noyés là peu après 1918 puis oubliés. Parmi ces obus, beaucoup (12 000 tonnes) sont chargés d’ypérite et de chloropicrine toujours actives, à quelques centaines de mètres de la plage et de l’embouchure du port méthanier. Chaque année, les démineurs belges doivent intervenir à divers endroits des Flandres. En France, en 2005, quelques articles de presse évoquent la publication discrète d’un rapport à la Commission OSPAR listant les dépôts immergés de millions de munitions dangereuses et polluantes, datant de la grande guerre et des périodes suivantes. C’est face au littoral français que le nombre de dépôts immergés est le plus important. Alors que ces munitions commencent à fuir et à perdre leurs contenus toxiques, la question de leur devenir se pose. Une centaine de zones mortes ont été répertoriées en mer par l’ONU, la plupart coïncident avec des zones d’immersion en mer de munitions, ce qui pose la question de l’évaluation des impacts environnementaux de ces déchets toxiques et/ou dangereux immergés. Les taux de mercure augmentent de manière préoccupante dans les écosystèmes et notamment dans le poisson. On peut craindre qu’une partie de ce mercure provienne des milliards d’amorces au fulminate de mercure des têtes d’obus et des douilles d’obus ou de balles ou d’autres munitions (1 g de mercure par amorce en moyenne) non utilisées ou non explosées et jetées en mer après cette guerre ou la suivante. D'autre part, en Angleterre, en France, en Belgique et en Allemagne, il arrive encore, au début du XXIe siècle, de découvrir jusque dans les villes des bombes et des obus de DCA non explosés.

##### Séquelles psychiques et sociales
La guerre va entraîner des séquelles psychiques. S’ajoutent aux graves séquelles psychiques et sanitaires : gueules cassées, trauma psychologiques, le choc et contre-choc de la grippe espagnole qui a fait entre 20 et 50 millions de morts.
Il existe également des non-dits notamment quant aux répressions des mutineries de 1917 chez les Français, les Allemands et les Britanniques, comme la mutinerie d'Étaples. En quatre ans, 2 400 « poilus » auront été condamnés à mort et 600 exécutés, les autres voyant leur peine commuée en travaux forcés. Parmi ces soldats fusillés pour l'exemple, quelques-uns dont Félix Baudy ont été rétablis dans leur honneur dans les années 1920 ou 1930. Sans oublier le sort réservé aux déserteurs, fusillés au début du conflit puis déportés au bagne quand ils refusent de se soumettre, comme Robert Porchet[réf. nécessaire]. Ce conflit mondial laisse des millions d’orphelins, de désœuvrés et surtout, un esprit de haine et de revanche qui prépare déjà la Seconde Guerre mondiale[réf. nécessaire]. Alors qu’en France et en Belgique on établit des ossuaires et des centaines de cimetières militaires, alors que chaque commune ou presque construit son monument aux morts, et alors qu’arrivent les années folles où l’on cherche avant tout à oublier, un vent pacifiste rapidement contrôlé par les États proclame que cette guerre sera « La Der des Ders »[réf. nécessaire]. Elle fut aussi parfois appelée « la guerre pour mettre fin à la guerre » ou « la guerre pour mettre fin à toutes les guerres » à cause de son échelle et de sa dévastation alors incomparable.
Les premiers psychanalystes donnent aux névroses traumatiques de nouveaux contours, Sigmund Freud mesure les effets de cette affection chez un membre de sa famille. Il appréhende cette pathologie dans ses écrits de guerre et d’après guerre. Plusieurs de ses disciples vont occuper des postes de médecin militaire. Karl Abraham, parent d’Hermann Oppenheim, peut par son activité auprès de soldats souffrant de traumatismes physiques enrichir sa compréhension des traumatismes psychiques. Devenu psychiatre, il utilise dans sa pratique une « psychanalyse simplifiée ». À la fin de la guerre, il dirige à Allenstein, un service psychiatrique d’orientation psychanalytique, à partir duquel, il propose une contribution. Ernst Simmel utilise une thérapeutique à l’origine de la psychanalyse, la technique cathartique et obtient avec elle des succès. Sandor Ferenczi montre que la psychiatrie qui s’oppose à la psychanalyse, va durant la guerre, en utilisant sa terminologie, s’en rapprocher. Ernest Jones qui n’est pas mobilisé, peut poursuivre des psychanalyses avec des soldats choqués en demandant des délais aux autorités. Dans sa contribution, il insiste sur le conflit psychique et se rapproche de celle d’Abraham. Victor Tausk livre son expérience de psychiatre dans un texte où il s’intéresse aux psychoses de guerre, à la différence des autres psychanalystes tournés vers les névroses de guerre. Il fait part d’une contribution originale sur le phénomène de la désertion. Helene Deutsch étudie l’incidence symptomatologique de la guerre sur les femmes à partir d’un service dont elle a la charge à la clinique de Julius Wagner-Jauregg. Notons que parmi les patientes de la clinique, Helene Deutsch s’occupe d’une femme légionnaire. Magnus Hirschfeld rencontre lui aussi en consultation une femme soldat. À la même époque, Sigmund Freud s’appuie sur un cas semblable de femme. Pendant la guerre, Theodor Reik est mobilisé. Après la guerre, il s'intéressera à l'effroi dans plusieurs de ses travaux et articulera cette notion à celle de la névrose traumatique. Le diagnostic de Krieghysterie est notamment fréquemment employé, à rebours d'une dénomination qui renvoie étymologiquement à un mal féminin, et dans la lignée des idées de Freud pour qui ce diagnostic pouvait s'appliquer à des patients masculins. Très tôt les pratiques de soins de la névrose traumatique font débat entre soignants (Sigmund Freud / Julius Wagner-Jauregg) et politiques (Julius Tandler/ Arnold Durig).

### Économie

#### Industrie
Cette guerre se distingue des conflits précédents en ce qu’elle est aussi la première « guerre industrielle ». Entre 1915 et 1917, tous les pays impliqués dans le conflit sont contraints de restructurer leur industrie : il apparaît immédiatement que les stocks sont tout à fait insuffisants pour soutenir l’effort de guerre. Si elle n’avait pas veillé à augmenter sa production, la France, par exemple, se serait retrouvée à court de munitions pour l’artillerie lourde, deux mois à peine après l’ouverture des hostilités. La consommation sans précédent de munitions entraîna d'ailleurs la crise des obus de 1915 en France et au Royaume-Uni. En Italie, où Marinetti et les autres futuristes se font les chantres enthousiastes de l’ère de la machine, la production de mitrailleuses passe, entre 1915 et 1918, de 613 à 19 904 unités ; les automobiles, de 9 200 à 20 000 unités. De 10 400, la fabrication de munitions passe à 88 400 unités par jour.
Face aux attaques chimiques de l'armée allemande, le Ministère de la guerre encouragea la production de chlore liquide en France. Plusieurs usines sont nées à ce moment-là, comme Jarrie en Isère dont la création date de 1916. Il s'agissait souvent de sites pouvant exploiter l'énergie hydroélectrique, car le chlore était obtenu par électrolyse. Si cette unité chimique existe toujours, l'usine de production de chlore de Boussens en Haute-Garonne, lancée également en 1916, a disparu. Il est cependant possible de consulter une série de photographies qui relatent le développement de cette unité de production de chlore à Boussens grâce au « reportage » photographique réalisé par Jean Charrié, ingénieur dans cette usine.[pertinence contestée]
Pour autant, malgré les très vives dépenses publiques auprès des industriels, en France la guerre est loin de profiter aux grands acteurs de l'économie. En effet la partie la plus active et la plus productive de la population, les hommes jeunes, sont immobilisés stérilement au front, et pour un tiers tués ou blessés gravement. De plus l'industrie doit se reconvertir en hâte pour produire armes et munitions. Les commandes d'équipement permettent souvent la survie d'ateliers vieillots qui, dans des conditions normales de concurrence, auraient disparu. Les usines doivent investir dans des outillages spécialisés, qui deviendront inutilisables dès la paix revenue.[réf. nécessaire] C'est ainsi que les grandes firmes automobiles connaissent une forte croissance, mais pratiquement pas de profit pendant quatre années. Une grande banque d'affaires comme la Banque de Paris et des Pays-Bas, dont la prospérité reposait sur la mondialisation économique, voit sa valeur diminuer des deux-tiers pendant le conflit — elle ne retrouvera sa valeur d'avant 1914 que dans les années 1950.

#### Dettes publiques

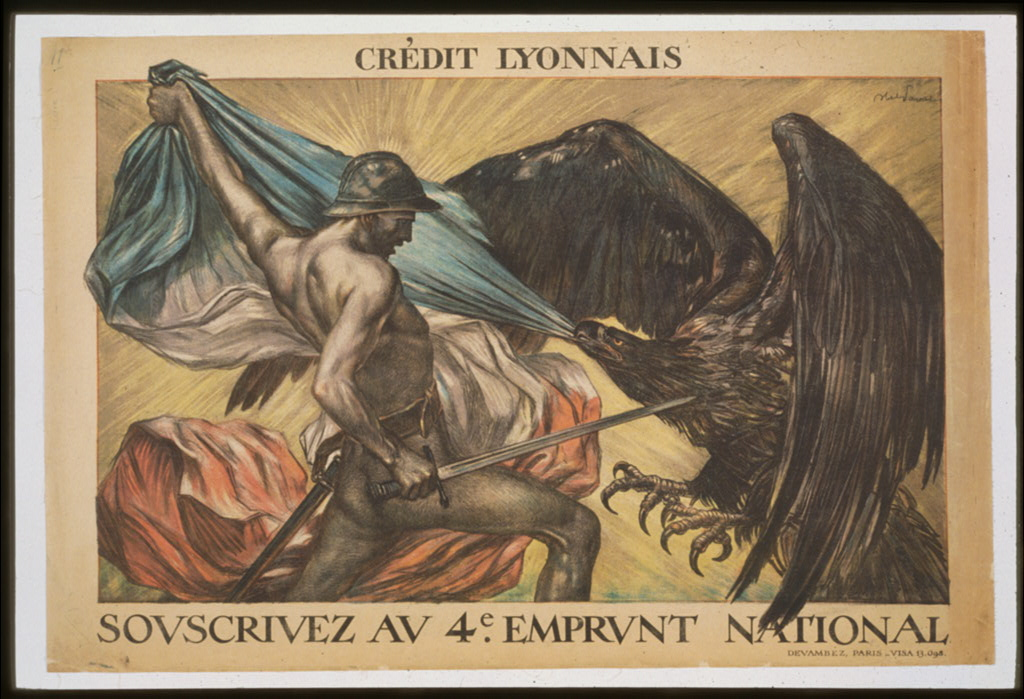
Publicité du Crédit lyonnais pour un emprunt national.

Les dépenses de guerre pèsent fortement sur le budget des États qui tentent de faire face à leur lourd déficit en appliquant diverses méthodes : l’emprunt public (en Allemagne), l’augmentation des impôts directs (Royaume-Uni), l’émission d’emprunts publics et l’augmentation de la circulation monétaire (Italie et France). Ainsi, le déficit public de la France atteint le pic de -30 % du PIB en 1917, alors qu'il n'était que de 3 % avant la guerre ; à la fin de la guerre la dette publique de la France monte à 180 % du PIB (soit 115 milliards de franc-or) contre 70 % avant la guerre. Le financement de la Première Guerre mondiale en France s'appuie sur la fiscalité, la création monétaire, et de manière importante l'emprunt. La main-d’œuvre employée dans les secteurs de l’industrie liés à l’effort de guerre augmente elle aussi. Il faut pourvoir les postes laissés vacants par les hommes appelés au front. Pour cela, on fait appel aux femmes et à la main-d’œuvre coloniale ou étrangère : en France, à la fin de la guerre, sur 1 700 000 personnes affectées à l’industrie de guerre, on compte 497 000 militaires, 430 000 femmes, 425 000 civils, 133 000 jeunes, 61 000 coloniaux et 40 000 prisonniers.
Les emprunts de guerre en France, les campagnes de collecte d’or sont menées auprès des civils pour financer la guerre. Mais la principale source de financement se situe aux États-Unis, soit en numéraire, soit par l’achat à crédit de matériel. Pour relancer les mines de charbon, les compagnies de Liévin, Lens, Carvin, Meurchin, Béthune, Courrières, Drocourt, Dourges et Ostricourt, se regroupent fin 1919 dans la « Société civile de dénoyage des houillères », financée par 250 millions de francs d'aides publiques, votées par la loi du 6 août 1917.
Du côté germanique, la première République allemande doit supporter les conséquences financières de la Première Guerre mondiale engagées par l'empire allemand. Au total, la guerre a été financée par une dette publique 156 milliards de mark.
Globalement, les déficits budgétaires cumulés engendrent une dette publique multipliée par 30 en Allemagne, par 25 aux États-Unis, par 12 en Grande-Bretagne et par 6 en France. Les différents États utilisent pour y faire face la création monétaire, l'emprunt national et l'emprunt international.
Cette guerre est suivie d'une crise de reconversion de l'économie de guerre (1920-1921) puis d'une puissante expansion des années 1920 qui masque un commerce international peu dynamique (le déficit démographique et l'inflation dus à cette guerre entraînent une surproduction industrielle, les crises monétaires d'après-guerre font que cette expansion repose sur des bases financières malsaines), préparant ainsi la crise de 1929.

#### Déclin économique de l'Europe

Caricature représentant les effets de l'inflation lors de la Première Guerre mondiale en France (archives nationales de France)
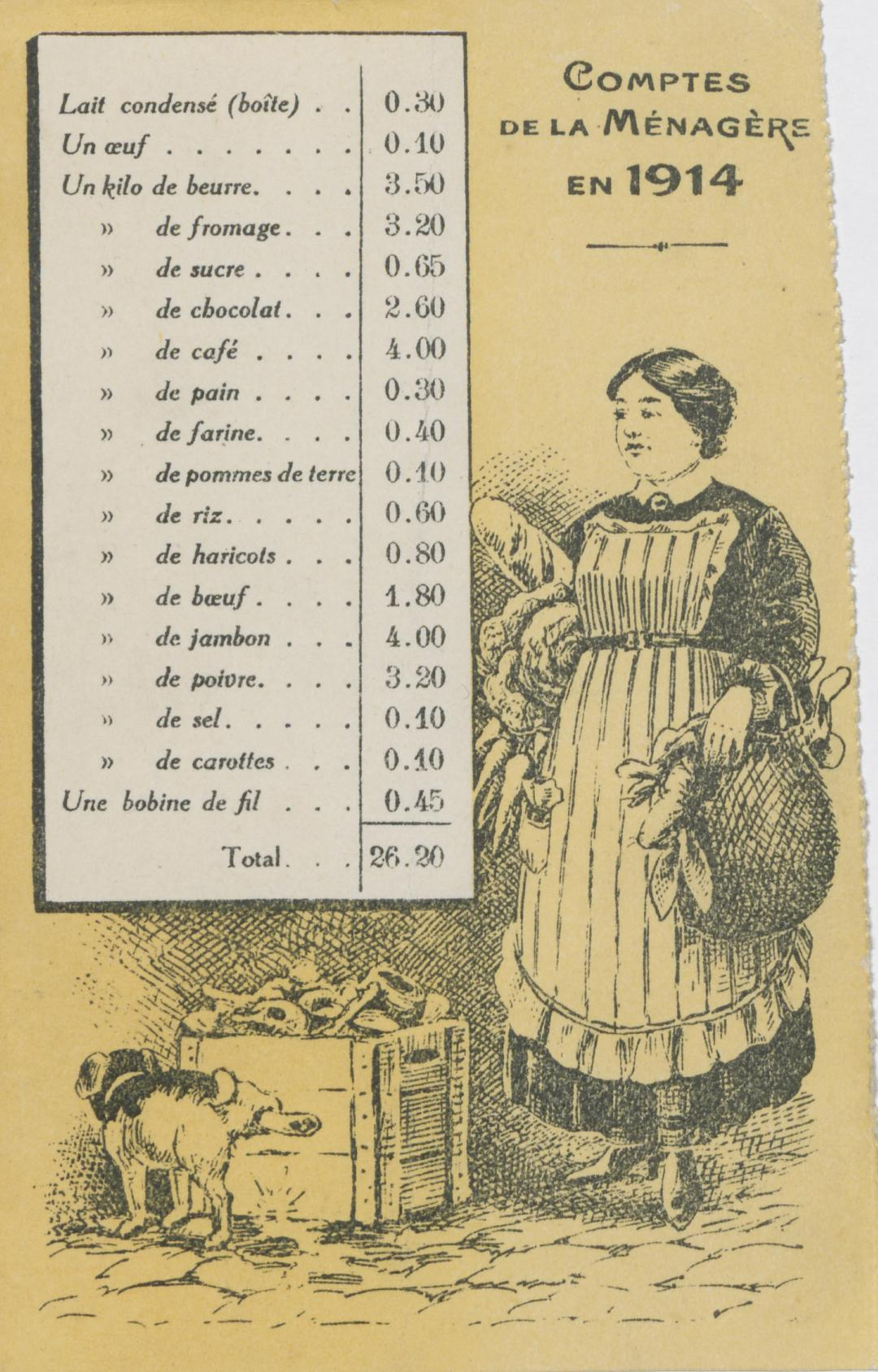
1914
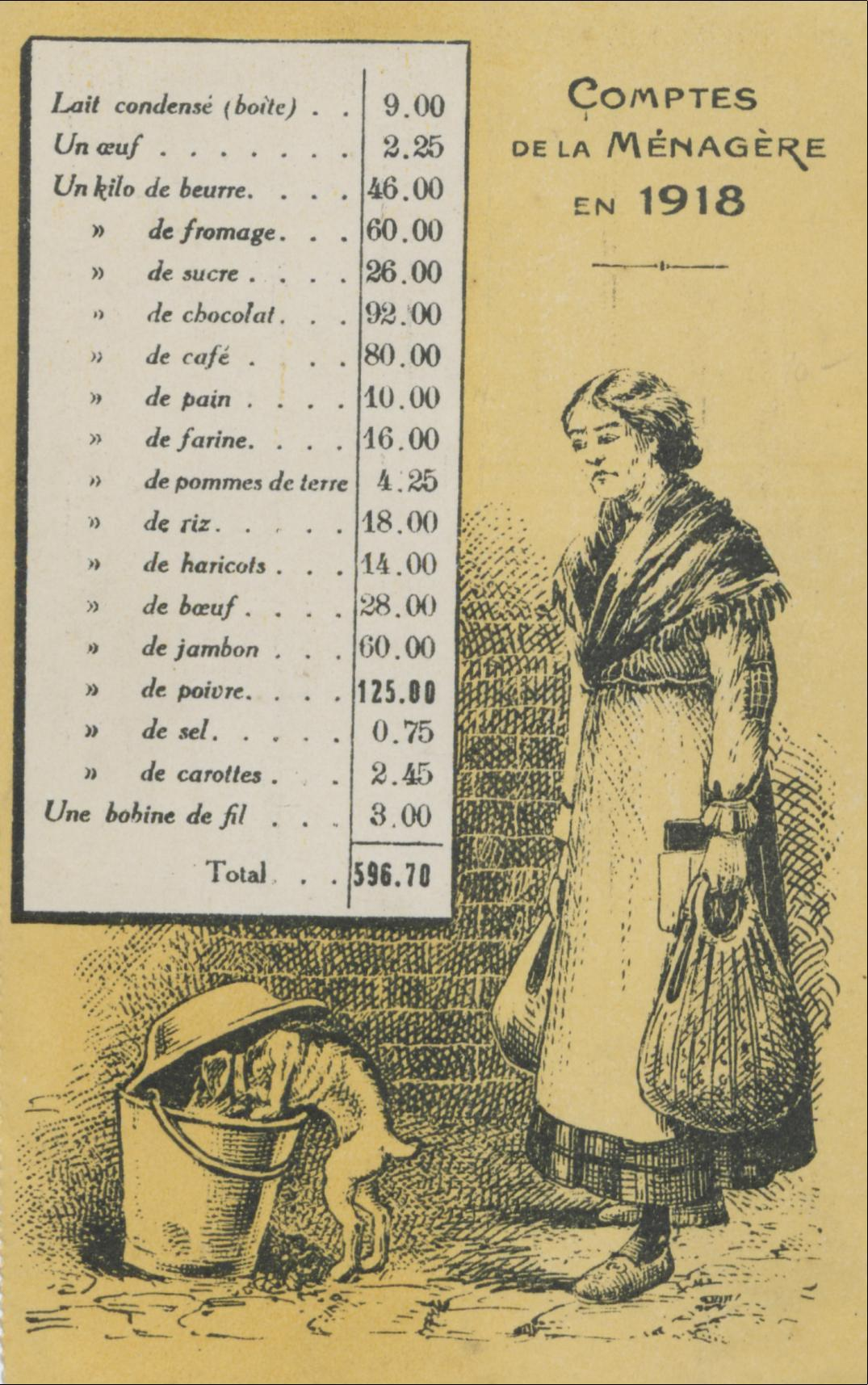
1918

Les sociétés européennes subissent de véritables bouleversements. Le plus brutal découle des ravages humains. Non seulement plus de dix millions d'hommes sont morts, mais des dizaines de millions sont blessés, parfois mutilés ou gravement atteints psychiquement : on verra des mutilés de la Grande Guerre dans chaque ville et dans chaque village de France jusque dans les années 1960, comme dans les autres pays d'Europe. Les classes sociales les plus touchées sont celles qui dominaient la société avant guerre : l'ancienne aristocratie et la bourgeoisie ont vu leurs fils partir comme officiers, fiers d'accomplir leur devoir en chargeant à la tête de leur unité, pour souvent ne jamais revenir. La paysannerie, qui fournit le gros de l'infanterie, a été sévèrement meurtrie. Relativement, la classe la plus épargnée est celle des ouvriers, dont beaucoup ont été rappelés du front pour reprendre leur travail dans les usines d'armement (100 000 en France dès octobre 1914). Les classes possédantes ont vu généralement leurs revenus rongés par l'inflation et les prélèvements pour la défense. Le produit intérieur brut (PIB) français a chuté de 35 %. Une grande partie des étudiants et des élèves des grandes écoles ont été tués ou contraints d'abandonner leurs études, ce qui réduit encore la capacité du pays à se relever dans les décennies suivantes.
La Première Guerre mondiale a mis fin à la suprématie européenne : alors qu'au début du XXe siècle, l'Europe domine l'économie mondiale, représentant 46 % du PIB mondial et 41 % du PIB par habitant, les États-Unis sont devenus à la suite du conflit les premiers créanciers du monde et la première puissance mondiale, son PIB réel par tête étant supérieur de 68 % à celui de l'Europe en 1929. Elle met fin également au mythe de « l'homme blanc », ce qui favorise l'éveil des consciences des peuples colonisés.
Avant la guerre les États-Unis sont en position de débiteur net vis-à-vis du reste du monde mais deviennent créditeurs net en 1918. Le coût de la guerre ayant été bien inférieur pour eux, ils deviennent la première puissance économique du monde, avec une industrie renforcée et une prédominance mondiale dans la plupart des domaines (minerai de fer, pétrole, électricité, acier).

### État

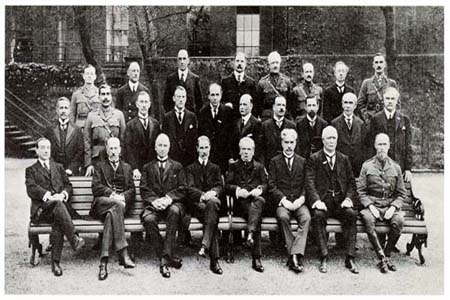
Photo du Cabinet de guerre impérial britannique.

Les États tirent profit de la guerre pour accroître leurs pouvoirs et leurs domaines de compétences. Ainsi assiste-t-on d’abord à un phénomène de centralisation du pouvoir, visible au Royaume-Uni au travers du Cabinet de guerre impérial de Lloyd George qui ne comporte que quatre ministres dont un général, Jan Smuts.
En Allemagne, les pouvoirs du Kaiser sont également renforcés, et il en va de même pour ceux de l’empereur en Autriche.
En France, l’Union sacrée permet un gel temporaire des divisions politiques. Des pacifistes syndicalistes et socialistes s'organisent à partir de 1915, toutefois ils subissent une censure sévère et des emprisonnements qui limitent leurs possibilités d'agir[source insuffisante].
Le gouvernement belge se réfugie en France, d'abord à Sainte-Adresse puis au Havre, le Parlement belge cessant toute activité à partir de l'occupation de Bruxelles par l'ennemi. De ce fait, le roi Albert 1er et ses ministres se trouvent en situation de gérer la guerre et les rapports avec les puissances en l'absence de contrôle parlementaire, les décisions et les différends relevant d'une politique inédite pour les Belges puisque tout se passe entre le roi et le gouvernement sans intervention des partis. Cette situation perdure jusqu'à la victoire, en novembre 1918, lorsque le Parlement à nouveau réuni à Bruxelles vote son approbation à la politique belge de guerre.
En France, le parlement, après s'être effacé en août 1914, reprend le contrôle du gouvernement et bientôt celui du commandement militaire, malgré la toute-puissance de Joffre.
Le pouvoir élargit ensuite le champ de ses compétences. La censure est partout réhabilitée au nom de l’intérêt national. En France, elle prend la forme d’une loi du 4 août 1914, votée dans l’urgence, interdisant tout article apte à révéler des informations à l’ennemi, ou à décourager les Français (notamment en révélant la réalité des conditions de vie dans les tranchées). Cette loi fut par la suite allégée par Clemenceau, en 1917, et il était désormais permis de critiquer l’action gouvernementale. Cependant elle restera effective jusqu’en octobre 1919, jusqu'à la fin des négociations en vue de la paix. La censure fut beaucoup plus rigoureuse en France qu’en Allemagne ou au Royaume-Uni, les Français ayant tiré la leçon de la défaite de 1870 qui avait été favorisée par de nombreuses fuites dans la presse parisienne (qui parfois révélait les déplacements des troupes françaises à l'avance). La compatibilité de la censure avec un régime démocratique était discutée, mais on comprenait bien que des révélations dans la presse eussent pu avoir des conséquences meurtrières. Elle a aussi permis d’empêcher que l’état-major allemand connût trop vite la gravité de la crise du moral en 1917.

### Traités de paix

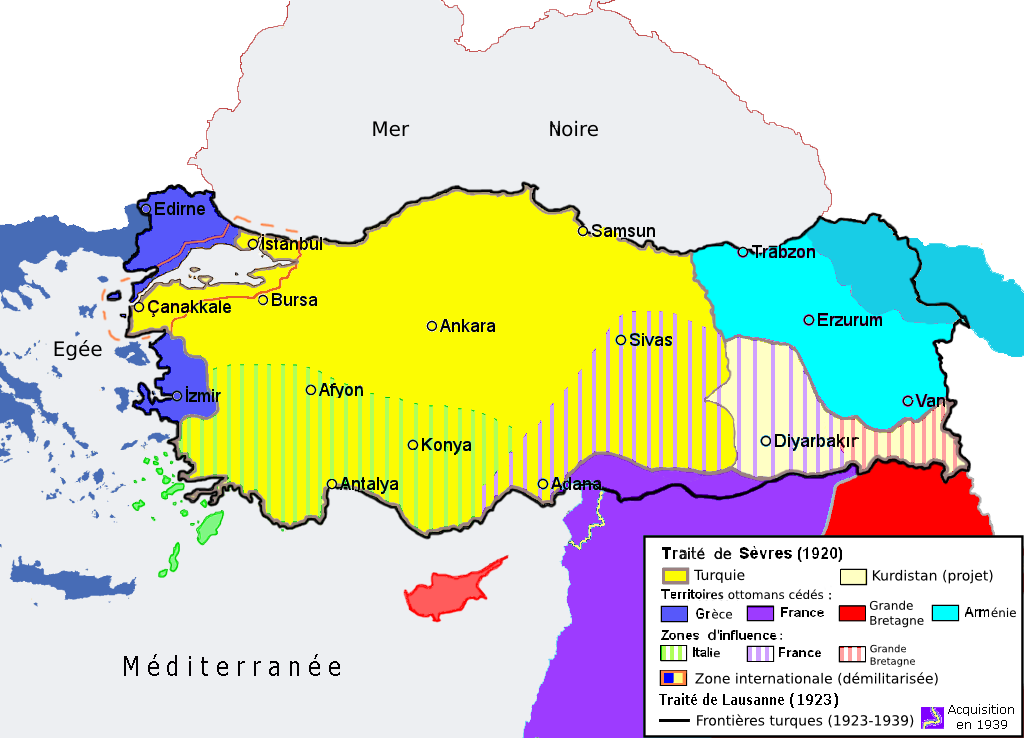
Le redécoupage de l'Empire ottoman selon le traité de Sèvres.

Quatre empires se sont écroulés (empires allemand, russe, austro-hongrois et ottoman), ce qui transforme profondément la carte de l’Europe redessinée par les traités de paix de 1919. À l’issue du traité de Versailles, l'Empire allemand perd 1/7 de son territoire : outre l’Alsace et la Lorraine déjà restituées à la France et Eupen et Malmédy rattachés à la Belgique, l’Allemagne perd à l’est la Posnanie et une partie de la Prusse-Orientale pour permettre la recréation de la Pologne ; la Haute-Silésie est partagée entre la Pologne et l’Allemagne. Le territoire allemand est coupé en deux par le « couloir de Dantzig », démilitarisé, voyant ses colonies confisquées, surveillé, condamné à de lourdes réparations et rendu principal responsable du conflit. Ces réparations, dont le montant n’est fixé qu’en avril 1921 par la commission des réparations, s’élèvent à 132 milliards de marks-or, dont initialement 50 milliards de marks sous forme d'annuités de 2 milliards, la commission devant évaluer l'état de l'économie allemande avant de mettre en place la suite du paiement. En 1932, les alliés renoncent à toute indemnité de guerre car l'Allemagne est durement touchée par la crise financière et économique de 1929. Elle n'aura versé au total que 22,8 milliards de marks-or grâce aux capitaux que lui prêteront les Américains (plan Dawes et Young).
L'Empire russe, devenu la Russie communiste, ne retrouve pas les territoires cédés au traité de Brest-Litovsk : les pays baltes et la Finlande deviennent indépendants. L’ouest de la Russie est attribué à la Pologne – plus exactement la Pologne indépendante reconstituée récupère ses territoires qui avaient été jadis conquis par les empires de Russie, de Prusse et d'Autriche.
Après le traité de Sèvres, l’Empire ottoman devait être découpé selon le droit à l’autodétermination des peuples et le découpage de la Turquie actuelle entre les grandes puissances. Cependant, après la guerre menée par Atatürk et le traité de Lausanne, l’Empire ottoman est réduit à l’actuelle Turquie. La Syrie et l’Irak deviennent des mandats français et britanniques.
L’Empire austro-hongrois est quant à lui démantelé - avec la naissance d’une Autriche, d’une Hongrie et d’une Tchécoslovaquie. Le royaume des Serbes, Croates et Slovènes, qui deviendra la Yougoslavie, est constituée de l’union du royaume de Serbie avec l’État des Slovènes, Croates et Serbes et le royaume de Monténégro. Elle réunit les Slaves du Sud des Balkans, mais elle doit céder l’Istrie à l’Italie au terme du traité de Rapallo de novembre 1920.
Ces États adoptent des régimes parlementaires, monarchies constitutionnelles ou républiques. Les deux décennies suivantes connaissent toutefois d'importantes tensions politiques internes aux états créés ou recréés avec des affrontements souvent violents entre forces politiques et dans plusieurs cas l'émergence de régimes autoritaires : Hongrie (1920), Bulgarie (1923), Pologne (1926), Lituanie (1926),
Yougoslavie (1929), Autriche (1934), Lettonie (1934), Estonie (1934)…

## Historiographie
La chronologie des événements laisse voir combien la question des responsabilités reste entière. Ces dernières se trouvent de fait dispersées au fil des décisions. Rien dans cette succession n’était inéluctable. L'historiographie des responsabilités accorde un poids, une valeur, à chaque épisode, chaque décision :
- le degré d’implication des services de l’État serbe, probablement à l’insu de ses dirigeants, dans la préparation et la réalisation de l’attentat ;
- la négligence envers l’avertissement prononcé par l’ambassadeur serbe quant à une menace d’attentat ;
- l’erreur de jugement du Kaiser lorsqu’il donne son appui inconditionnel à l’Autriche-Hongrie, persuadé que la Russie n’interviendra pas ;
- la dureté voulue de l’ultimatum austro-hongrois ;
- le degré de pression que l’Allemagne a réellement mis sur l’Autriche-Hongrie pour négocier la condition rejetée par la Serbie sans faire perdre la face aux parties adverses ;
- le degré de manœuvre, face aux pan-slaves, du premier ministre serbe si favorable à une bonne entente avec son voisin ;
- le fait que le tsar Nicolas II n’a pas pu ou su s’opposer aux bellicistes de son gouvernement, ainsi que d’avoir accepté l’idée d’une mobilisation secrète, qui fut presque aussitôt connue des Allemands ;
- le soutien accordé discrètement à la Russie par le gouvernement français, qui, ayant déjà refusé de soutenir la Russie lors des précédentes guerres balkaniques, craint que la Triple-Entente ne s'effrite ;
- son acceptation du non-respect du traité militaire qui lie les deux pays ;
- la violation de la neutralité belge garantie par le traité de 1831 que l'Allemagne considère comme un « chiffon de papier » (dixit le chancelier Bethman Hollweg), ce qui entraîne l'entrée en guerre du Royaume-Uni qui ne peut admettre de voir l'Allemagne conquérir Anvers et la côte de la mer du Nord, perspective menaçante pour la Royal Navy.

Le nationalisme exacerbé qui régnait dans une partie plus ou moins grande des pays européens a joué un rôle certain : beaucoup de nationalistes poussèrent au renforcement des armées tout en redoutant la guerre. Les « opinions publiques » étaient en grande majorité attentistes et considéraient souvent que la guerre était impensable entre pays civilisés au XXe siècle. Les volontés pacifistes ou bellicistes s'exprimaient surtout au niveau des élites, si bien qu'il est erroné de croire que la guerre a été déclenchée par les sentiments populaires, l'Union sacrée ne se manifestant qu'après le début du conflit. Au Royaume-Uni, un siècle après la chute de Napoléon, personne n'imaginait que l'on irait à nouveau combattre sur le continent. En France, les sentiments revanchards à propos de l’Alsace-Lorraine s'étaient fortement atténués depuis 1870, et n'auraient en aucun cas pu provoquer une guerre — d'autant que les Français venaient d'élire un Parlement et un gouvernement pacifistes. De l’autre côté du Rhin, envisageant de devoir se battre sur deux fronts, le plan Schlieffen préconise que l’Allemagne frappe la première, ce qui la contraint à l’extrême vigilance envers la mobilisation des armées. De plus, contrairement à la situation de 1908 ou de 1911, le temps de négociation lié à la mobilisation ne peut jouer. Le plan allemand suppose en effet l'évacuation des troupes arrivées au nœud ferroviaire d'Aix-la-Chapelle vers la Belgique sous peine d'engorgement, ce qui veut dire que la mobilisation allemande, c'est la guerre. Aucun des mécanismes de paix n'a pu fonctionner. Aucun arbitrage n'était envisageable en Europe, dans la mesure où les alliances rendaient toutes les nations parties prenantes. Les familles royales avaient des liens moins structurés depuis le décès de Victoria. L'influence du pape était limitée par la rupture avec la France laïque depuis 1905. Le capitalisme en phase de protectionnisme se recentrait sur les économies coloniales. Enfin, les internationales ouvrières furent déstabilisées par l'assassinat de Jaurès et par les volontés d'unités nationales.
Une partie des pays européens étaient prêts à la guerre, par leur organisation et par l'état de leur opinion publique. On peut penser qu’une étincelle suffisait à mettre le feu à l’Europe. C’est la thèse que quelques historiens mettent en avant pour expliquer l’acceptation massive par les sociétés européennes du conflit, voire leur résolution à combattre. C’est ce que l’on appelle le consentement patriotique.
En Allemagne, le consensus de longue date selon lequel ce pays était exempt de toute responsabilité dans le déclenchement de la guerre a été battu en brèche par les travaux d’un historien, Fritz Fischer, publiés à partir de 1961 dans Les Buts de guerre de l'Allemagne impériale. Cette thèse iconoclaste, à l’origine d’une vaste polémique en Allemagne, veut que la visée impériale (l’hégémonie européenne), associée à une stratégie incluant le conflit armé, aurait favorisé la déclaration de guerre de l’Autriche-Hongrie à la Serbie, à la satisfaction des élites politiques et militaires, ainsi que des mouvements pangermanistes. C’est là le point de départ de la Kriegsschuldfrage, question de la culpabilité de guerre, qui empoisonne longtemps l’atmosphère.
La thèse classique concernant la question de la responsabilité est celle du « Mécanisme » de l’historien français Jean-Baptiste Duroselle : par crainte qu’advienne une situation internationale défavorable à leurs intérêts nationaux, les États européens ont pris des décisions « pour le cas où », « plutôt que ». Duroselle résume, à partir de cette thèse, la situation en cinq points :
1. L’Allemagne entre en guerre pour ne pas risquer de perdre son allié austro-hongrois ;
2. La France tient à maintenir la solidité de son alliance avec la Russie, sachant qu'une guerre serait certaine si l'Allemagne parvenait à dissocier ces deux alliés ;
3. La Russie déclare la guerre afin d’éviter que de nouvelles populations slaves passent sous contrôle de l’Empire austro-hongrois ;
4. Le Royaume-Uni, fidèle en cela à la politique qu’il mène depuis 1793 et fidèle au traité de neutralité de la Belgique dont il est garant, préfère déclarer la guerre plutôt que de voir une grande puissance s’installer à Anvers ;
5. L’Autriche-Hongrie préfère en finir avec la Serbie plutôt que d’être dissoute par les mouvements nationaux.

Cette analyse du « Mécanisme » a été reprise par l'historien britannique Christopher Clark en 2013.
L'historiographie moderne considère que « les accusations réciproques et les explications données, même si elles n’étaient pas dénuées d’une part de vérité, ne permettaient pas de répondre vraiment à la question du pourquoi » et estime que les autorités politiques des principaux belligérants, prises dans le piège de l’honneur national qui les empêchait de se retirer du jeu, furent dépassées par les événements qui conduisirent à une guerre sans raison.

## Dans la culture

### Littérature

#### Romans
- Voyage au bout de la nuit de Louis-Ferdinand Céline, 1932
- Cris de Laurent Gaudé, éditions Actes Sud, 2001.
- Je finirai à terre in Les Oliviers du Négus de Laurent Gaudé, éditions Actes Sud, 2011.
- À l'Ouest, rien de nouveau de Erich Maria Remarque, 1929
- Les Thibault : L'Été 1914 (1936), Roger Martin du Gard, 3 volumes, Paris, Gallimard.
- Les Thibault : Épilogue (1940), Roger Martin du Gard, Paris, Gallimard.
- Les Sentiers de la Gloire (1935), Humphrey Cobb, (titre original : Paths of Glory)[281].
- Les Gardiennes, (1924), Ernest Perochon.
- Le dégoût de la guerre de 1914 (préf. Gilles Heuré), Mercure de France, 2014, 132 p. (ISBN 9782715234918). Anthologie de textes sur la Grande Guerre par 32 écrivains

#### Bande dessinée
La Grande Guerre connait dans le neuvième art une production et un intérêt du public sans cesse croissant.
On compte parmi les œuvres les plus célèbres :
- Tardi, La Véritable Histoire du soldat inconnu, Futuropolis, 1974
- Tardi, Le Trou d'obus, Imagerie Pellerin, 1984
- Tardi, C'était la guerre des tranchées, Casterman, 1993
- Tardi-Verney, Putain de guerre !, Casterman, 2009
- Kris-Maël, Notre mère la guerre, Futuropolis, 2009-2014
- Hautière-Hardoc, La Guerre des Lulus, Casterman, depuis 2013

#### Témoignages
- Robert Porchet (1891-1964) (préf. Albert Jacquard), De Verdun à Cayenne, Indes savantes, coll. « Du cannibale », 2007, 442 p. (ISBN 978-2-84654-150-3). Vu par un poilu pacifiste : sur le front du début du conflit jusqu'à Verdun, les fusillés pour l'exemple, puis la désertion, la cour martiale, et le bagne.
- Joseph Kessel et Pascal Génot (préf. Olivier Weber), Première Guerre mondiale, Éditions Amok, 2018, 144 p. (ISBN 978-2-07-278016-5)

### Filmographie
Le cinéma s'est emparé dès le début de ce conflit, d'abord avec des films muets ainsi que des films parlants. Avec le temps, les productions filmographiques puis télévisuelles se diversifient rapidement pour le public, étant tour à tour de propagande, historiques, comiques, dramatiques ou encore fantastiques proposant soit un cadre réaliste ou fictionnel.

### Musique
- Sous les ponts de Paris, de Georgel (1913), chanson détournée en 1915 et devenue Dans les tranchées de Lagny.
- Quand Madelon…, de Charles-Joseph Pasquier (1914), adoptée par les Poilus et devenue chant de marche et air de musique militaire.
- La Chanson de Craonne, chant contestataire anonyme (apparu en 1914 ou 1915).
- La Butte rouge, chanson de Gaston Montéhus (1925).
- Le Soldat, album Vieillir avec toi, de Florent Pagny (2014).

### Jeux vidéo
- Soldats inconnus : Mémoires de la Grande Guerre (2014) : édité par Ubisoft et développé par Ubisoft Montpellier. L'histoire raconte le destin de trois soldats, durant la Première Guerre mondiale
- Verdun (2015) : édité et développé par Blackmill Games et M2H. Il s'agit d'un jeu de tir à la première personne exclusivement multijoueur. Il est consacré à la bataille de Verdun.
- Battlefield 1 (2016) : édité par Electronic Arts et développé par DICE. Il s'agit d'un jeu de tir à la première personne avec une forte dimension multijoueur. La campagne solo est divisée en 5 chapitres largement inspirés d'opérations de la guerre.
- Tannenberg (2017) : édité et développé par Blackmill Games et M2H. Il s'agit d'une extension dite standalone de Verdun. Le jeu porte sur la bataille de Tannenberg.
- 11-11 Memories Retold (2018) : édité par Bandai Namco Entertainment et développé par Aardman Animations et le studio montpelliérain Digixart Entertainment, fondé par le directeur artistique de Soldats Inconnus. Suite spirituelle de ce dernier, ce jeu narratif nous entraînera dans le destin de deux personnages que l'on incarnera à tour de rôle : le premier, Harry, un photographe Canadien (Elijah Wood) qui est en quête d'aventures. Le second, Kurt, un ouvrier Allemand (Sebastian Koch) dont le fils, qui est soldat, est porté disparu.

## Autres noms
En 1918, ce conflit est incontestablement la plus grande guerre qui ait jamais eu lieu. On l'appelle bientôt « la Grande Guerre ». Elle est également appelée « der des ders », c'est-à-dire la « dernière des dernières (guerres) », signifiant ainsi qu'il s'agit de la guerre après laquelle il n'y en aura plus. Ces noms montrent bien le sentiment qu'ont les contemporains juste après la guerre, supposant que son caractère horrible dissuaderait les pays d'en mener une autre.
Cette guerre ne peut recevoir son qualificatif de Première Guerre mondiale qu'à partir du moment où il y en a plus d'une. Le nom « Première Guerre mondiale » est donc l'exemple le plus célèbre de rétronymie. L'expression « Première Guerre mondiale » est utilisée pour la première fois dès septembre 1914 en allemand par le biologiste et philosophe allemand Ernst Haeckel qui écrit alors : « il ne peut subsister aucun doute que la conduite et le caractère de la redoutée "Guerre Européenne" […] va devenir la Première Guerre mondiale au sens le plus entier de l'expression »[réf. souhaitée].
Pour mieux représenter l'état d'esprit des personnes vivant dans l'entre-deux-guerres, on utilise encore l'expression « la Grande Guerre ».
Elle est parfois dite « guerre 1914 – 1918 », « guerre de 1914 – 1918 », « guerre 14-18 » ou « guerre de 14-18 », voire « guerre de 14 », ce qui permet de mieux la situer dans le temps par rapport à la « guerre 1939 – 1945 », aussi appelée « guerre de 1939 – 1945 » ou encore « guerre 40 – 45 » en Belgique.
Toutefois, pour certains historiens, elle ne serait que le début d'une longue guerre civile européenne qui dura pendant toute la première moitié du XXe siècle,.